# Langres
Cet article possède un paronyme, voir Angres.
Pour les articles homonymes, voir Langres (homonymie).
Langres (prononcé [lɑ̃gʁ]) est une commune française du département de la Haute-Marne, dont elle est l'une des deux sous-préfectures, en région Grand Est.
Langres a donné son nom à une région traditionnelle qui avait le titre de comté et une coutume particulière à celle de Sens (le Pays de Langres), ainsi qu'à un diocèse dont le titulaire avait depuis le XIIe siècle le titre de duc et pair de France.
Ayant une histoire plusieurs fois millénaire, son site défensif occupé depuis le Néolithique était considéré au XVIIe siècle comme n'ayant jamais été pris : « La ville est dans une assiette renversée si avantageuse et habitée d’un peuple si guerrier qu’elle passe pour la pucelle du pays ». Langres étant restée fidèle à la couronne de France, le roi a octroyé à ses habitants les privilèges de la Noblesse avec le droit de lever une armée pour se défendre et l'exemption de tous les impôts royaux.
La ville est classée ville d'art et d'histoire, ville fleurie et ville Internet.
Ses habitants sont les Langrois, ceux de l'époque gauloise étant les Lingons.

## Géographie

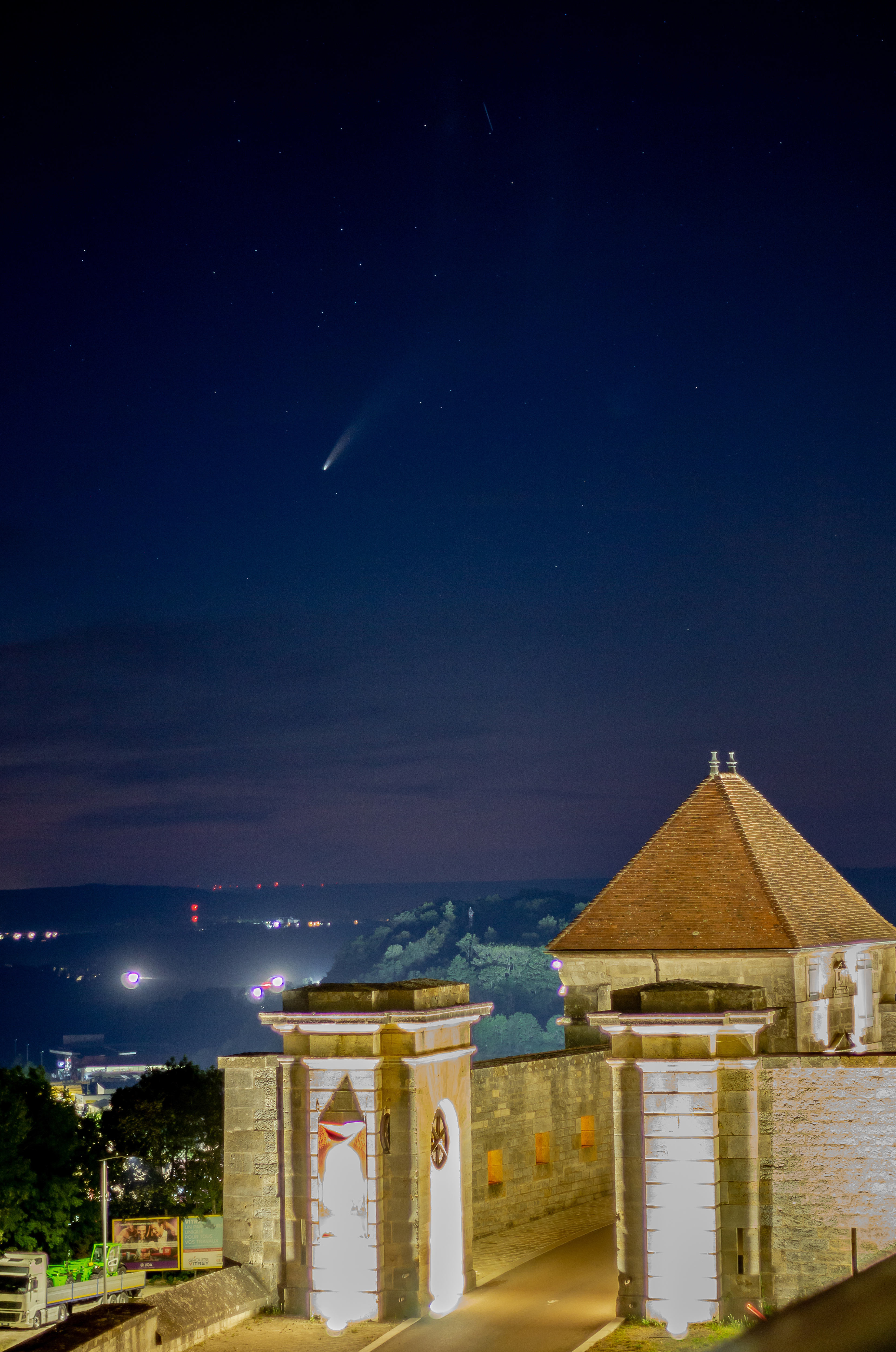
Passage de la Comète Neowise C/2020 F3. Photo prise le 13 juillet 2020.

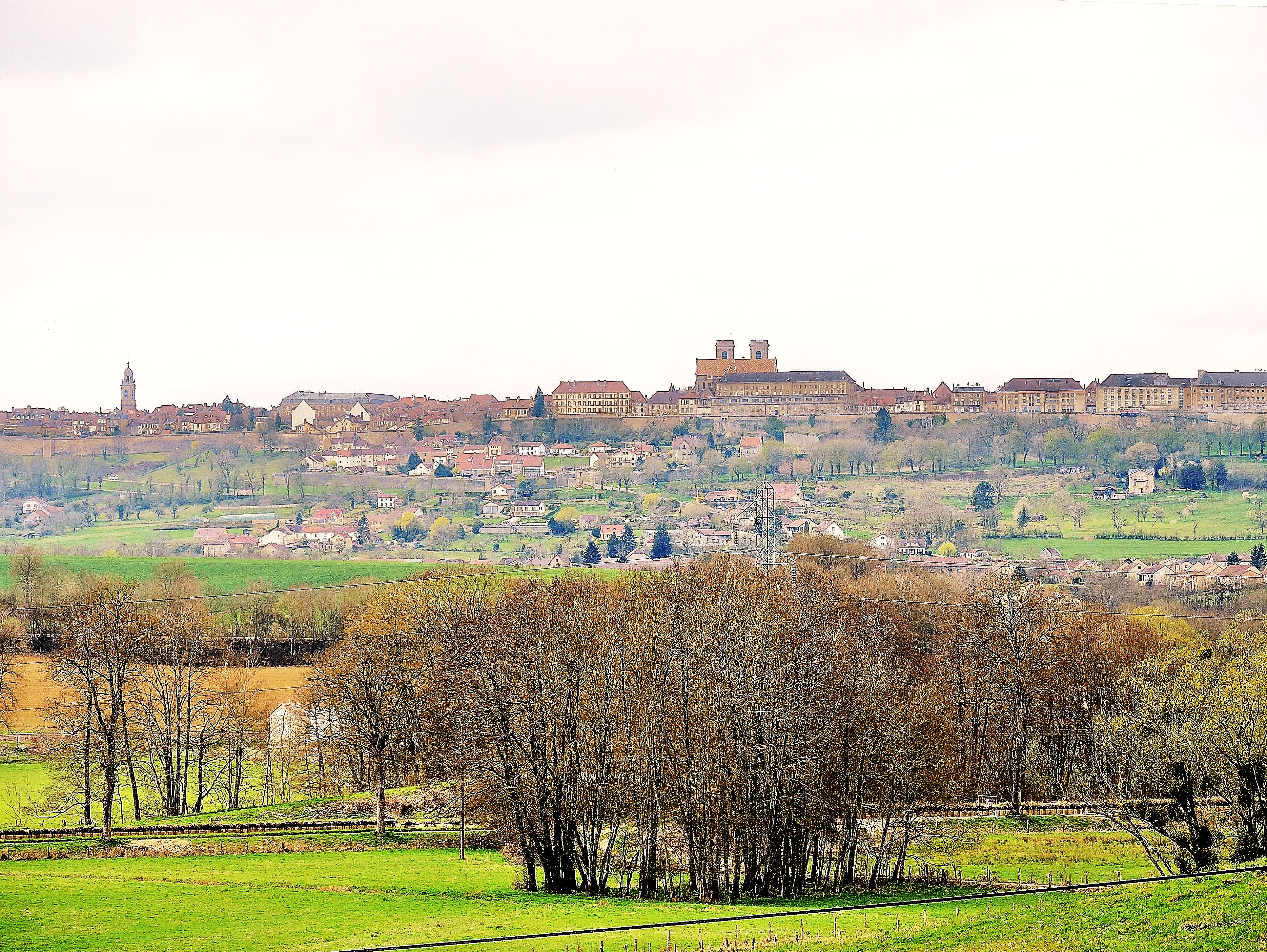
Langres, vu du lac de la Liez.

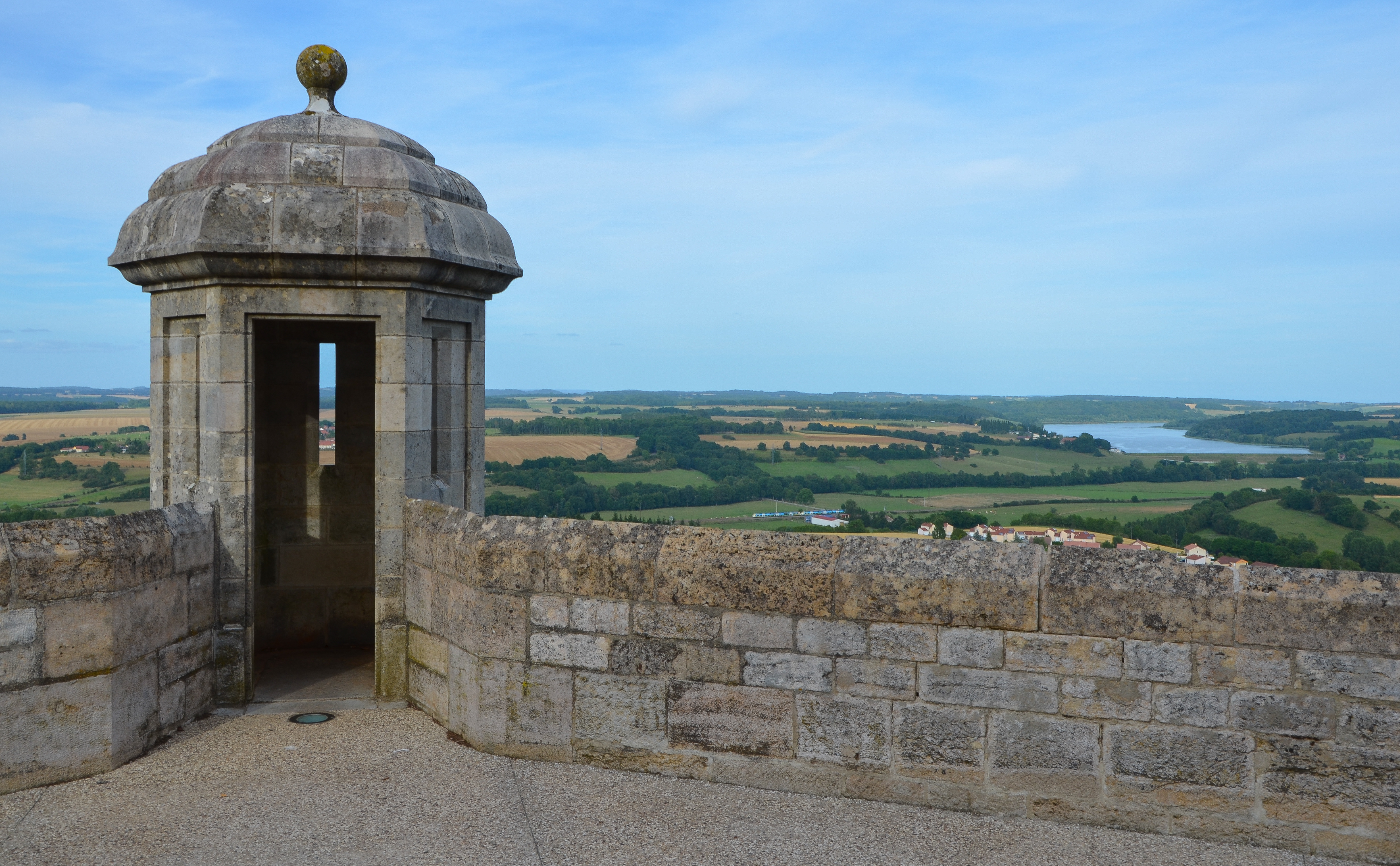
Vue sur le lac de la Liez depuis les remparts.

### Localisation

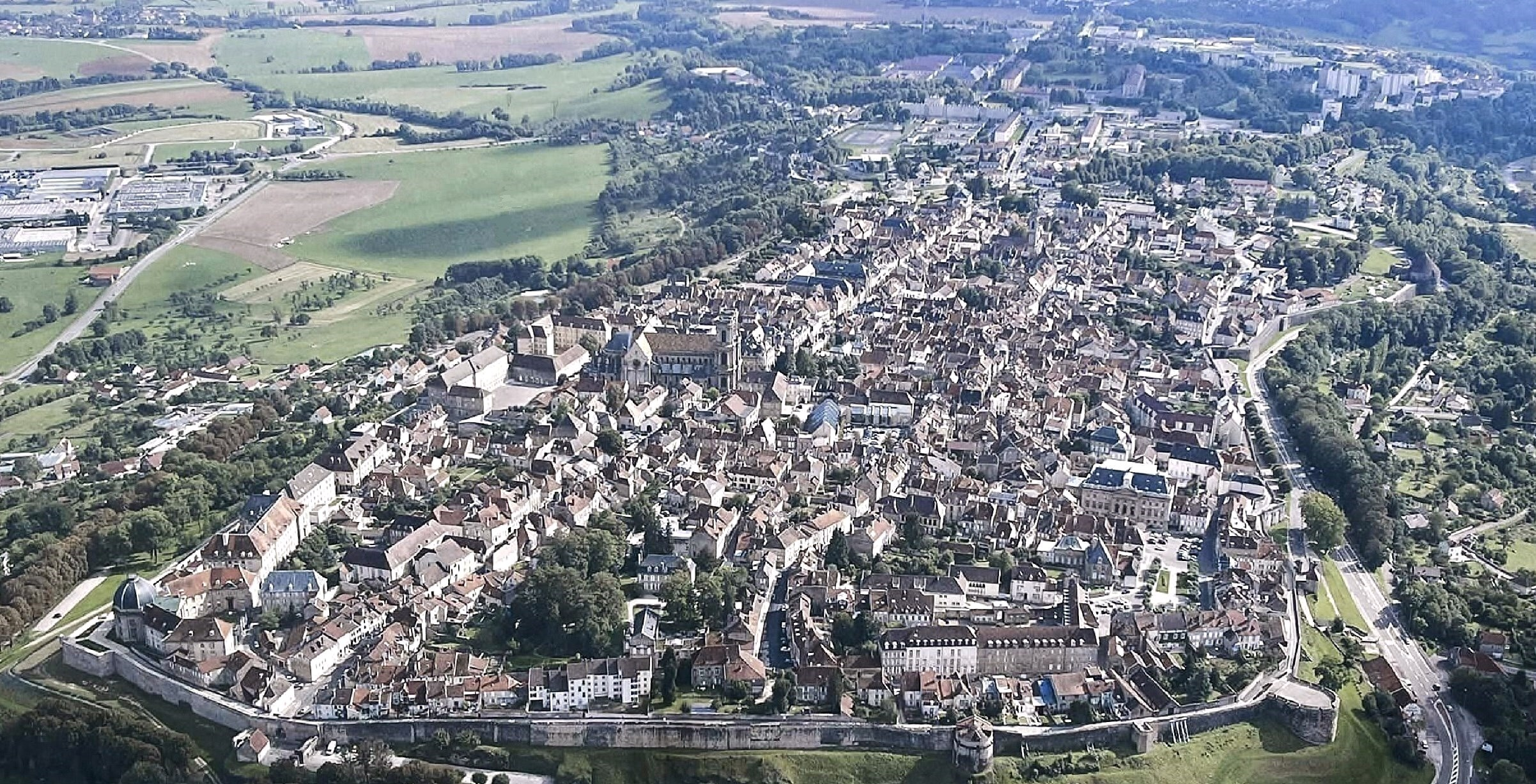
Vue générale de Langres

Langres est située à une altitude de 458 mètres sur une table calcaire aménagée en oppidum, avec un escarpement abrupt de 50 mètres suivi d'une dénivellation supplémentaire de 50 mètres. Ce promontoire est lui-même situé au nord du plateau de Langres qui sépare le Bassin parisien de la vallée de la Saône, près de la source de la Marne. La ville est implantée au centre du Seuil morvano-vosgien, non loin du « point triple majeur » des lignes de partage des eaux entre les bassins versants de la Seine, du Rhône et de la Meuse.
Nœud routier déjà important lors de la Gaule romaine, la ville fut dotée en 1858 d'une gare ferroviaire sur la ligne Paris-Mulhouse. Également, le Canal entre Champagne et Bourgogne passe à proximité et Langres est à proximité immédiate de l'échangeur des autoroutes A 5 (vers Paris) et A 31 (entre Nancy et Dijon puis Lyon). L'autoroute A 319, en projet, permettra de relier la ville à Vesoul.
La région de Langres est appelée le « pays des quatre lacs ». Construites à la fin du XIXe siècle pour alimenter en eaux le canal, ces retenues artificielles proches sont le lac de la Liez, le lac de la Vingeanne, le lac de la Mouche et le lac de Charmes. Le lac de la Liez, le plus grand et visible des remparts, a été aménagé pour la baignade et les loisirs nautiques (pédalos, planche à voile, canoës, ski nautique).

### Communes limitrophes
Communes limitrophes (canton de Langres)
Balesmes-sur-Marne, Champigny-lès-Langres, Chatenay-Mâcheron, Humes-Jorquenay, Peigney, Perrancey-les-Vieux-Moulins, Saint-Ciergues, Saint-Vallier-sur-Marne et Saints-Geosmes.
| Perrancey-les-Vieux-Moulins | Peigney        | Peigney                 |
| Saints-Geosmes              | Langres        | Peigney                 |
| Saints-Geosmes              | Saints-Geosmes | Saint-Vallier-sur-Marne |

Lieux-dits et écarts
Faubourg des Auges, faubourg des Franchises, faubourg de Brevoines, Saint Sauveur, L'Arbelotte, faubourg de Saint-Gilles, faubourg de Buzon, Ferme de Saint Anne, Ferme du Séminaire, faubourg du Moulin-Rouge, faubourg de Louot, faubourg des 3 rois, faubourg de la collinière, faubourg Saint Didier.

## Toponymie
Le nom de la localité est attesté sous les formes Ανδοματουννον ou Ανδοματουνον ; Andomatounon (IIe siècle) ; Andemantunnum (IVe siècle) ; Lincuenenses monita, Linconas, Lingonas (époque mérovingienne) ; Linconis civitas (époque carolingienne) ; Urbs Lingonica (VIIIe siècle) ; Lingonensium urbs, Lingonica civitas (814) ; Lingonis civitas (852) ; Villa Lingona (854) ; Lengres (1255) ; Laingres (1263) ; Leingres (1265) ; Loingres (1269) ; Langres (1401).

À l'instar de la plupart des autres peuples gaulois, l'ethnonyme latin des Lingons, en l'occurrence Lingonenses, s'est transmis dans le toponyme actuel de leur civitas en Gaule transalpine, l'ancienne Andemantunnum, composé de la particule intensive ande et matu « ours » avec le suffixe -unnum, celui de Cernunnos ; le sens pourrait être : « grand oppidum des ours », rebaptisée Langres sous le règne d'Auguste, lors de la réorganisation de la Gaule, en empruntant le nom du peuple gaulois Lingon dont elle était la capitale, Lingonae ou Civitas Lingonum.

### Protohistoire et Antiquité

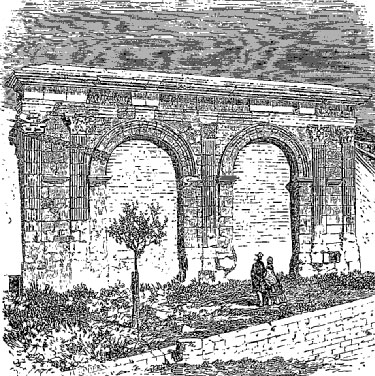
Porte gallo-romaine.

## Histoire

### Moyen Âge
Après un bref déclin résultant des invasions barbares, Langres recouvre sa prospérité dès la renaissance carolingienne, en dépit des raids dévastateurs des Normands de 888 à 894. L'influence politique grandissante malgré la réforme grégorienne, le développement économique et le rayonnement culturel de l'évêché de Langres à la faveur des renaissances médiévales successives font de Langres une puissante cité du Moyen Âge classique, héritière de la Civitas des Lingons.
Bénéficiant pleinement de la renaissance du XIIe siècle, le diocèse de Langres devient un duché pairie, ses évêques étant à la fois ducs et pairs de la couronne de France : en 1179, Hugues III de Bourgogne octroie le titre de comte de Langres à son oncle l'évêque Gauthier, Louis VII de France y ajoutant la pairie et Philippe-Auguste accordant en 1200 le titre de duc aux évêques en confirmant cette dernière.

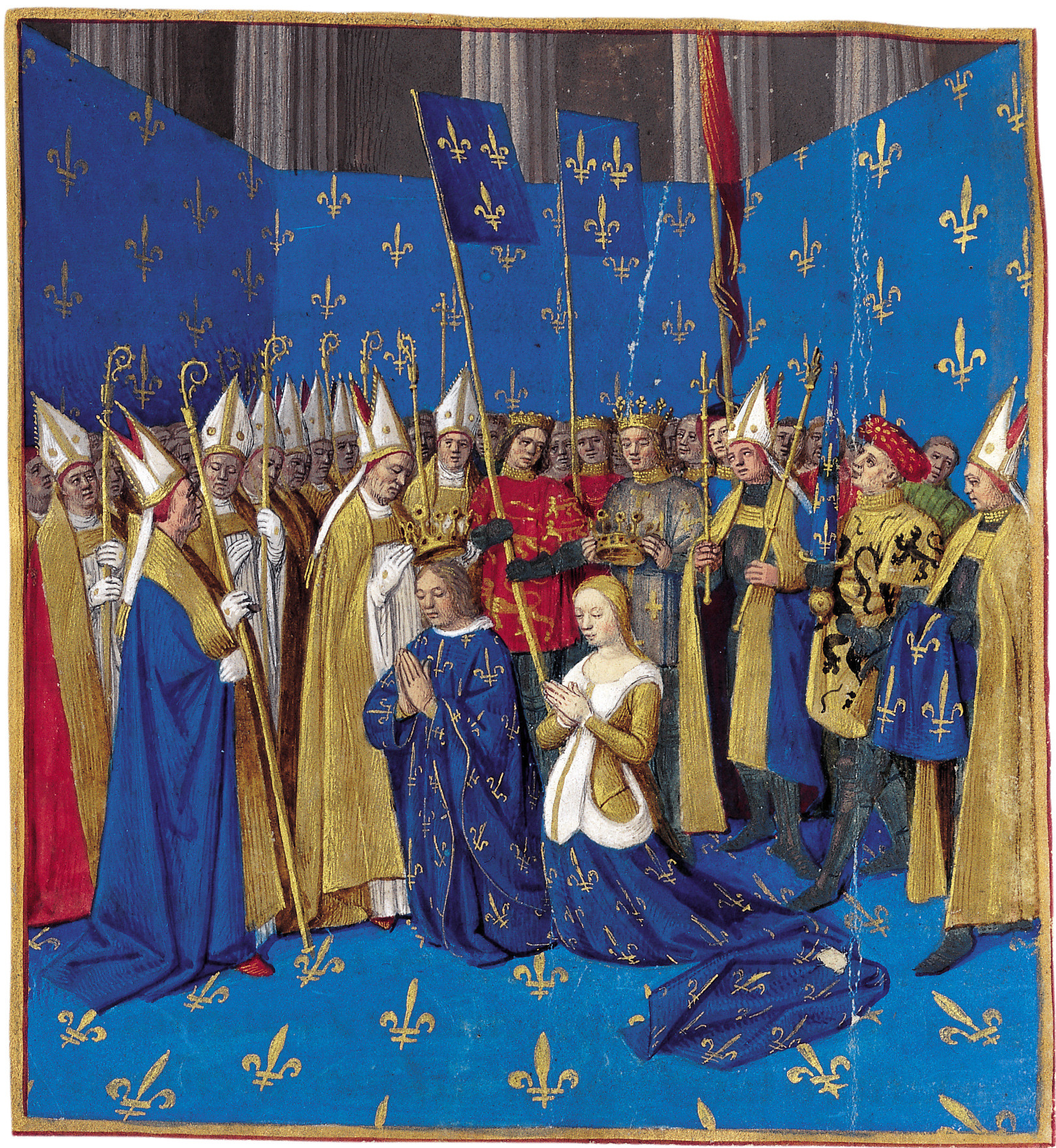
Couronnement de Louis VIII de France par l'ancien duc-évêque de Langres, Guillaume de Joinville, le 6 août 1223 à la cathédrale Notre-Dame de Reims. Grandes Chroniques de France de Charles VII enluminées par Jean Fouquet, 1455-1460 (Ms.Fr.6465), Paris, Bibliothèque nationale de France.

En qualité de troisième duc et pair ecclésiastique, l'évêque de Langres porte le sceptre royal durant le sacre du roi de France (avec préséance sur son métropolitain, le primat des Gaules). Au cours de cette cérémonie, il présente aussi la couronne royale avec les onze autres grands pairs de France au-dessus du chef royal avant que l'archevêque de Reims ne l'y dépose. À la fois grands vassaux et grands pairs de France, les ducs-évêques de Langres sont partie prenante dans les affaires générales du royaume de France en tant que membres du parlement du roi et nombre de grands seigneurs leur doivent l'hommage féodal.

### Renaissance
Langres devient à la Renaissance un important foyer artistique où s'épanouissent la littérature, la peinture, l'architecture, etc. Ceci est notamment favorisé par sa proximité avec la Cour et l'importance de son diocèse. Dès la fin du XVe et le début du XVIe, plusieurs personnalités marquent la ville de Langres : Jean III d'Amboise, son successeur Jean V d'Amboise, Michel Boudet.
Une des grandes figures et un des acteurs de la Renaissance à Langres est le cardinal de Givry. Connu pour son mécénat artistique, il commande en 1543 des tapisseries sur l'histoire de Saint-Mammès pour décorer la nef de la cathédrale de Langres. Huit tentures sont ainsi réalisées en 1544-1545 d'après Jean Cousin et par les lissiers Pierre Blasse et Jacques Langlois. Des huit, trois ont été conservées, une au Louvre et deux à la cathédrale de Langres. Le cardinal de Givry commanda également un magnifique jubé, « en forme d'arc triomphal ». Détruit au cours du XVIIIe siècle, il ne reste que très peu de fragments de ce jubé au musée d'histoire de Langres. Peu de temps après, un autre chantier est en cours à la cathédrale, celui de la chapelle Sainte-Croix, dite chapelle d'Amoncourt du nom de son commanditaire. Débutée en 1549 à la demande de Jean d'Amoncourt, archidiacre de Langres et grand ami du cardinal de Givry, cette chapelle est par son décor un des joyaux de l'architecture Renaissance à Langres. L'ornementation de la voûte à caissons de la chapelle rappelle celle de la galerie François Ier à Fontainebleau. De même, le décor « en miroir » du carrelage, daté de 1551-1552, s'inspire fortement du château d'Écouen. Il est réalisé en faïence émaillée probablement par un atelier rouennais (Geoffroy Du Moustier), ou par Masséot Abaquesne comme le voudrait la tradition. Le dessin, quant à lui, pourrait être de Jean Cousin.

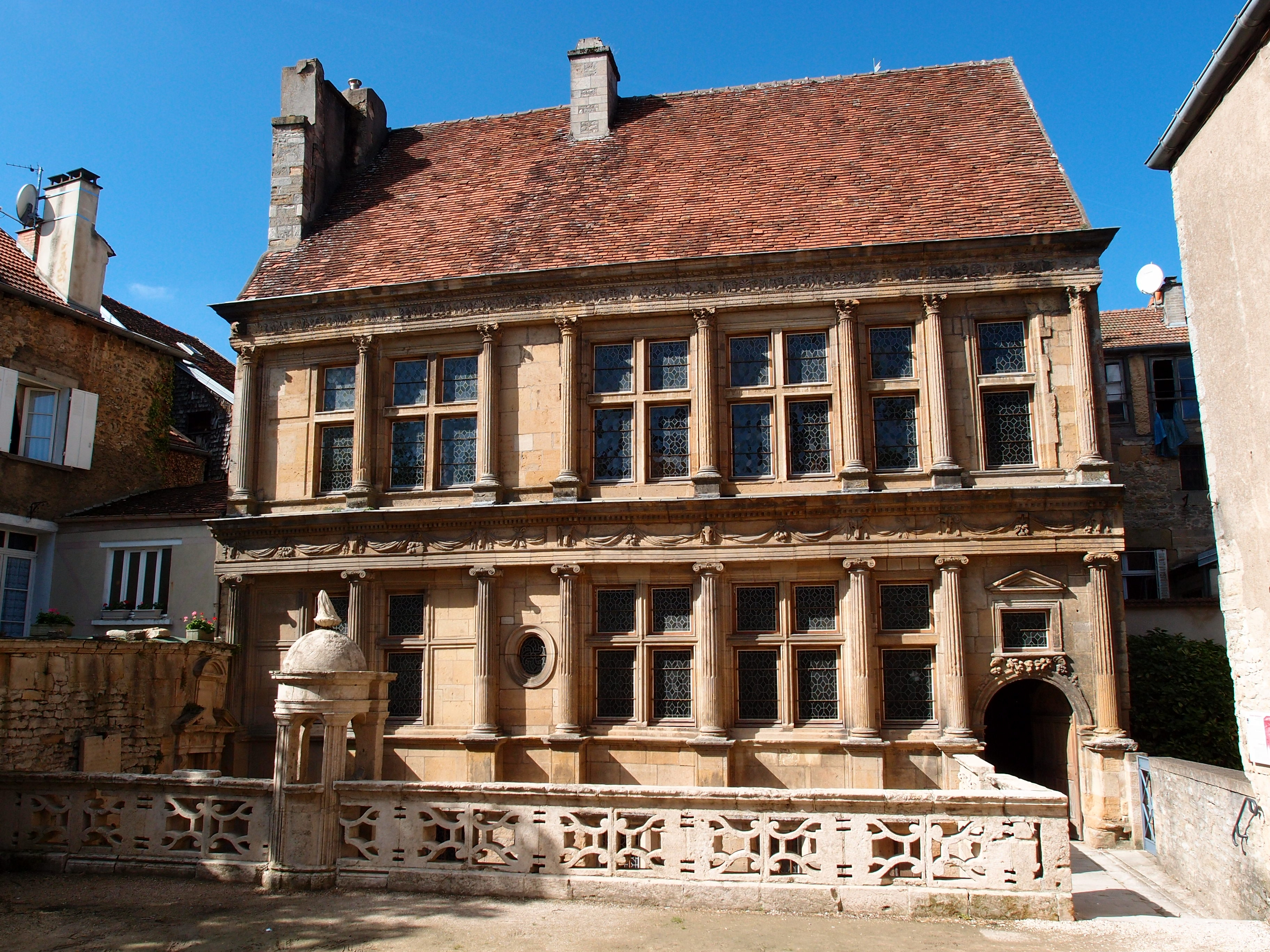
Maison Renaissance, 20 rue Cardinal Morlot.

La Renaissance voit notamment se construire de beaux édifices qui subsistent aujourd'hui :
- Hôtel de Rose ou d'Amboise, 3 rue des Abbés-Couturier ;
- Maison Renaissance, 20 rue Cardinal Morlot ;
- Maison dite des Cuirasses, 10 rue St-Didier ;
- Hôtel du 3 rue Jean Roussat ;
- Hôtel de Piétrequin, 4 rue du Chanoine-Defay ;
- Hôtel du Breuil de Saint-Germain, aile est.

L'imprimerie, qui s'y serait installé depuis la fin du XVe siècle, est surtout connue par le biais de l'imprimeur Jean Desprez (Jehan des Prey). C'est chez ce dernier que Jean Tabourot, chanoine à Langres en 1542 (de son anagramme Thoinot Arbeau), imprime en 1589 son traité L'Orchésographie. Joseph Boillot, architecte, ingénieur militaire et occupant successivement plusieurs charges à Langres dont celle de « contrôleur du magasin des poudres et salpêtres », publie en 1592 chez Jean Desprez son célèbre recueil de termes zoomorphes.
Richard Roussat, également chanoine à Langres, imprime son Livre de l'estat et mutation des temps, à Lyon chez Guillaume Rouillé en 1550.
Pour la gravure, Jean Duvet est l'auteur de l'Apocalypse figurée, certaines de ses œuvres se trouvent au Musée d'Art et d'Histoire de Langres.
Charles IX rend visite à Langres lors de son tour de France royal (1564-1566), accompagné de la cour et des Grands du royaume : son frère le duc d’Anjou, Henri de Navarre, les cardinaux de Bourbon et de Lorraine. Pendant les guerres de Religion, les Langrois, pour la plupart, suivent leur maire, Jean Roussat, qui reste fidèle au roi légitime. Le parti de la Ligue est très virulent dans la région, avec les Guise dont le bastion de Lorraine est proche. Les protestants et les reîtres allemands avec, entre autres, le prince Casimir s'y opposent, et les deux partis ravagent le pays alentour. Une bataille a lieu au pied des murailles de Langres, au faubourg de Brevoines, le 31 juillet 1589, sans résultat décisif. Dans la nuit du 19 au 20 juillet 1591, un pétard est placé sur la porte de la place du Marché pour investir la ville, mais l'alerte est donnée à temps.

### LeXVIIesiècle
Au XVIIe siècle, Langres est marquée par l'épiscopat de Sébastien Zamet et par le retour d'une période troublée. En effet, après une relative période de paix, elle subit la guerre de Trente Ans comme d'autres villes en France. La peste frappe de nouveau la ville en 1636.
De 1615 à 1655, Sébastien Zamet est l'évêque de Langres.
La ville compte à cette époque entre 6 000 et 7 000 habitants.
Un artisanat spécialisé se développe dans la ville puis hors les murs vers Nogent, la coutellerie.

### XVIIIesiècleetXIXesiècle

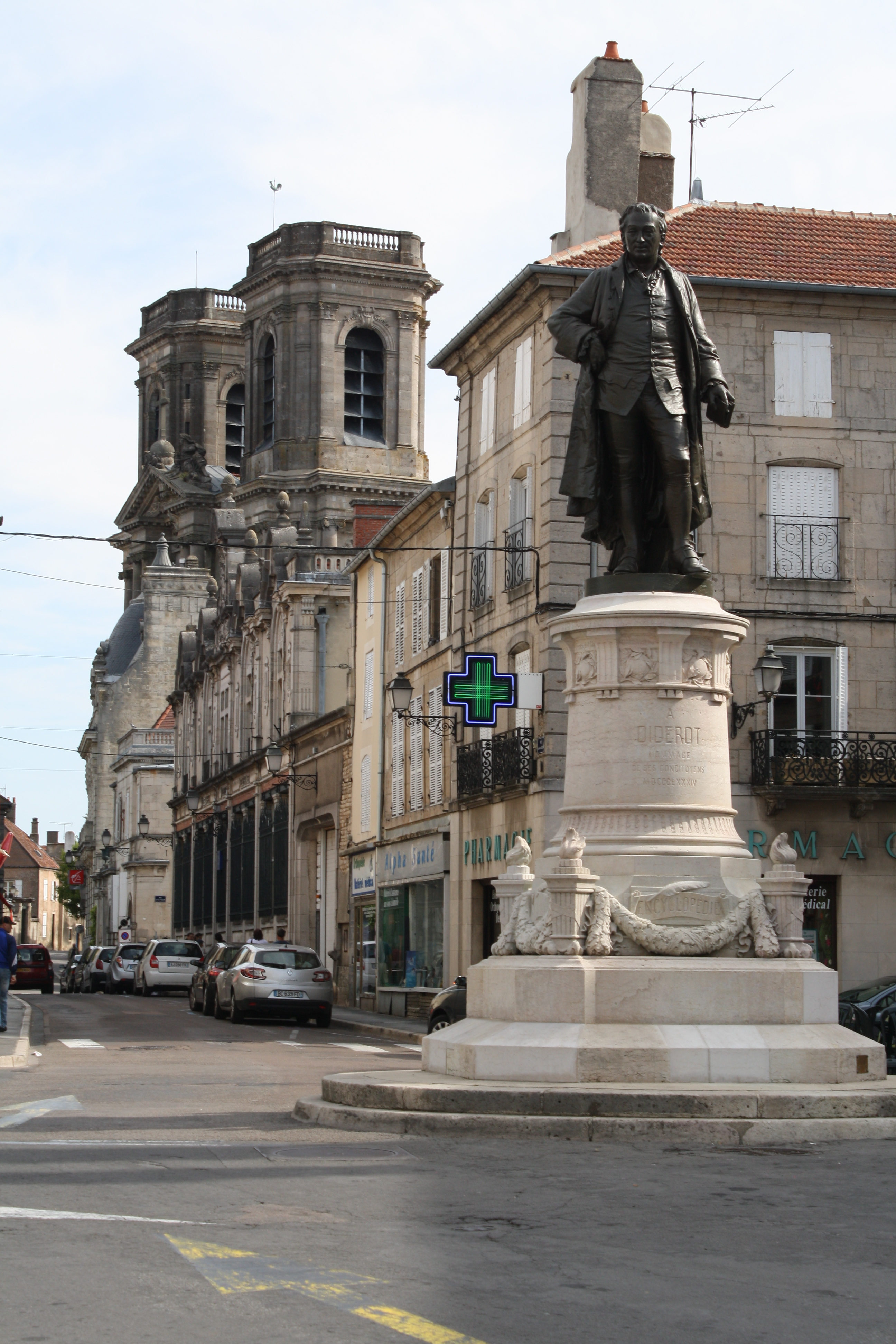
Statue de Denis Diderot.

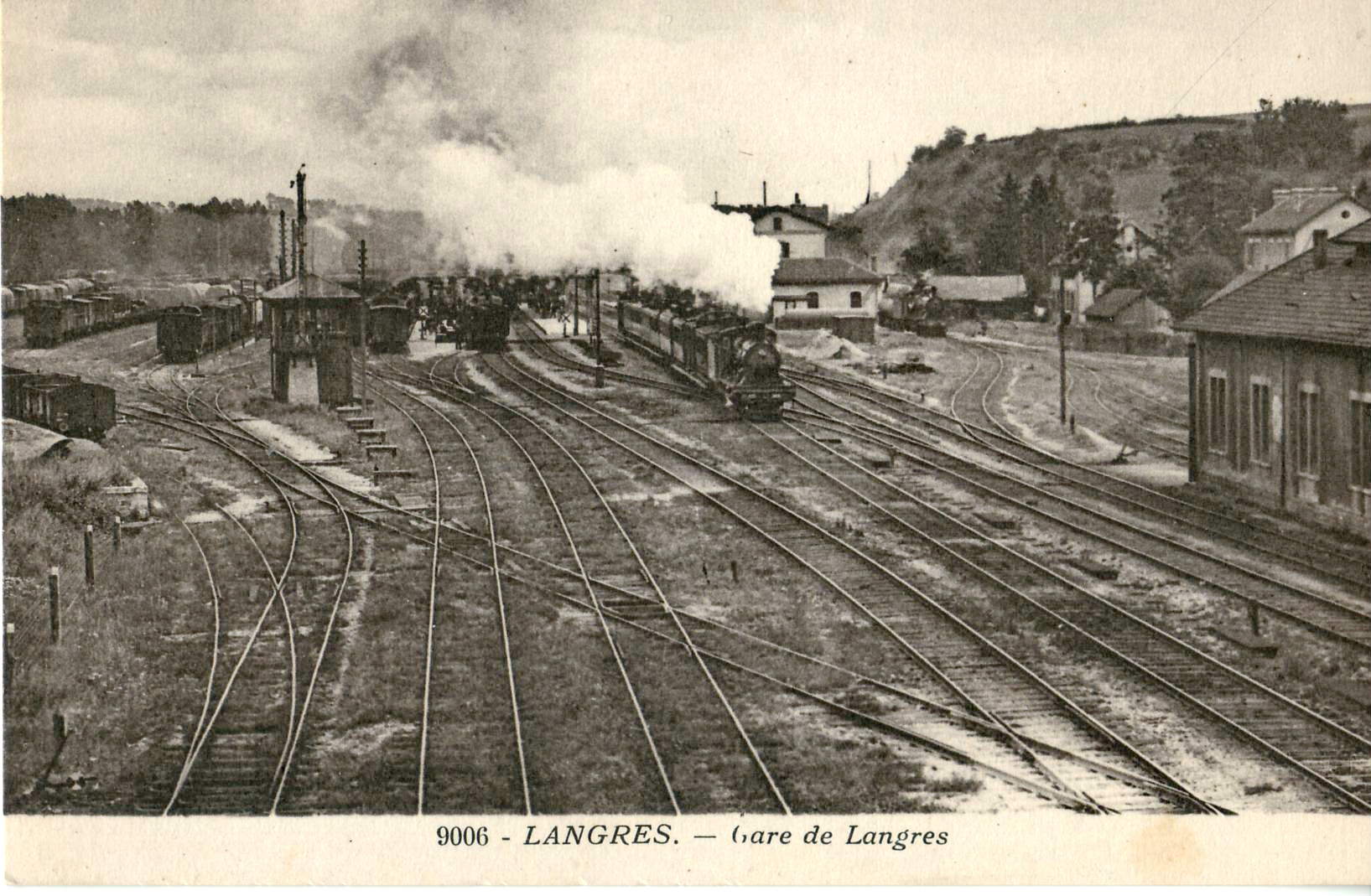
Intérieur de la gare, au tout début du XX.

Le 5 octobre 1713, Denis Diderot nait à Langres.
Le chemin de fer arrive à Langres en 1857, avec la mise en service de la ligne de Paris-Est à Mulhouse-Ville par la compagnie des chemins de fer de l'Est.
Au XIXe siècle, une citadelle à la Vauban vient étendre le domaine fortifié. Au début de la guerre franco-prussienne de 1870, Langres est une place de guerre qui barre la route de Bâle à Paris et qui contrôle le nœud ferroviaire de Chalindrey. Une ceinture de forts détachés est en cours de construction. La défense de la place est confiée au général de cavalerie Arbellot le 15 septembre 1870.
Après la capitulation de Metz, le 27 octobre 1870, les Prussiens occupent le Sud de la Lorraine et de la Champagne à l'exception de Langres. Afin de ravitailler les troupes positionnées au Sud de Paris, ils utilisent la voie ferrée Saint-Dizier - Chaumont - Châtillon-sur-Seine. En novembre, la garnison, mal équipée, mal armée, mal chaussée, compte 12 000 hommes dont une moitié seulement est apte à soutenir un combat. 
Du 16 au 20 novembre, une division allemande teste la défense de la ville, se retire en l'encerclant, néanmoins, à distance convenable et au moment où une épidémie de variole se développe dans la cité. La place n'étant pas assiégée, la garnison harcèle les voies de communications allemandes, attaque les avant-postes et pénètre même au-delà de ceux-ci. Parmi les coups de main, on peut citer :
- le 5 décembre 1870, une compagnie du 56e régiment provisoire capture un convoi de ravitaillement de 27 voitures à Combeaufontaine ;
- le 6 décembre, une compagnie de mobiles de Haute-Savoie met en fuite un détachement allemand venu faire des réquisitions à Nogent[21] ;
- dans la nuit du 8 au 9 décembre, quatre compagnies du 56e régiment provisoire et une section d'artilleurs entreprennent un coup de main contre la garnison de Châteauvillain ;
- le 16 décembre, deux bataillons de mobiles qui effectuent une reconnaissance à Longeau sont contraints de se replier face à une forte colonne allemande.

À partir du 18 décembre, l'ennemi commence un nouvel encerclement de Langres. Le 27 décembre, l'ennemi à totalement quitté ses positions et se dirige vers Vesoul en raison du mouvement des troupes du général Bourbaki. Les coups de main recommencèrent :
- dans la nuit du 24 au 25 décembre, un détachement fait dérailler un train près de Bricon ;
- dans la nuit du 11 au 12 janvier 1871, des partisans font dérailler un train près de Courban. Pour la 3e fois, les Prussiens réinvestissent Langres à partir du 14 janvier. Les actions ennemies sont agressives et les avant-postes français sont obligés de reculer.
- le 28 janvier, le combat de Prauthoy fut le dernier exploit des troupes de la garnison de Langres qui chassèrent les Allemands du village.

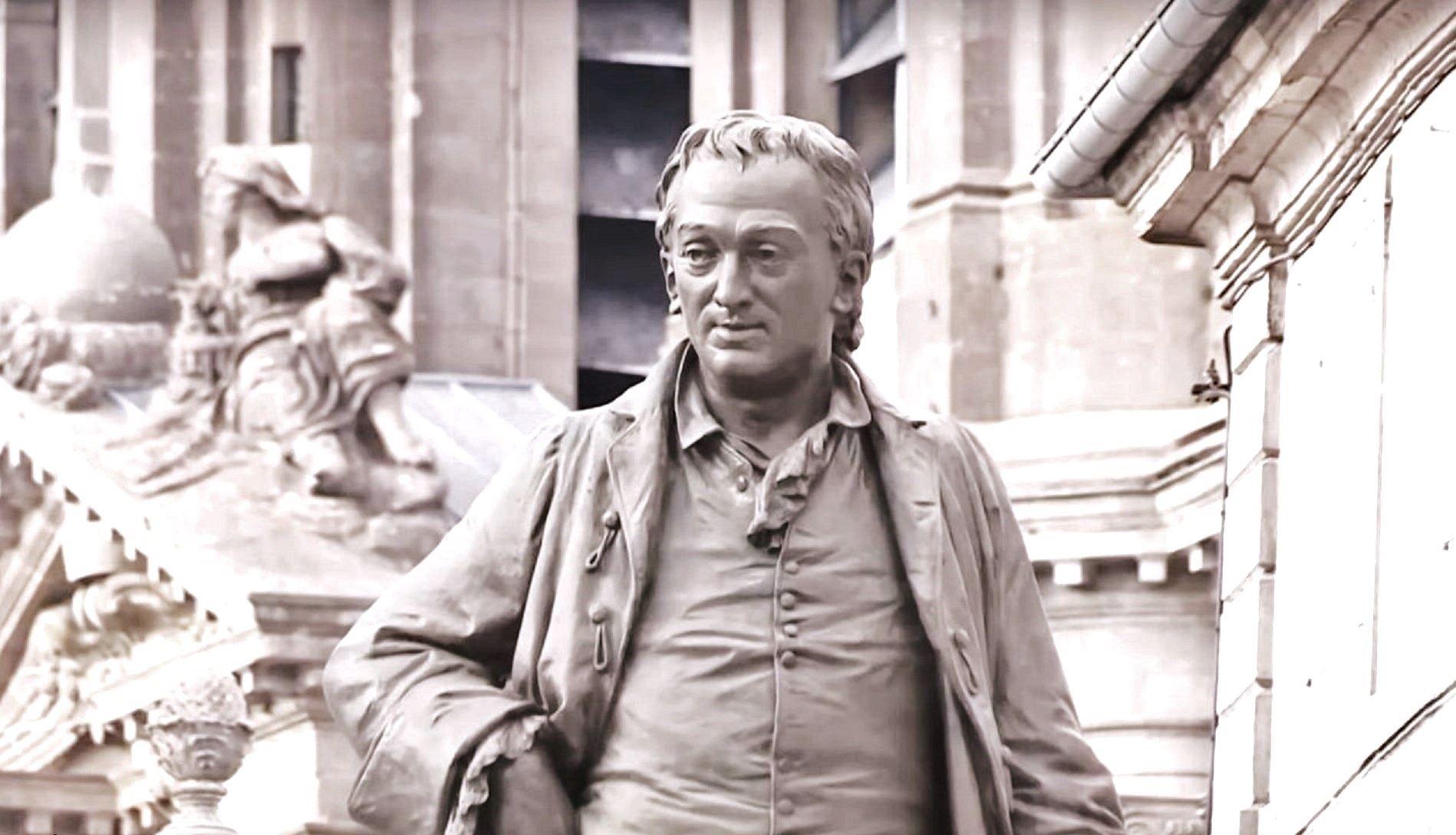
la statue de Denis Diderot

En 1884, la ville décide de marquer le centième anniversaire de la mort de Denis Diderot. La place Chambeau est renommée place Diderot et une statue en bronze du philosophe, œuvre de Bartholdi, est érigée en son centre. Cet honneur rendu à un farouche représentant de l'athéisme est l'occasion de nombreuses contestations dans une ville reculée et très conservatrice dont la religion avait fait historiquement la puissance.
En 1887, la ville inaugure le premier train à crémaillère de France.

### XXesiècle
Au cours de la Seconde Guerre mondiale, le département de la Haute-marne est envahi par les Allemands le 15 juin 1940, une semaine avant l'Armistice. Édouard Dessein, maire depuis 1932, donne sa démission en 1941, il est remplacé par Charles Béligné qui restera maire après la Libération jusqu'en 1959. Langres reste à l'écart de la guerre, l'occupation allemande est surtout présente à la préfecture de Chaumont dont la gare subit plusieurs bombardements. Le 13 septembre 1944, les troupes débarquées en Provence viennent reprendre possession de la ville.
La ville engage dès 1970 une procédure de création de secteur sauvegardé (délibération municipale du 23 novembre 1970 et arrêté ministériel du 26 mars 1985). Le plan permanent de sauvegarde et de mise en valeur délimite un périmètre protégé de 68 ha comprenant les remparts et leurs glacis, la ville intra-muros et le faubourg de Sous-murs. En 1972, Langres absorbe la commune de Corlée. À partir de cette date, la commune perd régulièrement des habitants.

### Depuis 2000

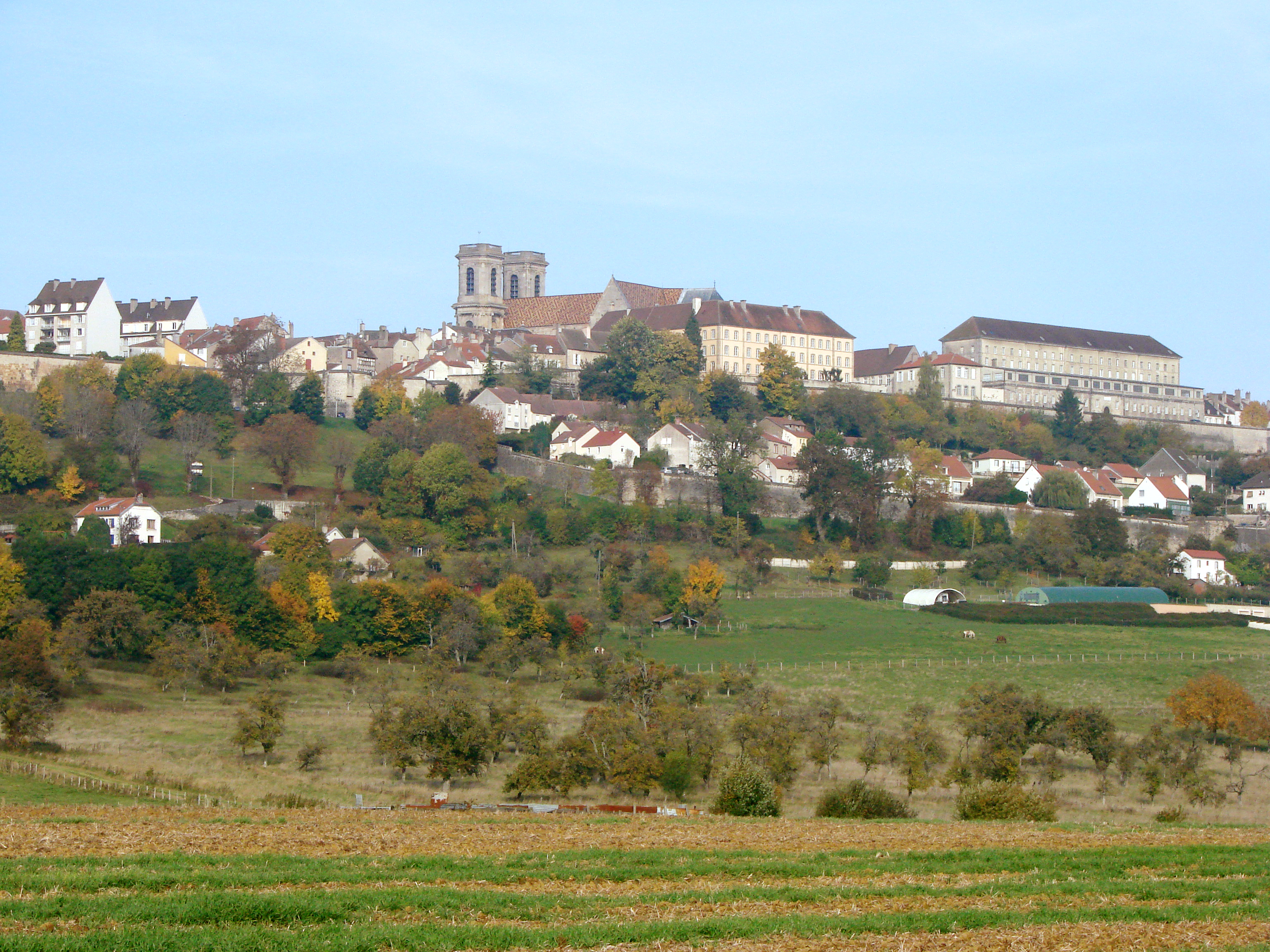
Langres, la ville fortifiée

Depuis 2006, la mise en lumière des principaux monuments permet de créer une atmosphère dès le coucher du soleil.
Dans le cadre de la réforme de la carte judiciaire entreprise par Rachida Dati, la ville de Langres « perd » le tribunal d'instance à compter du 1er janvier 2010, qui avait été installé en 1958. En 2014, le 15e BSMAT est dissout, signant le départ des militaires de la ville, qui avait notamment accueillit le 21e RI.

### Hydrographie
La commune est dans la région hydrographique « la Seine de sa source au confluent de l'Oise (exclu) » au sein du bassin Seine-Normandie. Elle est drainée par le canal de la Marne a la Saone, la Marne, la Conduite Mouche Liez, la Bonnelle, la Liez, le ruisseau de Saint-Maurice, le cours d'eau 01 de Champ Rond, le cours d'eau 01 de Pouvain, le cours d'eau 01 de Varmoy, la Liez, le Julien, le ruisseau de Douet, le ruisseau de la Becheule, le ruisseau de Val, le ruisseau de Vaucourt et divers autres petits cours d'eau,.
Le canal de la Marne à la Saône est un canal à bief de partage au gabarit Freycinet, d'une longueur de 160 km reliant les vallées de la Marne et de la Saône, géré par les Voies navigables de France.
La Marne prend sa source sur le plateau de Langres, dans la commune de Saints-Geosmes (Haute-Marne) et se jette dans la Seine entre Charenton-le-Pont et Alfortville (Val-de-Marne) dans le quartier de Conflans-l'Archevêque.
La Conduite Mouche Liez, d'une longueur de 12 km, prend sa source dans la commune de Saint-Ciergues et se jette dans la Liez à Chatenay-Mâcheron, après avoir traversé six communes.

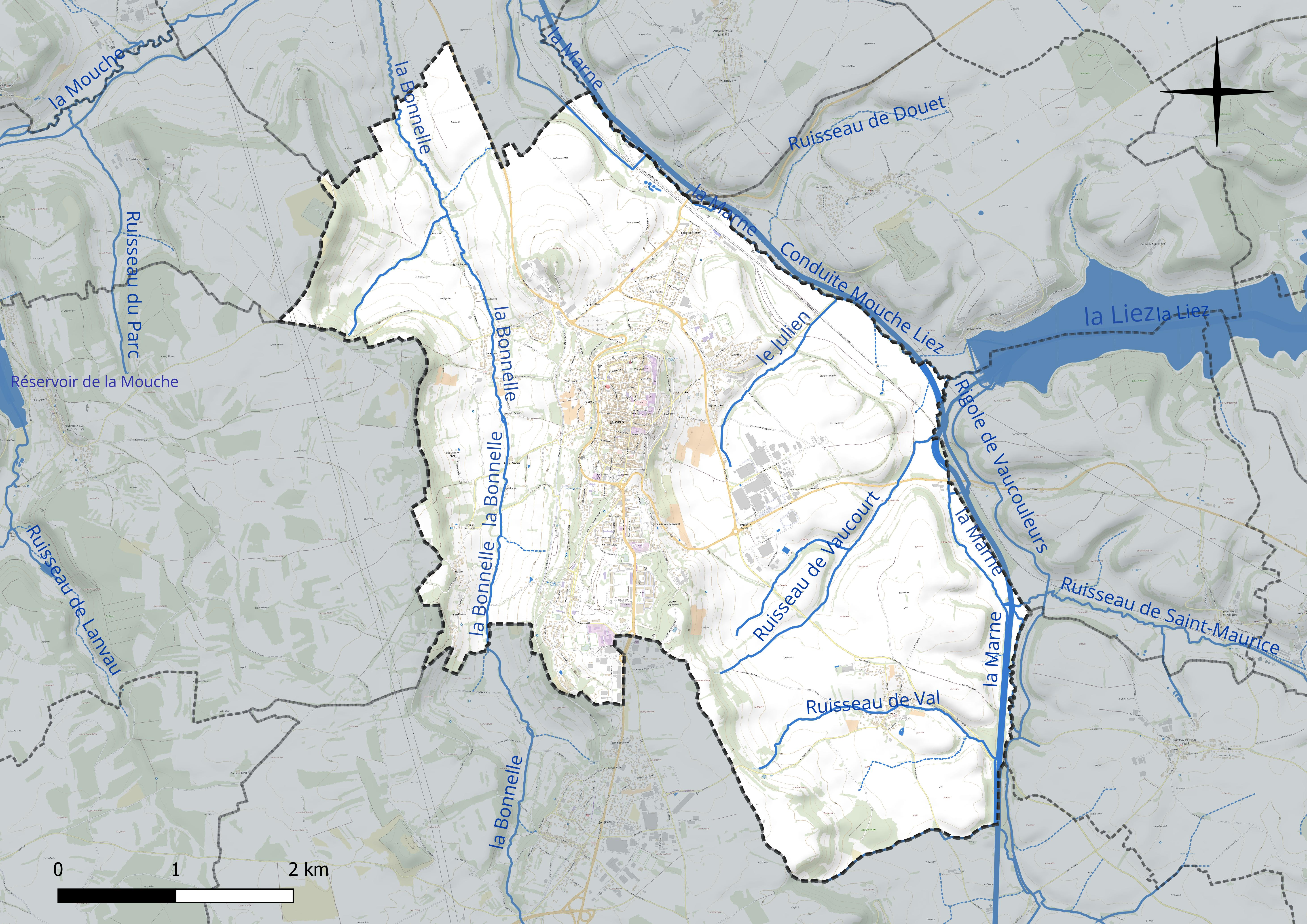
Réseau hydrographique de Langres.

### Climat
Pour des articles plus généraux, voir Climat du Grand Est et Climat de la Haute-Marne.
En 2010, le climat de la commune est de type climat des marges montargnardes, selon une étude du Centre national de la recherche scientifique s'appuyant sur une série de données couvrant la période 1971-2000. En 2020, Météo-France publie une typologie des climats de la France métropolitaine dans laquelle la commune est exposée à un climat océanique altéré et est dans la région climatique Lorraine, plateau de Langres, Morvan, caractérisée par un hiver rude (1,5 °C), des vents modérés et des brouillards fréquents en automne et hiver.
Pour la période 1971-2000, la température annuelle moyenne est de 9,5 °C, avec une amplitude thermique annuelle de 16,9 °C. Le cumul annuel moyen de précipitations est de 885 mm, avec 13,1 jours de précipitations en janvier et 8,7 jours en juillet. Pour la période 1991-2020, la température moyenne annuelle observée sur la station météorologique installée sur la commune est de 10,2 °C et le cumul annuel moyen de précipitations est de 896,1 mm. 
La température maximale relevée sur cette station est de 38,8 °C, atteinte le 25 juillet 2019 ; la température minimale est de −21,2 °C, atteinte le 2 février 1956,,.
| Mois                                  | jan.             | fév.             | mars             | avril           | mai             | juin          | jui.           | août           | sep.          | oct.          | nov.             | déc.            | année      |
| ------------------------------------- | ---------------- | ---------------- | ---------------- | --------------- | --------------- | ------------- | -------------- | -------------- | ------------- | ------------- | ---------------- | --------------- | ---------- |
| Température minimale moyenne (°C)     | −0,8             | −0,3             | 2,4              | 5,1             | 8,8             | 12,1          | 14,1           | 14,2           | 10,6          | 7,3           | 2,9              | 0,1             | 6,4        |
| Température moyenne (°C)              | 1,6              | 2,7              | 6,3              | 9,7             | 13,4            | 17            | 19,2           | 19,1           | 15,1          | 10,7          | 5,5              | 2,4             | 10,2       |
| Température maximale moyenne (°C)     | 3,9              | 5,7              | 10,3             | 14,2            | 18              | 21,9          | 24,2           | 24             | 19,5          | 14,2          | 8                | 4,6             | 14         |
| Record de froid (°C) date du record   | −18,1 12.01.1987 | −21,2 02.02.1956 | −13,2 06.03.1971 | −6,6 12.04.1986 | −2,9 06.05.1957 | 2,5 04.06.01  | 5,1 01.07.1962 | 5,1 30.08.1986 | 2,1 25.09.02  | −4,5 29.10.12 | −10,7 27.11.1985 | −16,4 20.12.09  | −21,2 1956 |
| Record de chaleur (°C) date du record | 14,5 27.01.1983  | 20,4 27.02.19    | 24,6 31.03.21    | 26,3 21.04.18   | 29,8 24.05.09   | 35,3 19.06.22 | 38,8 25.07.19  | 37,6 12.08.03  | 33,8 11.09.23 | 29,2 09.10.23 | 21,1 07.11.15    | 15,5 16.12.1989 | 38,8 2019  |
| Ensoleillement (h)                    | 572              | 871              | 1 465            | 1 805           | 1 994           | 2 192         | 2 342          | 2 225          | 1 753         | 1 132         | 623              | 502             | 17 474     |
| Précipitations (mm)                   | 78,5             | 63,4             | 66,3             | 59,6            | 82,5            | 69,7          | 77,3           | 69,5           | 65,7          | 83,4          | 88,3             | 91,9            | 896,1      |

| Diagramme climatique                                  |             |             |             |           |              |              |            |              |             |          |            |
| J                                                     | F           | M           | A           | M         | J            | J            | A          | S            | O           | N        | D          |
| 3,9−0,878,5                                           | 5,7−0,363,4 | 10,32,466,3 | 14,25,159,6 | 188,882,5 | 21,912,169,7 | 24,214,177,3 | 2414,269,5 | 19,510,665,7 | 14,27,383,4 | 82,988,3 | 4,60,191,9 |
| Moyennes : • Temp. maxi et mini °C • Précipitation mm |             |             |             |           |              |              |            |              |             |          |            |

Les paramètres climatiques de la commune ont été estimés pour le milieu du siècle (2041-2070) selon différents scénarios d'émission de gaz à effet de serre à partir des nouvelles projections climatiques de référence DRIAS-2020. Ils sont consultables sur un site dédié publié par Météo-France en novembre 2022.

## Urbanisme et infrastructures

### Typologie
Au 1er janvier 2024, Langres est catégorisée petite ville, selon la nouvelle grille communale de densité à sept niveaux définie par l'Insee en 2022.
Elle appartient à l'unité urbaine de Langres, une agglomération intra-départementale regroupant trois communes, dont elle est ville-centre,,. Par ailleurs la commune fait partie de l'aire d'attraction de Langres, dont elle est la commune-centre,. Cette aire, qui regroupe 77 communes, est catégorisée dans les aires de moins de 50 000 habitants,.

### Transports

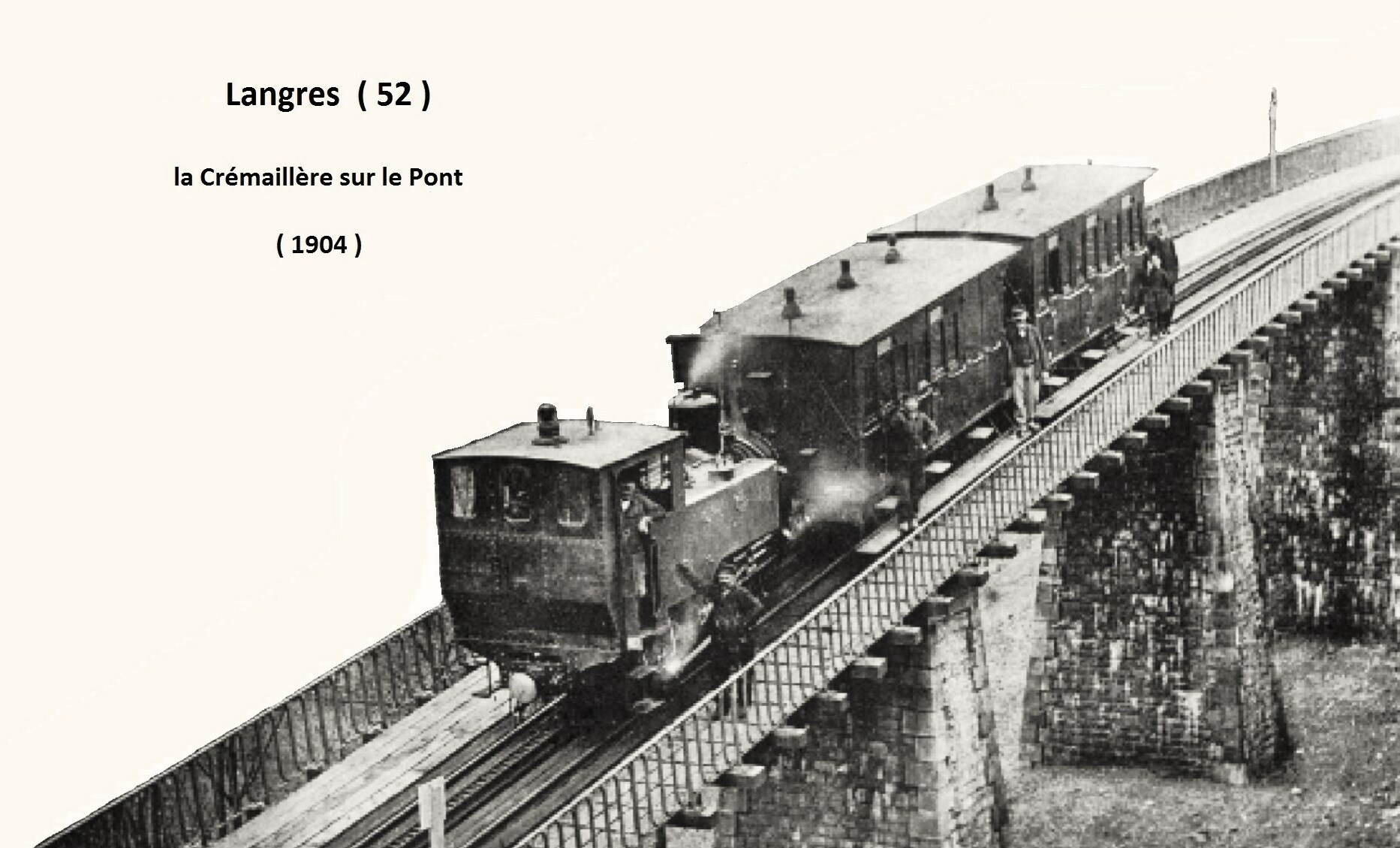
l'ancien train vapeur à Crémaillère sur le Pont en 1904

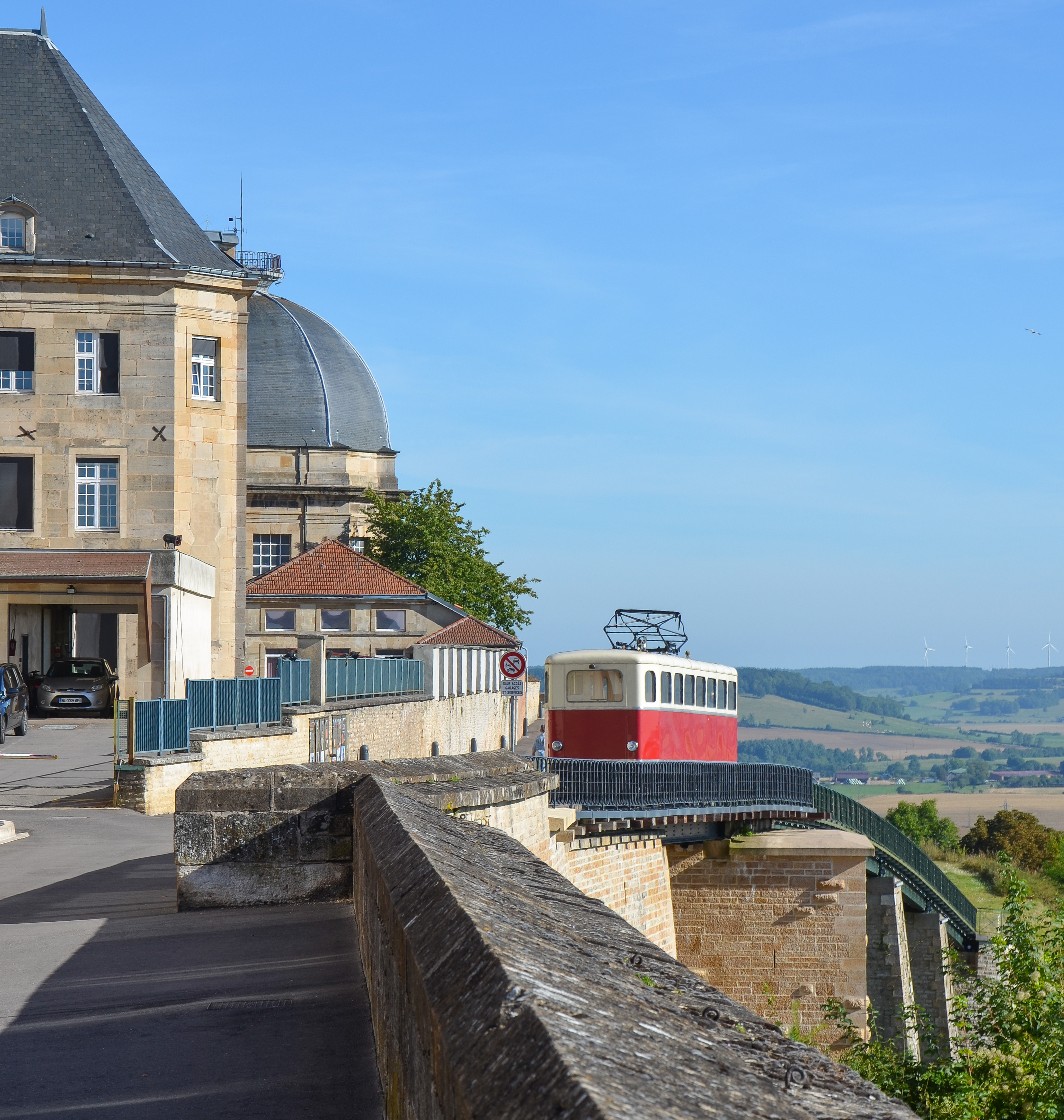
L'ancienne automotrice electrique à crémaillère et le début de sa rampe.

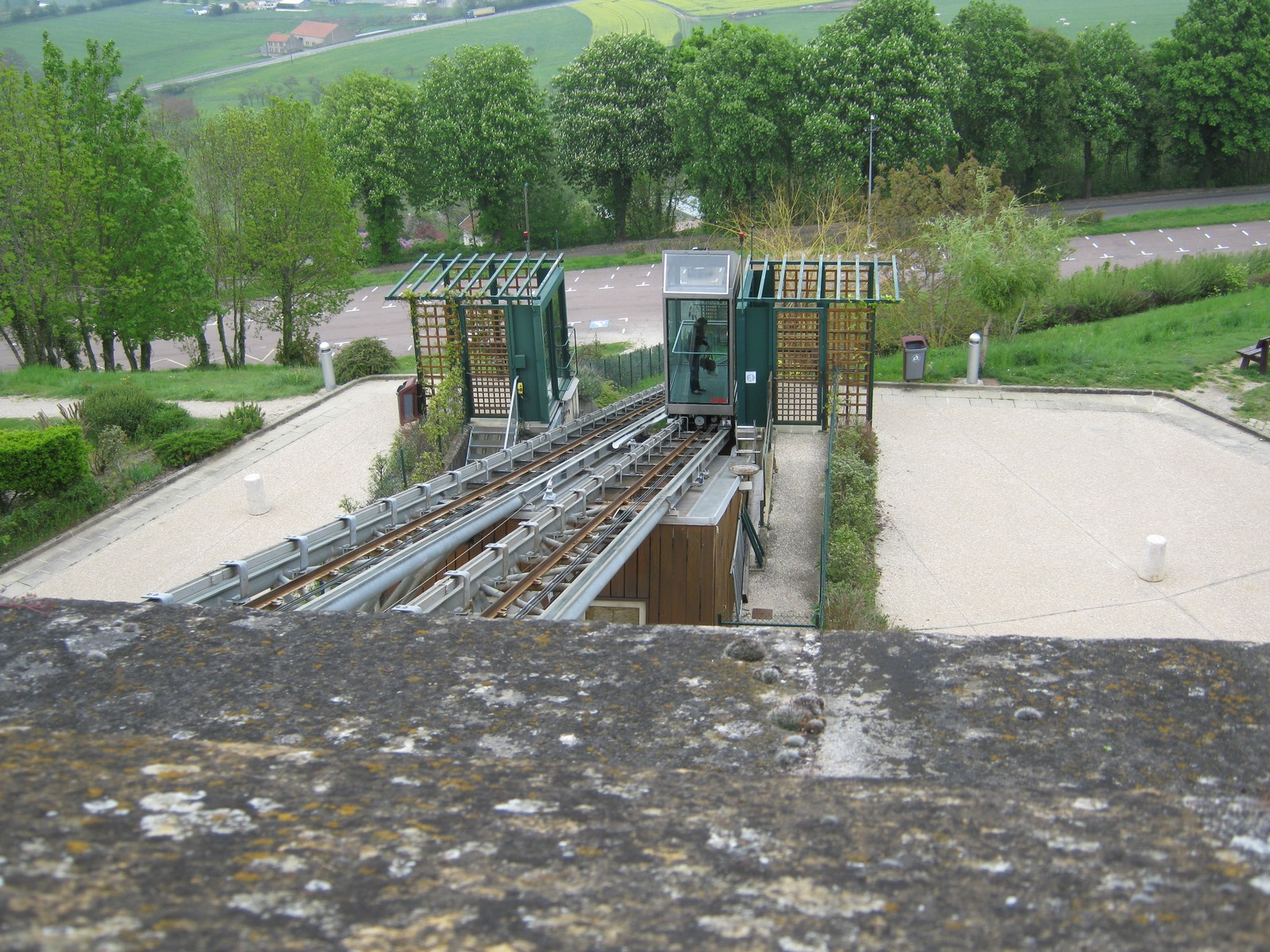
Funiculaires.

- Le train à crémaillère (1887-1971) : le chemin de fer à crémaillère de Langres fut la première ligne de chemin de fer à crémaillère construite en France ; elle avait vocation à desservir la place forte depuis la gare des chemins de fer de l'Est située en contrebas, le long de la Marne ;
- La gare de Langres : gare SNCF construite en 1858 par la Compagnie des chemins de fer de l'Est avec la ligne 4 ligne de Paris à Mulhouse.

La ville de Langres est également desservie par les sorties 6 (Langres-Sud) et 7 (Langres-Nord) de l'autoroute française A31. Entre ces deux sorties, la bifurcation avec l'autoroute française A5 permet un lien direct avec le sud-est de Paris. De plus, la Route nationale 19 relie Langres à Vesoul d'un côté et à Chaumont de l'autre. La D 974 mène en direction de Dijon, tandis que la D 74 permet à l’usager automobile de se diriger vers Contrexéville, Neufchâteau et Épinal.
- Le funiculaire ou plus exactement l'ascenseur incliné de Langres (1995) : compte tenu de l'évolution des modes de déplacements et de la surabondance d'automobiles, cet ascenseur incliné a été installé à un autre emplacement sur le rempart en 1995, par la municipalité, pour relier la ville dans ses remparts au parking Sous-Bie en contrebas et permet aux automobilistes de garer leurs véhicules hors les murs mais à proximité du centre. Il est basé sur le même principe que celui de Montmartre à Paris et a été construit par la société Skirail[38],[39].

- Le port fluvial de Langres est situé sur le canal de la Marne à la Saône, rebaptisé récemment canal entre Champagne et Bourgogne afin de souligner sa vocation touristique de liaison fluviale entre ces deux célèbres provinces. L'ensemble est en cours d'aménagement par le Conseil général afin de favoriser le tourisme fluvial. Ses berges sont destinées à servir de voie de randonnée pédestre, cyclable ou cavalière permettant de joindre de façon continue et agréable la Champagne à la Bourgogne. Le port de Langres va être lui aussi mis en valeur et équipé, en favorisant la communication avec le lac de la Liez qui est contigu.

## Politique et administration

### Liste des maires
Anne Cardinal (UG) est maire de Langres depuis juin 2020, pour un mandat courant jusqu'en 2026.

Pour les maires antérieurs, consultez : 

### Instances judiciaires et administratives
La ville de Langres a abrité, de 1958 à 2010, un tribunal d'instance, qui a finalement été supprimé au 1er janvier 2010 lors de la réforme de la carte judiciaire au bénéfice de Chaumont.
Sur le plan intercommunal, la ville reçoit le siège de la communauté de communes du Grand Langres.
Sur le plan administratif, la ville de Langres abrite une Maison de l’État, comprenant notamment la sous-préfecture, la structure départementale (Haute-Marne) du Centre de gestion agréé (CGA). Un centre des Finances publiques, une agence Pôle emploi, une Maison des services, une agence de Sécurité sociale, une antenne locale de la Chambre de métiers et de l’artisanat (CMA), une Mission locale, un Espace métiers et un centre de tri postal sont également présents.

### Jumelages
- Ellwangen (Allemagne) depuis 1964 ;
- Abbiategrasso (Italie)
Jumelage triangulaire entre les villes de Langres, Ellwangen et Abbiategrasso ;
- Beaconsfield (Angleterre) depuis 1995 ;
- Commune associée : Corlée.

## Population et société

### Démographie

#### Aire urbaine de Langres
L'aire urbaine de Langres compte 14 009 habitants pour 31 communes et est la troisième plus grande aire urbaine de la Haute-Marne derrière celle de Saint-Dizier et Chaumont.

#### Évolution démographique
L'évolution du nombre d'habitants est connue à travers les recensements de la population effectués dans la commune depuis 1793. Pour les communes de moins de 10 000 habitants, une enquête de recensement portant sur toute la population est réalisée tous les cinq ans, les populations de référence des années intermédiaires étant quant à elles estimées par interpolation ou extrapolation. Pour la commune, le premier recensement exhaustif entrant dans le cadre du nouveau dispositif a été réalisé en 2004.

En 2022, la commune comptait 7 683 habitants, en évolution de −1,01 % par rapport à 2016 (Haute-Marne : −4,62 %, France hors Mayotte : +2,11 %).
| 1793  | 1800  | 1806  | 1821  | 1831  | 1836  | 1841  | 1846  | 1851   |
| ----- | ----- | ----- | ----- | ----- | ----- | ----- | ----- | ------ |
| 8 613 | 7 283 | 8 476 | 7 069 | 7 667 | 7 677 | 8 303 | 9 719 | 11 298 |

| 1856   | 1861   | 1866  | 1872  | 1876   | 1881   | 1886   | 1891   | 1896   |
| ------ | ------ | ----- | ----- | ------ | ------ | ------ | ------ | ------ |
| 10 849 | 10 132 | 8 320 | 9 632 | 10 376 | 11 790 | 11 189 | 10 719 | 10 330 |

| 1901  | 1906  | 1911  | 1921  | 1926  | 1931  | 1936  | 1946  | 1954  |
| ----- | ----- | ----- | ----- | ----- | ----- | ----- | ----- | ----- |
| 9 921 | 9 803 | 9 419 | 9 616 | 7 868 | 7 558 | 8 026 | 7 208 | 8 300 |

| 1962  | 1968   | 1975   | 1982   | 1990  | 1999  | 2004  | 2006  | 2009  |
| ----- | ------ | ------ | ------ | ----- | ----- | ----- | ----- | ----- |
| 9 577 | 10 846 | 11 437 | 10 468 | 9 987 | 9 586 | 8 761 | 8 524 | 8 066 |

| 2014  | 2019  | 2022  | - | - | - | - | - | - |
| ----- | ----- | ----- | - | - | - | - | - | - |
| 7 850 | 7 668 | 7 683 | - | - | - | - | - | - |

Tout comme Saint-Dizier et Chaumont, Langres voit sa population se stabiliser dans les années 1980, puis légèrement baisser à la fin du XXe siècle : la ville a perdu 3 000 habitants en 30 ans et comporte en 2008 moins d'habitants qu'en 1954.

### Enseignement
Langres est située dans l'académie de Reims.

#### Logements
En août 2025, la marie de langres annonce la démolition de l'immeuble Navarre, plus connu sous le nom de Banane, pour septembre 2025.

#### Établissements scolaires
La ville abrite trois écoles maternelles (Écoles maternelles publiques de : Jean-Duvet, Les Ouches et la Grenouille), cinq écoles élémentaires (Écoles élémentaires publiques de : Jean-Duvet, la Bonelle, Langres Marne, les Ouches et la Grenouille) et une privée (du Sacré-Coeur).
Langres compte les collèges Diderot, Les Franchises et du Sacré-Cœur, ainsi que le lycée polyvalent (général, technologique et professionnel) Diderot. Celui-ci comprend également des sections européennes (anglais, allemand et espagnol), une école d’hôtellerie, des formations professionnalisantes en plasturgie, en cuisine, en commerce et en transports, ainsi que des BTS en plasturgie et en gestion. Les sections professionnelles et technologiques ne se situent pas sur le même site. Le site d'enseignement général est situé au nord de Langres, tandis que le site professionnel est situé à proximité de la zone industrielle des Franchises.
Langres abrite également un Établissement pour l'insertion dans l'emploi (Epide).

#### Autres
- École de musique.

### Santé
Un centre hospitalier fonctionne à Langres, regroupé avec la clinique privée de La Compassion. L’ensemble comprend des blocs de chirurgie, un service d’urgences, ainsi que plusieurs pôles de santé (gastro-entérologie, infirmerie, cardiologie, kinésithérapie, etc.)
Il existe également un centre médical et hôpital de jour en psychiatrie générale (centre médical Jeanne-Mance), ainsi que le centre Georges-Heuyer de pédopsychiatrie.
Réunis au sein de l’association médicale de la Citadelle, 18 professionnels de santé sont impliqués sur le projet de maison médicale qui se fera dans un bâtiment de la Citadelle, en principe en 2020.
Il existe également l’association « Autisme, un pas vers l’avenir », qui vient en aide aux familles d’enfants autistes sur le Sud haut-marnais.

### Sports

#### Clubs
- Aïkido-club du Rempart[46] ;
- ASA Langres (automobile, organisateur du Rallye Terre de Langres) ;
- Badminton-club de Langres ;
- La Balle au bond (tennis de table) ;
- Car 2 Langres (organisation de La Ronde des Lingons, un rallye de voitures historiques) ;
- Centre nautique de La Liez (voile) ;
- Club omnisports langrois (COL) Football ;
- Club d’escrime du pays de Langres ;
- Club gymnique langrois ;
- Club Twirl Mania ;
- Combat libre ;
- La Flèche lingonne ;
- Les fléchettes haut-marnaises ;
- Haltérophilie Langres Musculation ;
- HandBall Langres[Note 7] ;
- Judo-club langrois ;
- Karaté-club de Langres ;
- Langres Athlétisme ;
- Les bulles langroises (plongée sous-marine & apnée) ;
- Langres Natation 52 ;
- Modélisme-club Lingon ;
- Rugby-club de Langres ;
- Ski-club langrois ;
- Société civile de tir ;
- Taï-chi chuan langrois ;
- Tennis-club de Langres ;
- Vélo-club langrois ;
- Volley-club de Langres.

### Équipements

#### Auditoriums et salles de spectacles
- Salle Jean-Favre ;
- Théâtre Michel-Humbert ;
- Auditorium du lycée Diderot ;
- Cinéma New Vox.

#### Équipements culturels
- Médiathèque Marcel-Arland[47] ;
- Médiathèque René-Goscinny[47] ;
- Bibliothèque diocésaine ;
- Bibliothèque de la Société historique et archéologique de Langres ;
- Musée d’Art et d’Histoire ;
- Maison des Lumières Denis Diderot ;
- Galerie du Passage ;
- Galerie Sych’Art.

#### Équipements sportifs
- Stade Pierre-Raoul ;
- Stade Guy-Collin ;
- Stade des Franchises ;
- Stade de La Trincassaye ;
- Complexe sportif des Franchises ;
- Complexe sportif Gustave-Blanchard ;
- Complexe sportif Rempart est ;
- Gymnase de La Bonnelle ;
- Dojo Jean-Claude-Noël ;
- Dojo de La Bonnelle ;
- Courts de tennis ;
- Pistes d’athlétisme ;
- Stand de tir ;
- Centre aquatique Aqualangres ;
- Boulodrome.

#### Équipements sociaux et de convivialité
- Centre social “M2K” ;
- Salle des Roises ;
- Salle de La Zouille ;
- Salle Jean-Jacques-Rousseau ;
- Salle D’Alembert ;
- Salles Sainte-Anne ;
- Espace Fernandel ;
- Espace Vital ;
- Maison des services.

### Manifestations culturelles et festivités

#### Manifestations événementielles
À l'occasion du tricentenaire de la naissance du philosophe encyclopédiste Denis Diderot, la ville de Langres a organisé diverses célébrations en 2013.
En 2018, Langres célèbre son année Renaissance, avec de nombreuses animations, spectacles, concerts et conférences, ainsi qu’une exposition labellisée d’intérêt national.

#### Manifestations permanentes
- Rencontres philosophiques de Langres : événement académique et thématique portant sur la philosophie, créé en 2011 et organisé par le ministère de l’Éducation nationale dans le cadre du Plan national de formation des enseignants (c’est l’équivalent, pour la philosophie, du Festival international de géographie). Chaque année, environ 200 professeurs de philosophie, venant de toute la France, s’installent ainsi à Langres pour trois jours. De nombreux spectacles, animations et activités culturelles, davantage tournés vers le grand public et coorganisés par la Ville et par le Forum Diderot-Langres, viennent se greffer à l’événement académique. Les Rencontres ont lieu la première semaine du mois d’octobre ;
- Foire expo « Langres gastronomique » (depuis 2018) : la « foire expo » de Langres était un événement incontournable de la ville, disparu dans les années 1980. Elle renaît en 2018, sous l’impulsion d’une association créée pour l’occasion, en étant particulièrement tournée vers la gastronomie locale. Elle se tient en juin sur deux (2018) ou trois (2019) jours ;
- Ludi’Langres : festival du jeu créé par l’association Res Ludum en 2016. Il se tient en juin, sur trois jours ;
- Convention internationale du tatouage (depuis 2018), en février, sur un week-end. Elle prend la suite de l’ancienne convention internationale du tatouage de Dijon, disparue quelques années auparavant. La première édition, en 2018, a rassemblé plus de trois mille personnes ;
- Fête de la Citadelle : fête des Quartiers-Neufs de la ville, sur toute une journée, en juin ou en juillet ;
- Salon du mariage et du chocolat (depuis 2017) ;
- Estival des Hallebardiers : fondé en 1985, il s’agit d’ensemble de trois spectacles, volontiers humoristiques, de théâtre itinérant, destiné à faire découvrir le patrimoine et l’Histoire de Langres. Il est très apprécié des touristes et se tient en juillet et août, les jeudis, vendredis et samedis soir. Le record d’entrées a eu lieu en 2022, avec 5 439 spectateurs ;
- Festival du Chien à plumes : festival musical, organisé par l’association langroise du Chien à plumes, qui a lieu en août, à quelques kilomètres de la ville, au bord du lac de la Vingeanne ;
- Tinta’Mars : festival de spectacle vivant, à destination du jeune public et du tous publics, organisé en mars, sur trois semaines, par l’association éponyme ;
- Biennale des Lumières : petit festival de philosophie, qui se tient les années paires, en mars, organisé par le Forum Diderot-Langres ;
- Estival des concerts d’orgue : ensemble de concerts d’orgue, organisés en la cathédrale Saint-Mammès, par l’association des Amis des orgues ;
- Journées des métiers d’art, de la coutellerie et de la cisellerie : elles se tiennent en avril, sur deux jours, et mettent en particulier en valeur la coutellerie, historiquement très présente dans le bassin langrois ;
- Ronde des Lingons : rallye de voitures historiques, organisé à Langres et dans les environs par l’association Car 2 Langres, en mai ;
- Rallye Terre de Langres : rallye automobile créé en 2000 se déroulant à Langres et dans les environs, et qui est l’une des six manches du championnat de France des rallyes terre, le plus haut niveau national. Il se tient en juillet ;
- Fête du sport : ensemble de démonstrations des diverses associations sportives de Langres. Elle se tient en septembre ;
- Course des remparts : course organisée à l'occasion de la fête du sport comprenant plusieurs courses de diverses distances et catégories ;
- Forum des associations : il se tient le premier week-end de septembre (remplace la fête du sport) ;
- Festival Vintage rétro (depuis 2018) : festival créé en 2018 sur le thème des objets anciens et rétro ;
- Festi’Mardis : festival musical estival, en juillet et août, avec un concert en plein air chaque mardi. Les bénéfices (buvette et restauration) sont reversés aux associations locales qui participent à l’organisation ;
- Grande braderie de Langres : organisée par l’Union des commerçants, elle se tient le dernier dimanche de juillet ;
- Peintres et sculpteurs dans la rue : concours artistique organisé le dernier week-end d’août par l’Union des commerçants. Les artistes réalisent leur travail dans les rues du centre historique ;
- Salon du modélisme Miniaturissimo : salon du modélisme ;
- Gala international de catch (depuis 2018).

#### Anciennes manifestations
- Fête du pétard : fête célébrant l’échec de la tentative de prise de Langres, dans la nuit 19 au 20 août 1591, par les Ligueurs lorrains. Elle était ainsi appelée car les Hallebardiers de Langres étaient parvenus, lors de cette fameuse nuit, à annihiler la grosse bassine de poudre qui devait faire sauter l’une des entrées de la ville. Le pétard ainsi récupéré a longtemps été gardé en trophée dans la ville. La dernière édition a eu lieu en 2014 ;
- Jazz à La Lunette : festival de jazz en plein air, organisé au fort de La Lunette 10, par l’association Mélanges improbables. Il a eu lieu en 2016 et 2017, le premier week-end de juillet, mais n’a pas été reconduit en raison de l’échec de ces deux éditions (plombées par une très mauvaise météorologie), qui a mis en péril, sur le plan financier, l’avenir de l’association organisatrice ;
- Tuning show : festival de tuning organisé en août par l’association Irrestible Car 52. Il a lieu, depuis 2018, à Montigny-le-Roi, à la suite d’un conflit entre l’association et la municipalité de Langres.

### Médias
- RCF Aube (88.2) cat A - Active Radio (91.7) cat A - Magnum La Radio (94.4) cat B - Radio Star (97.4) cat B.
- Diversité FM (radio associative d'envergure nationale)[48].

### Cultes
Évêque de Langres.

### Associations

#### Associations culturelles
- Amis de Notre-Dame-de-Brevoines ;
- Amis de la bibliothèque diocésaine ;
- Amis de la cathédrale Saint-Mammès ;
- Amis des musées de Langres ;
- Amis des orgues ;
- Alizard (expositions et peintures) ;
- Arquebusiers ;
- Association Dulcimer ;
- Association Esper ;
- Association des peintres langrois ;
- L’Autre moitié du ciel[49] ;
- Autour de la Terre ;
- La Chanterelle ;
- La Niche du Chien à plumes ;
- Chemins de l’eau (encyclopédie en ligne sur l’eau en Haute-Marne) ;
- Courant d’art ;
- École de musique ;
- Forum Diderot-Langres (organisateur, avec la Ville et le ministère de l’Éducation nationale, des Rencontres philosophiques de Langres) ;
- Fouzian ;
- Compagnie des Hallebardiers ;
- Happy Arty ;
- Harmonie municipale ;
- JAL ;
- Association Langres-Montréal-Québec, centre culturel Jeanne-Mance ;
- Médias, création, recherche ;
- Mélanges improbables ;
- Ensemble vocal Montéclair ;
- Le pain au lièvre ;
- Plateau de la danse ;
- Société Diderot ;
- Société historique et archéologique de Langres ;
- Théâtre actif ;
- Tinta'mars.

#### Associations à but politique
- Aladin ;
- Imaginons demain.

#### Associations à but économique ou touristique
- Association de promotion de la marque made in pays de Langres ;
- Union des commerçants, industriels et artisans (UCIA) de Langres et de Saints-Geosmes.

#### Associations de loisirs
- Aéro-club langrois ;
- Amicale des cibistes langrois ;
- Amicale Afro-antillaise ;
- Amicale des travailleurs turcs ;
- Billard-club langrois ;
- Bodytime ;
- La Boule langroise ;
- Bridge pays de Langres ;
- Bulles langroises ;
- Confrérie des Taste-fromage de Langres ;
- Cœur et santé (marche) ;
- Diana Haute-Marne (chasse) ;
- Être ensemble ;
- Fest’Anim ;
- Langres football vétérans ;
- Langres patchwork ;
- L’Épinoche langroise (association de pêche) ;
- Lingon Tuning-club ;
- Langres foires et salons (organise, depuis 2018, la Foire expo de Langres) ;
- Lusitanos de Langres ;
- Res Ludum (organisateur du festival Ludi’Langres) ;
- Sabots de Vénus ;
- La Varape lingonne ;
- Yoga Shanti.

#### Associations à caractère social
- 4 pattes au Pays des 4 lacs ;
- ADMR de Langres ;
- Association Aber ;
- Amicale des locataires d’Hamaris (logement) ;
- Amnesty International Langres ;
- Association départementale de prévention jeunesse (ADPJ) ;
- Association citoyenne pour la culture et l’entraide solidaire (ACCES) ;
- Association des familles rurales de Langres et des environs ;
- Avenir Sud santé Haute-Marne ;
- Croix-Rouge de Langres ;
- La Clé (logement) ;
- Défis 52 (insertion professionnelle) ;
- DPlace ;
- Enseignants Sud Haute-Marne ;
- Entr’in 52 (insertion professionnelle) ;
- Habitat et humanisme ;
- Langres accueil solidarité ;
- Langres signes (association pour les personnes sourdes ou malentendantes) ;
- Microtel Club Langres[50] ;
- Mission locale de Langres ;
- Mobilité pour le pays de Langres ;
- Le Phill (logement) ;
- La Plume s’envole ;
- Les Roises ;
- Lion's-club de Langres ;
- Locataires du Foyer rémois (logement) ;
- Poinfor (insertion professionnelle) ;
- Les Restos du cœur ;
- Rotary-club de Langres ;
- Secours populaire ;
- Secours catholique ;
- Team Bullogé ;
- Tremplin 52 (insertion professionnelle) ;
- Vallée de La Bonnelle ;
- Vitamines ;
- La Zouille.

#### Associations patriotiques
- Groupement langrois des associations patriotiques ;
- Fnaca.

## Économie

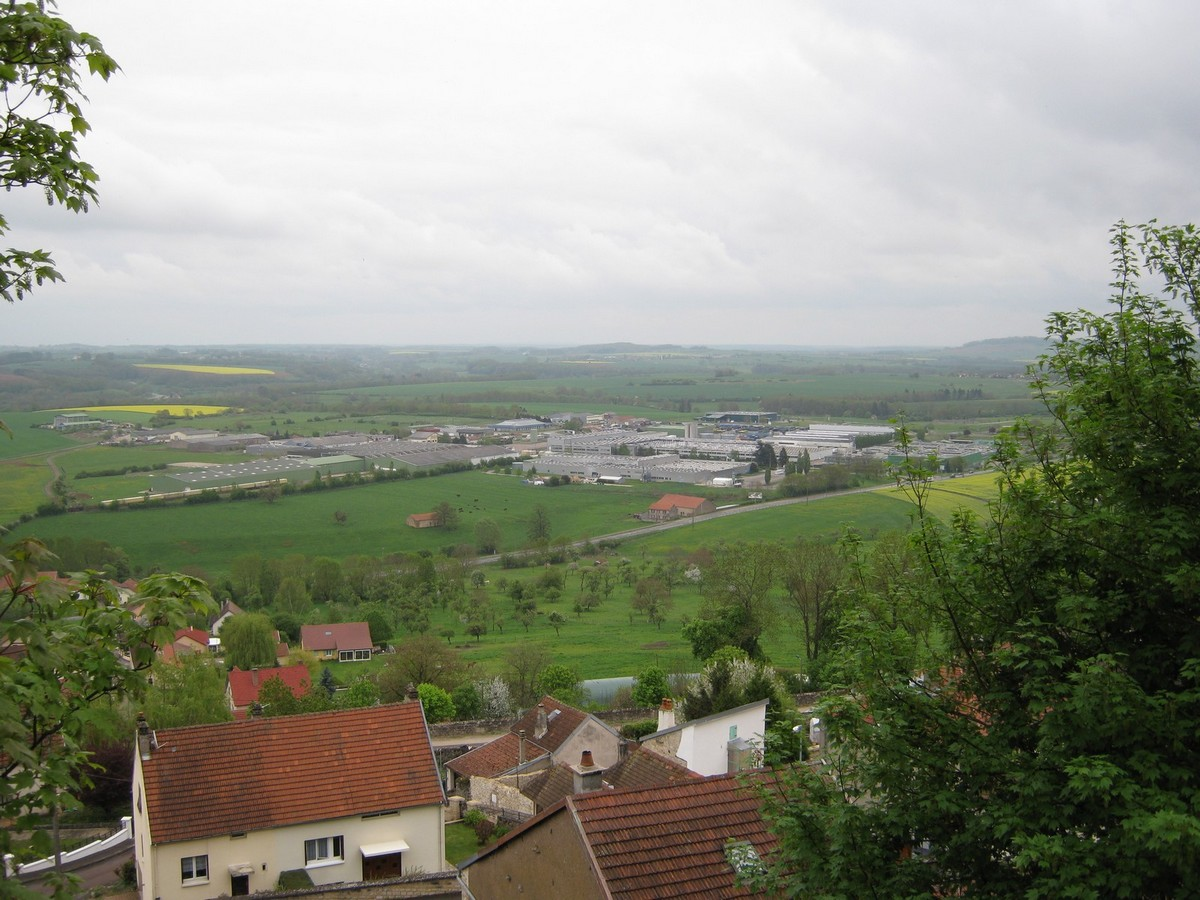
Zone industrielle.

Des entreprises fonctionnent dans de nombreux domaines : plasturgie, P.T.F.E. Polytétrafluoroéthylène (Téflon étant une marque déposée), caoutchouc, coutellerie, métallurgie, mécanique, automobile, informatique, imprimerie…

### Entreprises et commerces
La commune compte différents cafés, hôtels et restaurants, et de nombreuses entreprises : Freudenberg Freudenberg joints élastomères, Plastic Omnium, 3P (Produits Plastiques Performants), Beligné, Imprimerie de Champagne, Graglia, Horiot père et fils, Chaudières Miquée, FMS, OgerDécoration, Entrin 52, Doras Elce matériaux, Magna, Fontana Top Sol, MGCA, Aluc, Morisot, La Mure, Petit, Dedome, Thirion, Déchetterie, OgerPropreté…

## Culture locale et patrimoine

### Lieux et monuments

#### Fortifications

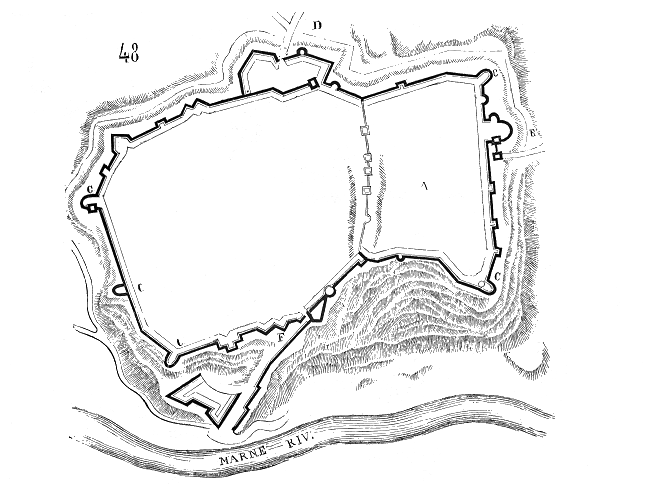
Les fortifications de Langres au XVIe siècle.

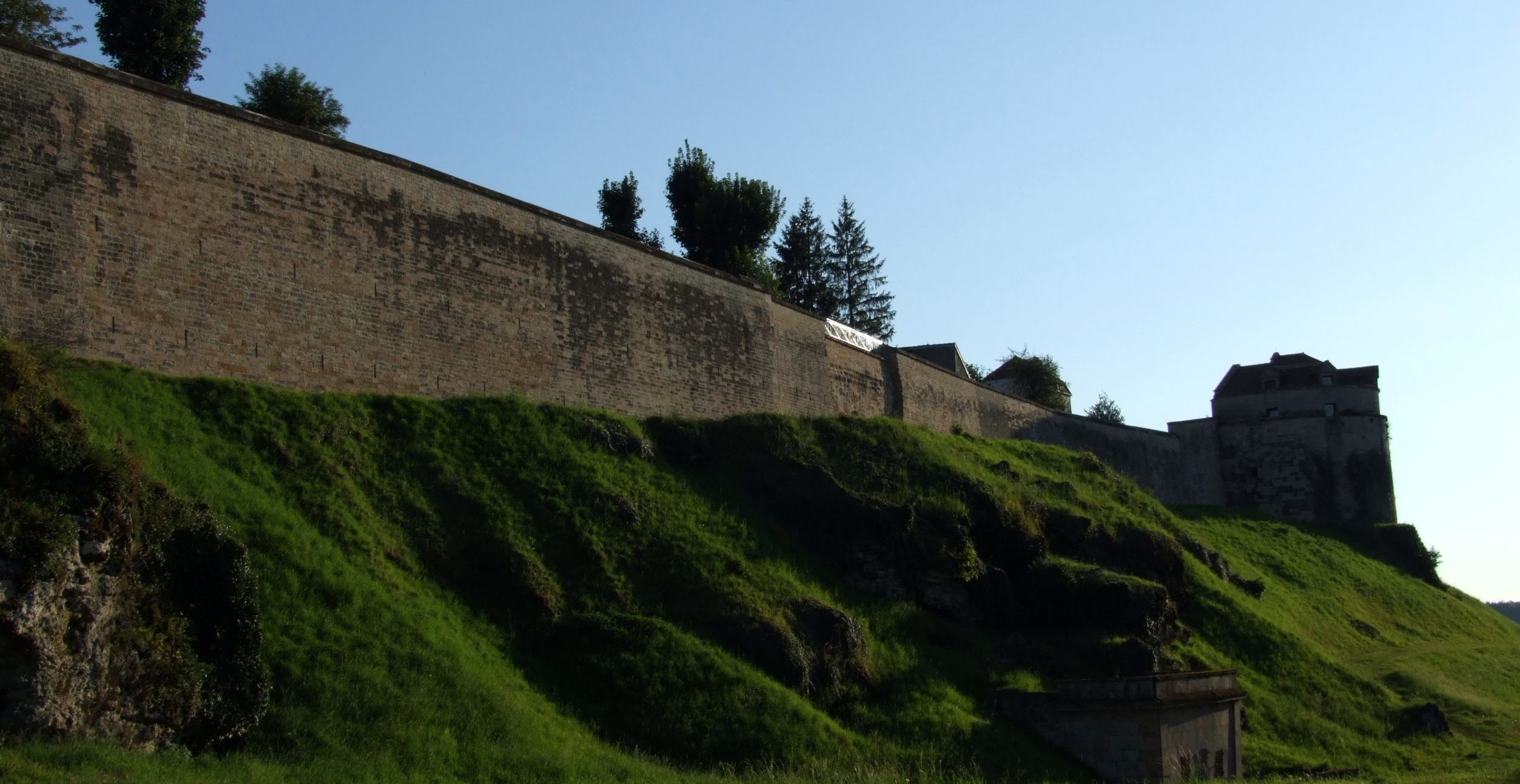
Vue des remparts.

Les remparts de Langres ont été construits sur 2 000 ans. Les fortifications, dont une partie de type bastionné, ont été remaniées par le génie militaire. Elles couvrent 3,6 km, faisant le tour de l’ancienne ville avec ses sept tours fortifiées, ses six portes et la porte gallo-romaine rappelant que Langres fut, au IIe siècle, la capitale du peuple des Lingons. Au XIXe siècle, le système des fortifications de la ville s'est étendu à des forts bâtis à des 10 et 15 kilomètres de la ville, et qu'on peut encore découvrir enfouis dans les forêts (par exemple, du côté de Chauffour).

##### La citadelle
- La place forte de Langres du XIXe siècle est dotée d'une architecture bastionnée construite fin XIXe siècle sous la direction de Auguste Chauchard. Siège de la caserne Turenne.

###### 1870-1871
50e RI
« de 3 000 à 15 000 hommes en 1870-1871 ».
Août-septembre 1870 - Camp d'instruction des gardes mobiles et des gardes nationales sous le commandement du général Chauvin.
Janvier 1871 - Général Mayère, gouverneur de la place.
17 janvier 1871 - Venant de Selongey et Fontaine-Française, en évitant habilement les colonnes du IIe corps allemand, le colonel Lobbia, avec 1 200 hommes de la 2e brigade, réussit à faire entrer dans la citadelle un convoi de munition. Cette 2e brigade fait partie de l'Armée des Vosges commandée par le général Giuseppe Garibaldi.

###### De 1871 à 1914
21e RI, 221e RI

###### Depuis 1945

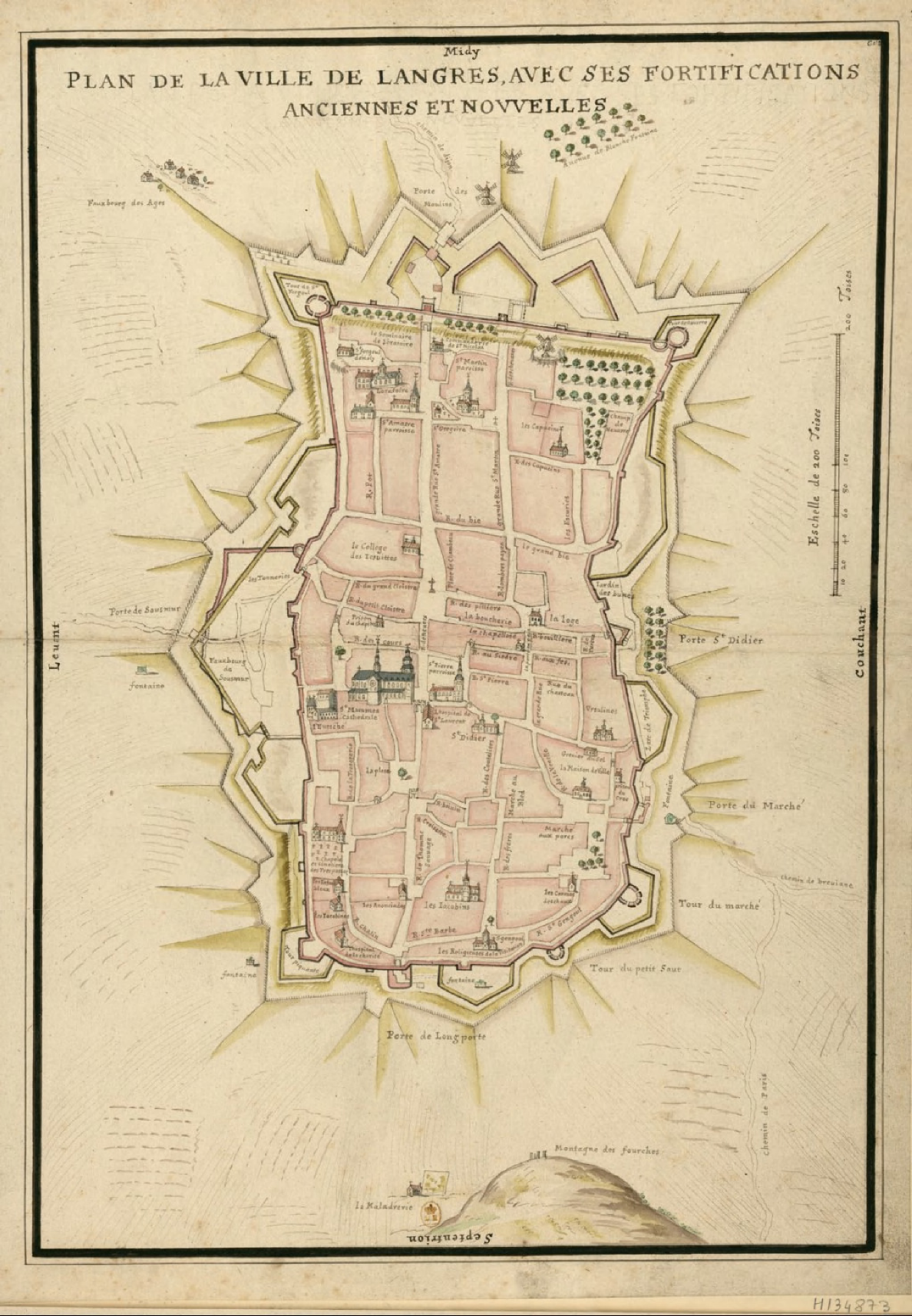
Ancien plan de la ville de Langres.

711e CME, ERGMT, ERGMEL, BSMAT.105 CMT.

##### Latour de Navarre et d'Orval(1511-1519)

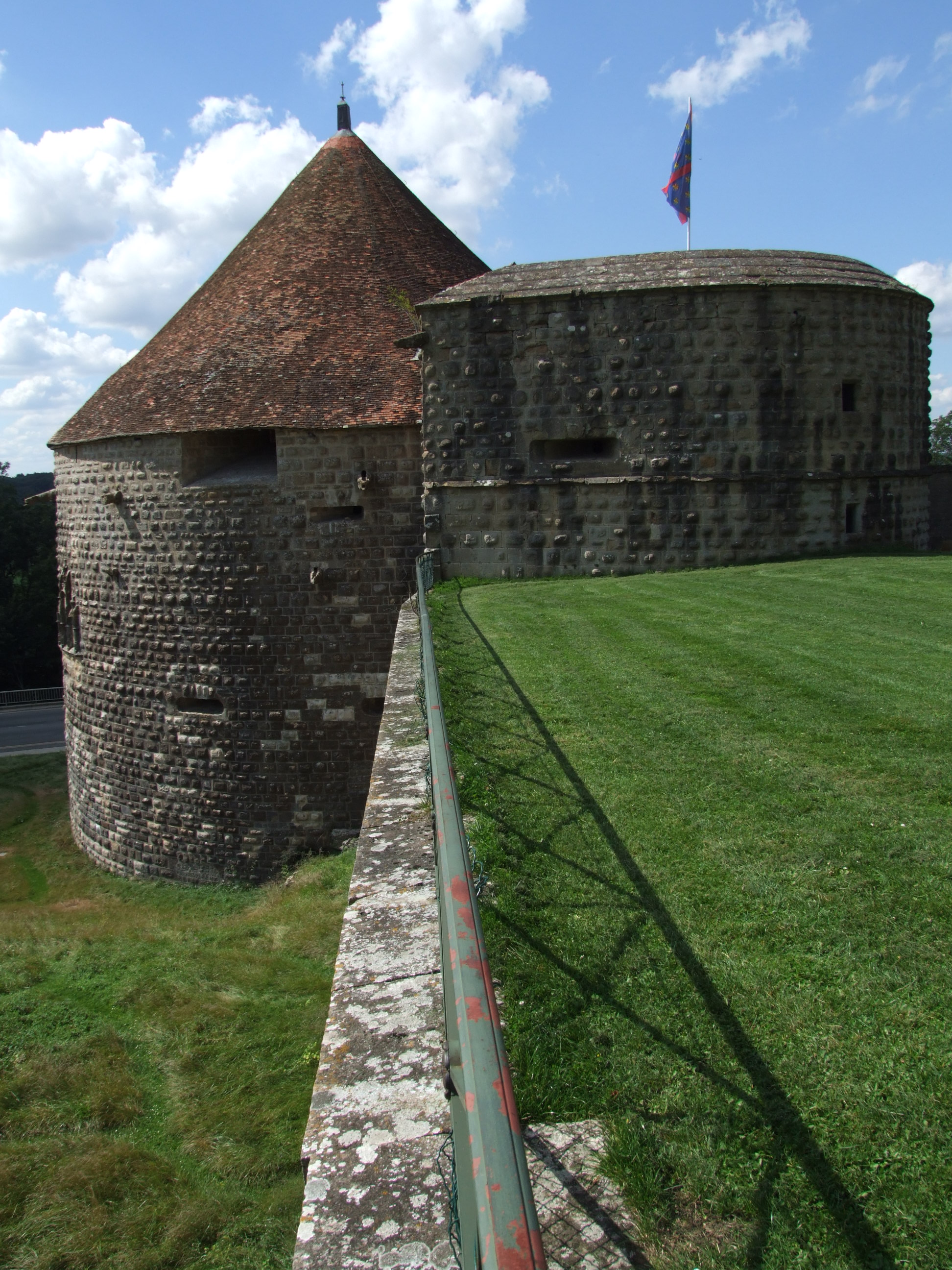
Tour de Navarre et d'Orval.

- Ensemble défensif de 20 mètres de haut et pour un diamètre de 30 mètres, au sud-ouest de la ville, inaugurée par François Ier. La tour Navarre a des murs de 7 mètres d'épaisseur et comprend deux étages. Elle fut couverte dès le XIXe siècle d'une imposante charpente en chêne (visible de l'intérieur) et d'un toit conique. La tour d'Orval loge une rampe tournante afin de desservir la tour Navarre.

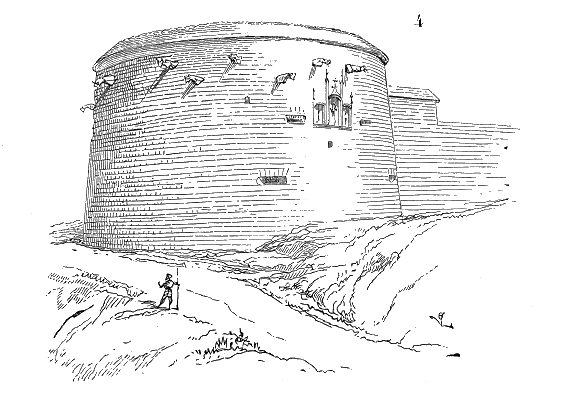
Tour Navarre (avant qu'elle soit couverte).

##### La tour Saint-Ferjeux (1472)
Construite sur ordre de Louis XI, elle protégeait le sud-est de la ville. C’est la première tour d’artillerie permettant le tir sur 360°. Elle comporte deux étages de casemates destinées à l'origine à recevoir des couleuvrines, avec soutes à poudre et munitions. Elle fut restaurée en 1842.

##### La tour du Petit Sault (1517-1521)
Elle fut construite pour protéger les accès Ouest de la ville. Entourée de murs de 8 mètres d'épaisseur, elle est conçue pour recevoir des canons à différents niveaux. Un escalier large de 5 mètres, s'amorce sur un gros pilier central cylindrique soutenant les quatre voûtes sur croisée d'ogives de la première salle.

##### La tour Saint-Jean (1540)
L'intérieur, en partie comblée, ne présente plus qu'une basse salle voûtée, tandis que la partie supérieure forme un logis de deux étages. Autrefois, la terrasse pouvait recevoir des canons protégeant la ville du côté nord. Elle a été transformée en colombier militaire après la guerre de 1870.

##### La porte des Moulins (1647)

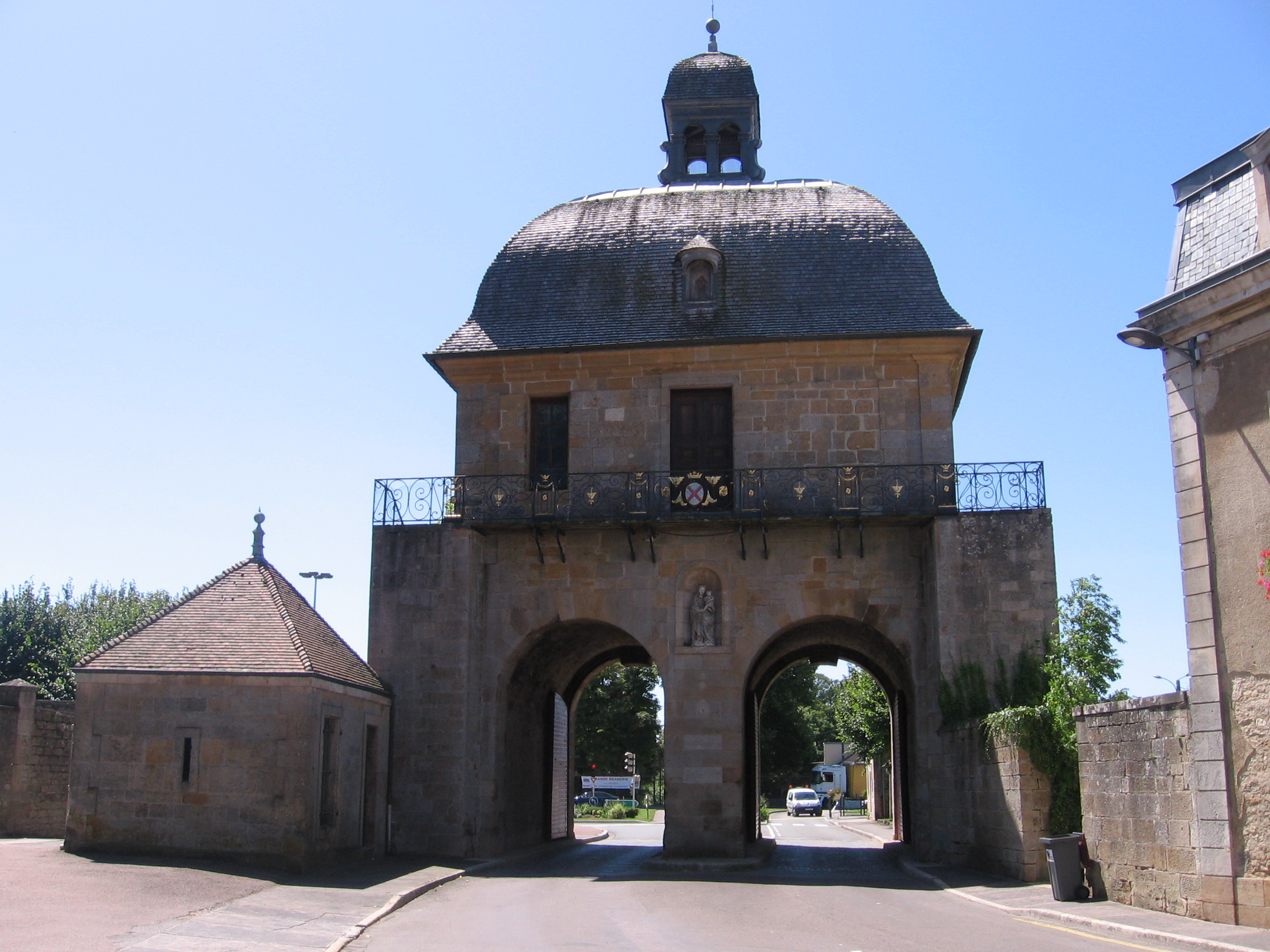
Porte des Moulins.

- Elle fut pendant longtemps l'unique accès Sud de la ville. Elle était percée à l'origine de trois ouvertures (une porte charretière centrale et deux portes piétonnes latérales), avant de conserver que deux passages identiques.

La toiture est composée de tuiles en bois.

##### La porte des Terreaux

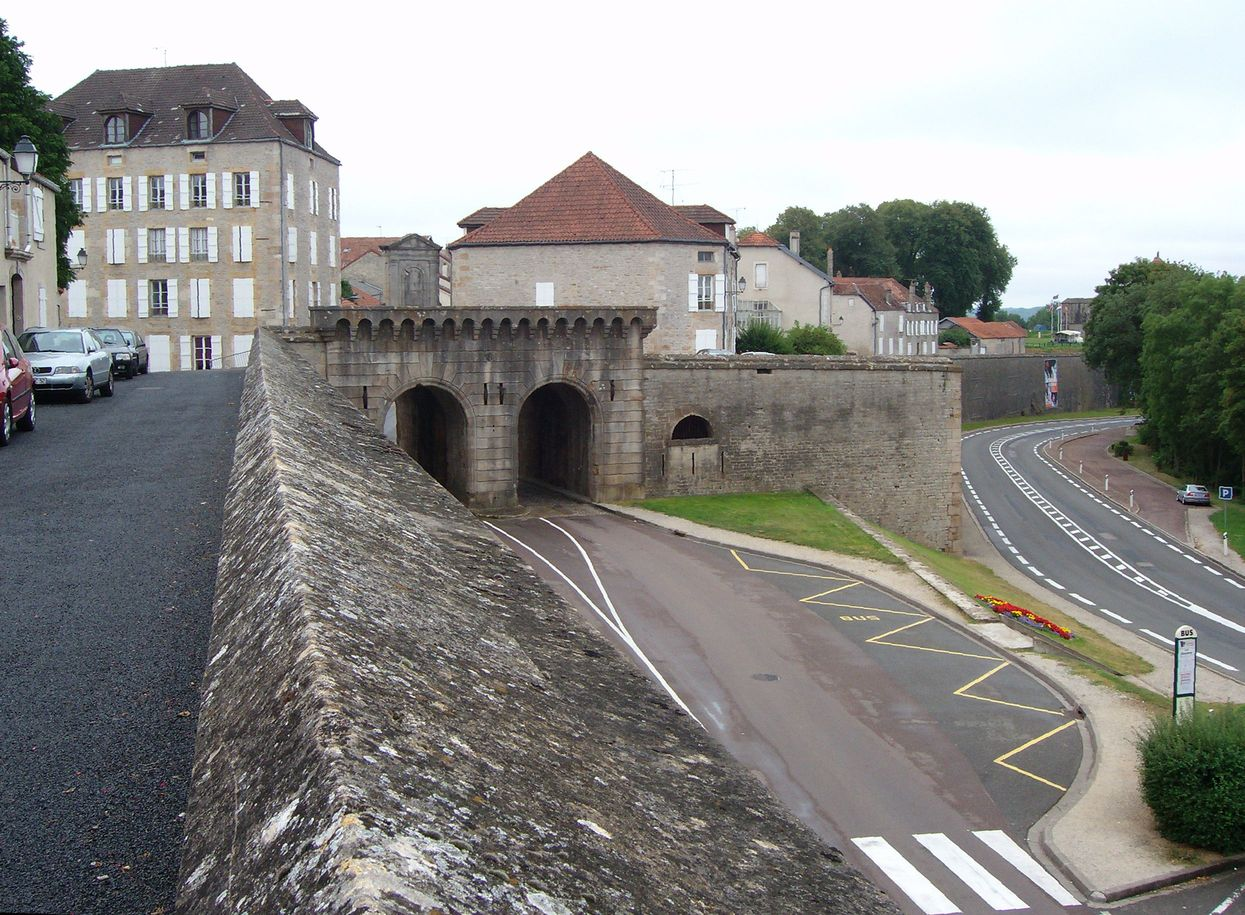
Porte des Terreaux.

Également appelée porte Neuve construite par le génie en 1848 pour faire jonction avec la porte des moulins (au sud de la ville) également a deux porches à l'ouest de la ville.

##### La porte Boulière (ancienne porte Saint-Didier)
À l'ouest de la ville : vraisemblablement ouverte à la fin du XIVe siècle, elle servait de lieu de réunion des capitaines à masse.

##### La porte Longe-Porte
La plus ancienne porte ouverte. Elle est formée par le 2e arc de triomphe que l'on pense généralement avoir été élevé en l'honneur de Constance Chlore pour sa victoire sur les Germains en l'an 301.

##### La porte de l'hôtel de ville
Nord-ouest de la ville, fortifiée en 1592 et reconstruite en 1750, son poste de garde de la porte de l'hôtel de ville (1620).

##### Porte Gallo-romaine

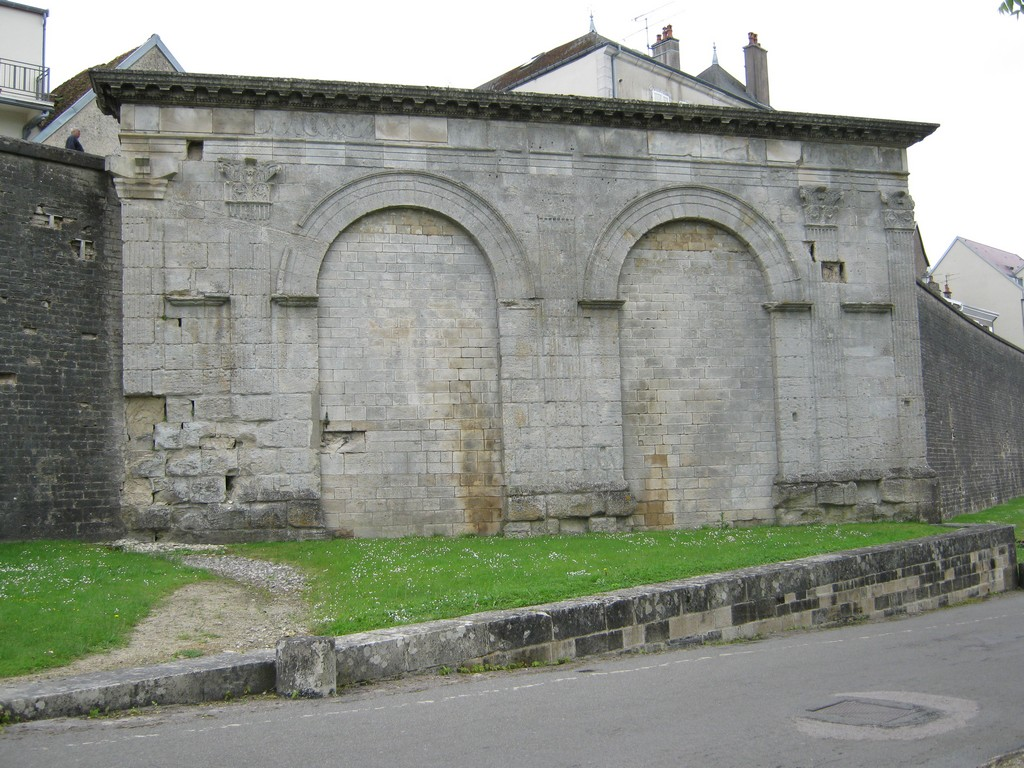
Porte Gallo-Romaine.

Porte augustéenne aujourd'hui incluse dans les remparts, elle est l'unique partie visible des monuments ornementaux de l'époque gallo-romaine. Elle fut construite vers -20 avant Jésus-Christ.

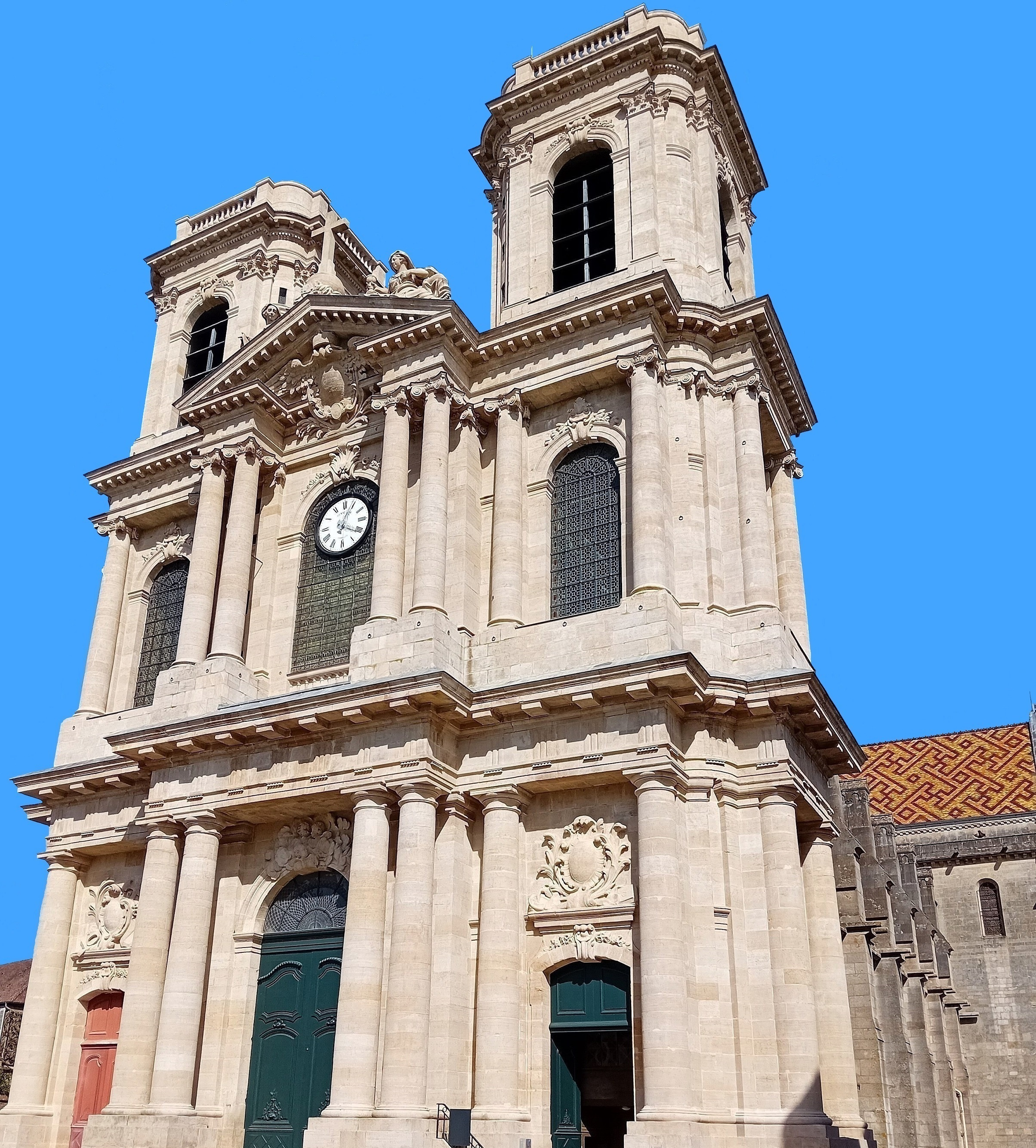
La cathédrale Saint-Mammès

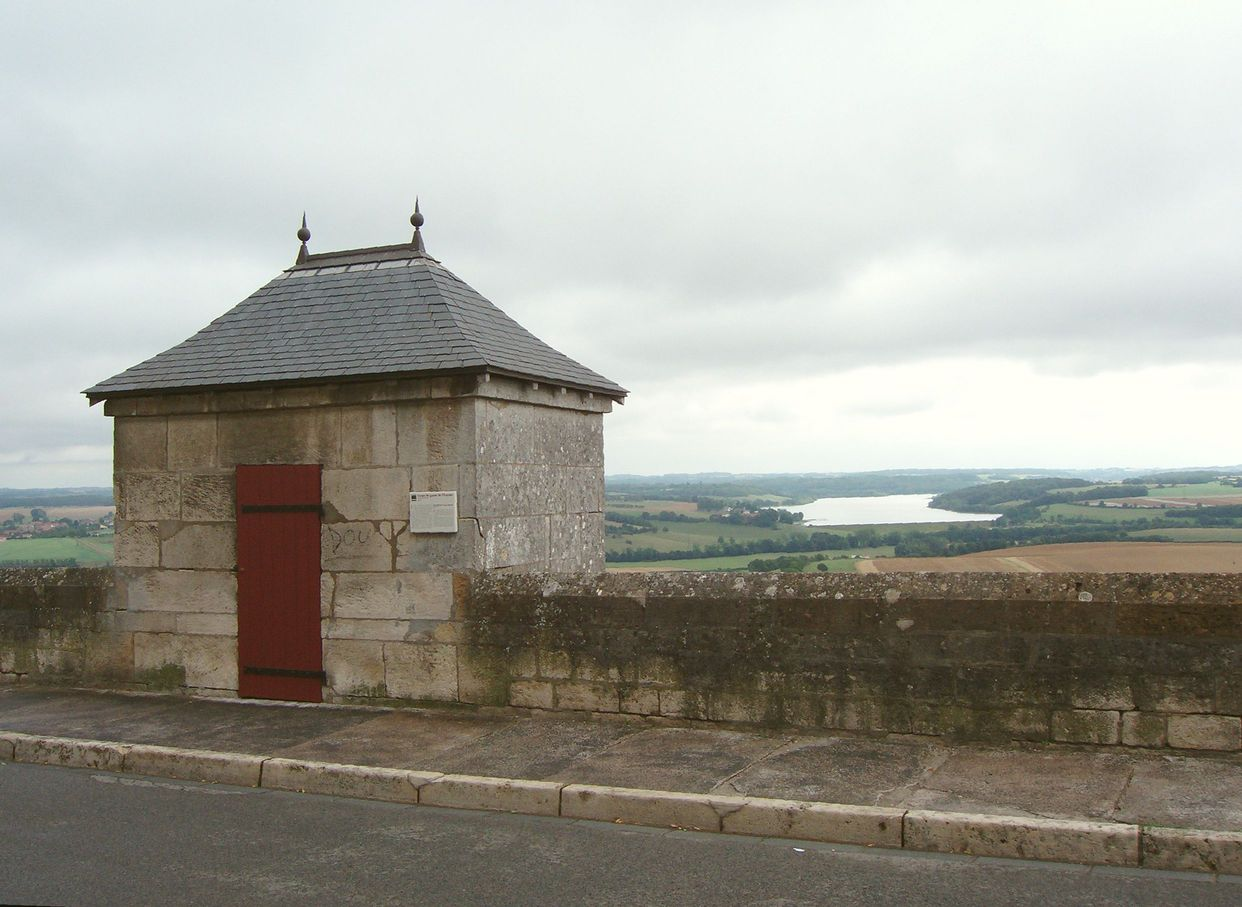
Poste de garde de l'évêché.

#### Patrimoine religieux

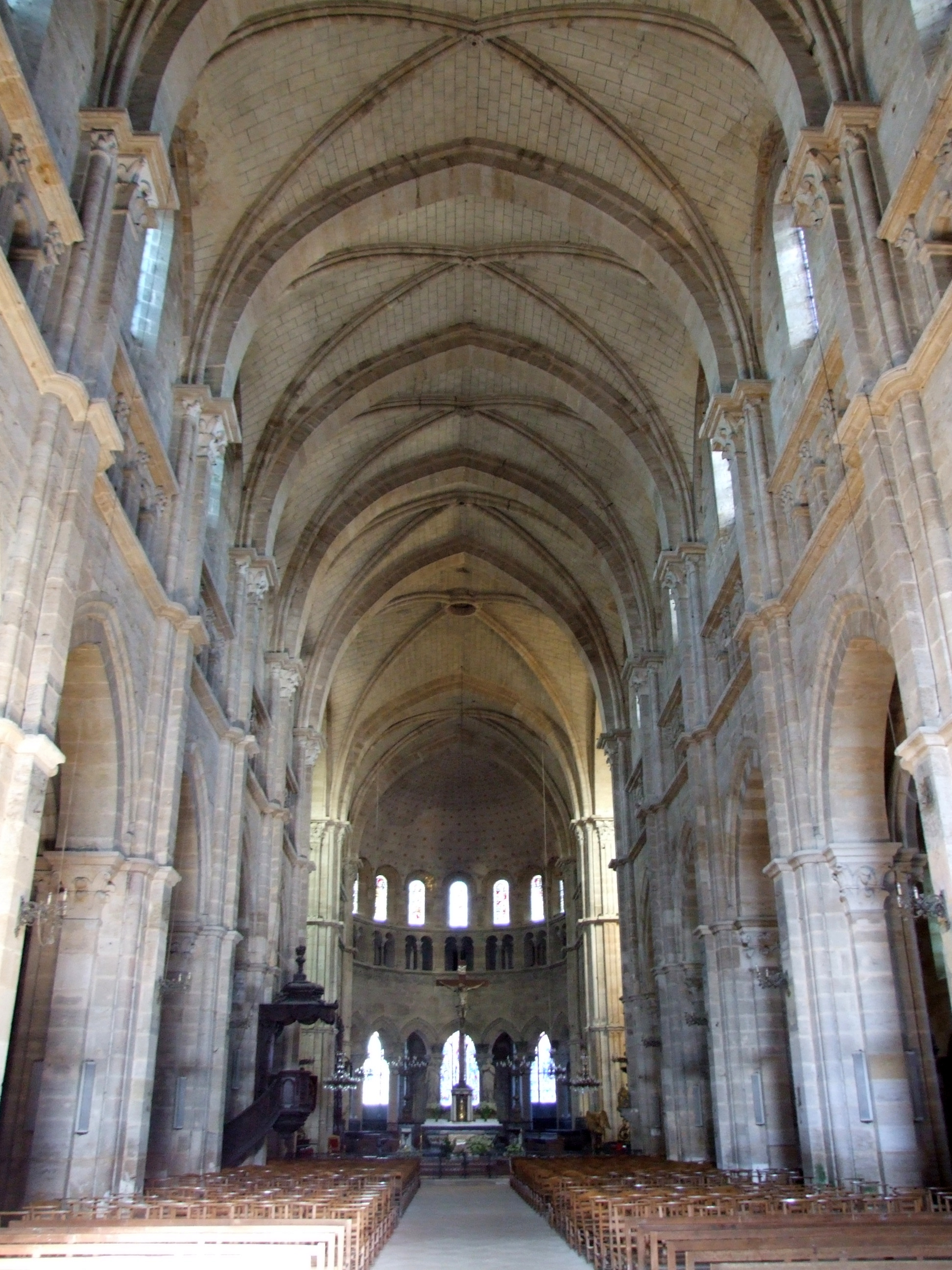
Vue intérieure de la cathédrale.

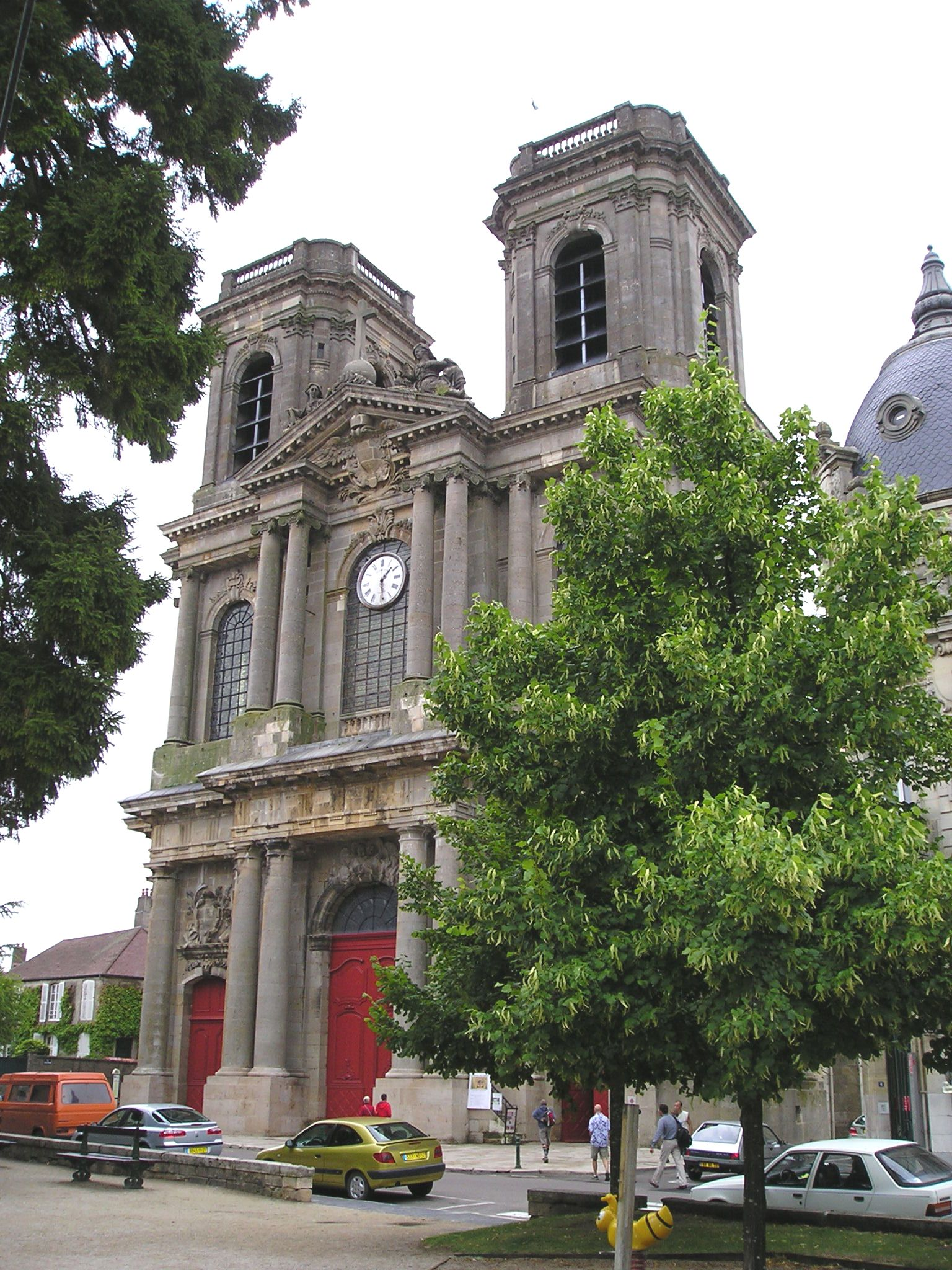
Façade de la cathédrale.

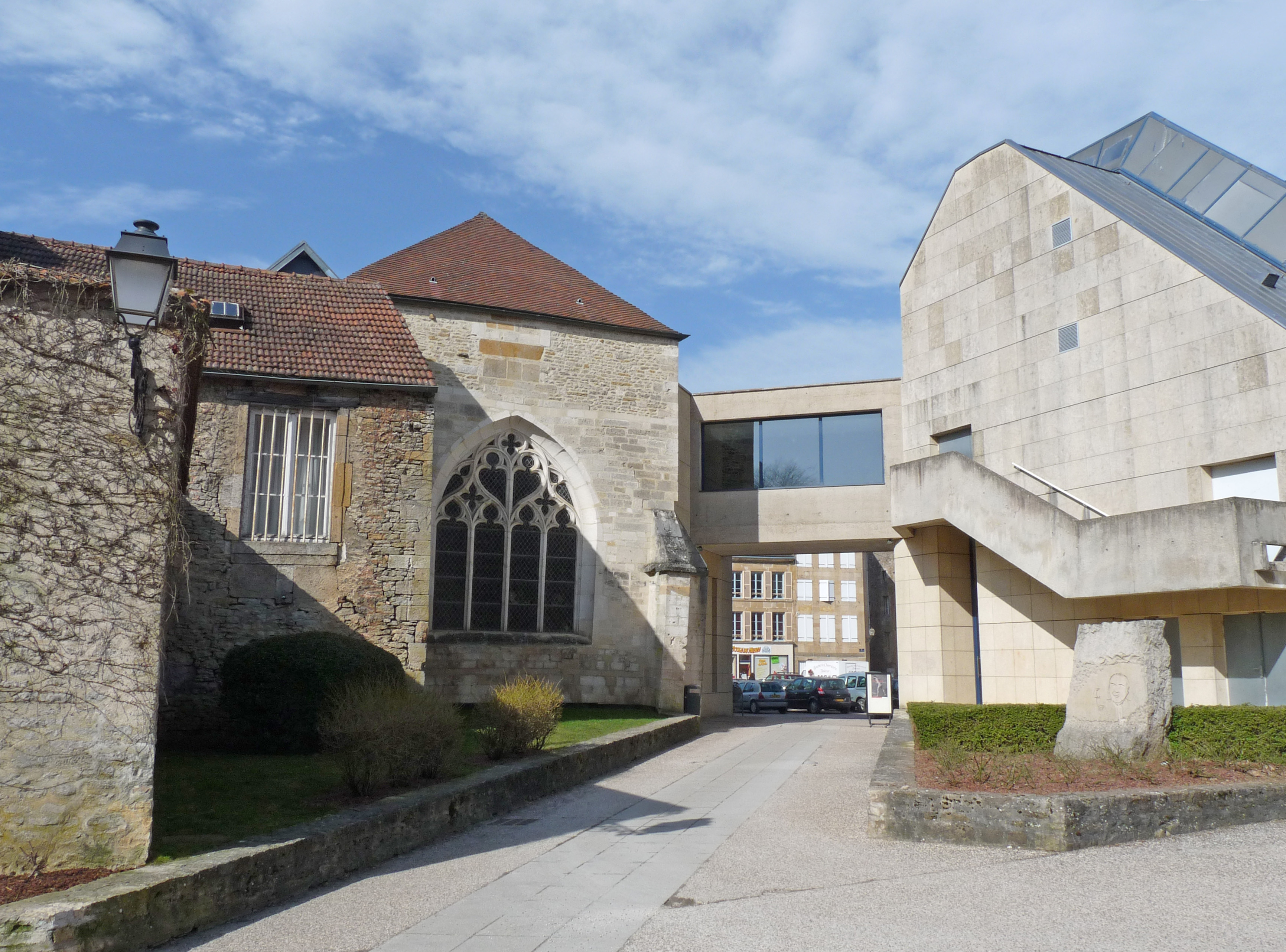
L'ancienne église Saint-Didier.

Indépendamment des éléments remarquables signalés ci-dessous, le charme de Langres tient à la préservation générale de son cadre. Les bâtiments anciens en pierre, la faible circulation, l'éclairage des bâtiments, un tourisme contrôlé et une population similaire en nombre à celle du XVIIIe siècle, donne l'impression que le temps s'est suspendu entre les murs de la ville. En octobre 1472, par ses lettres patentes, Louis XI confirma sa protection royale pour la cathédrale de Langres.

##### Lacathédrale Saint-Mammès, place Jeanne Mance, et son cloître (actuelle bibliothèque municipale)
Inspirée par l'école de Cluny et par l'architecture gallo-romaine, la cathédrale est une des œuvres les plus remarquables du XIIe siècle, à mi-chemin entre l'art roman et l'art gothique. La façade fut élevée de 1760 à 1768. À noter : les chapelles, les tapisseries, le buffet des grandes orgues, les boiseries, les grilles en fer forgé…

##### L'église Saint-Didier, 4 place Saint-Didier, (actuelMusée d'art et d'histoire de Langres)
Édifice du XIIe siècle, modifié aux XIIIe, XVIe puis au XVIIe siècle, partiellement détruit à la Révolution, transformé en musée en 1841. Il fait partie de la première liste des bâtiments classés monuments historiques en 1840.

##### Couvent desUrsulines, rue Tournelle, (finXVIIesiècle, rue de la Tourelle)
Installée à Langres en 1613, les sœurs de sainte-Ursule entame la construction d'un couvent en 1631, mais la chapelle ne fut achevée que vers 1675. Transformés en caserne à partir de 1818, l'essentiel des bâtiments fut démoli en 1974 pour la construction d'une habitation particulière. L'ancienne chapelle du couvent est désormais protégée en tant que monument historique.

##### Chapelle desOratoriens
Datée de 1676 et désaffectée à la Révolution, elle est reconvertie en théâtre depuis 1838 et entièrement rénovée en 2000. Le théâtre compte 250 places, rue de la Comédie.

##### L'église Saint-Martin(XIIe-XVesiècle)
Originale et complexe, elle présente cinq nefs voûtées sur croisées d'ogives. À la suite d'un incendie, la façade et le clocher (campanile) furent reconstruits entre 1728 et 1745, 5 place Jenson.

##### La chapelle des Annonciades
Chapelle de l'ancien monastère des religieuses de l’Annonciade. Cet édifice abrite des objets d’art sacré. Des expositions ponctuelles rappellent le rayonnement considérable du diocèse de Langres pendant de nombreux siècles, 2 rue Longe Porte.

##### Chapelle Notre-Dame-de-la-Délivrance
Au sommet du Mont des Fourches, butte sur laquelle ont été installées les fourches patibulaires, une chapelle octogonale est construite en 1873, selon un plan de l'architecte langrois Girard, et placée sous le vocable de Notre-Dame de la Délivrance,,.

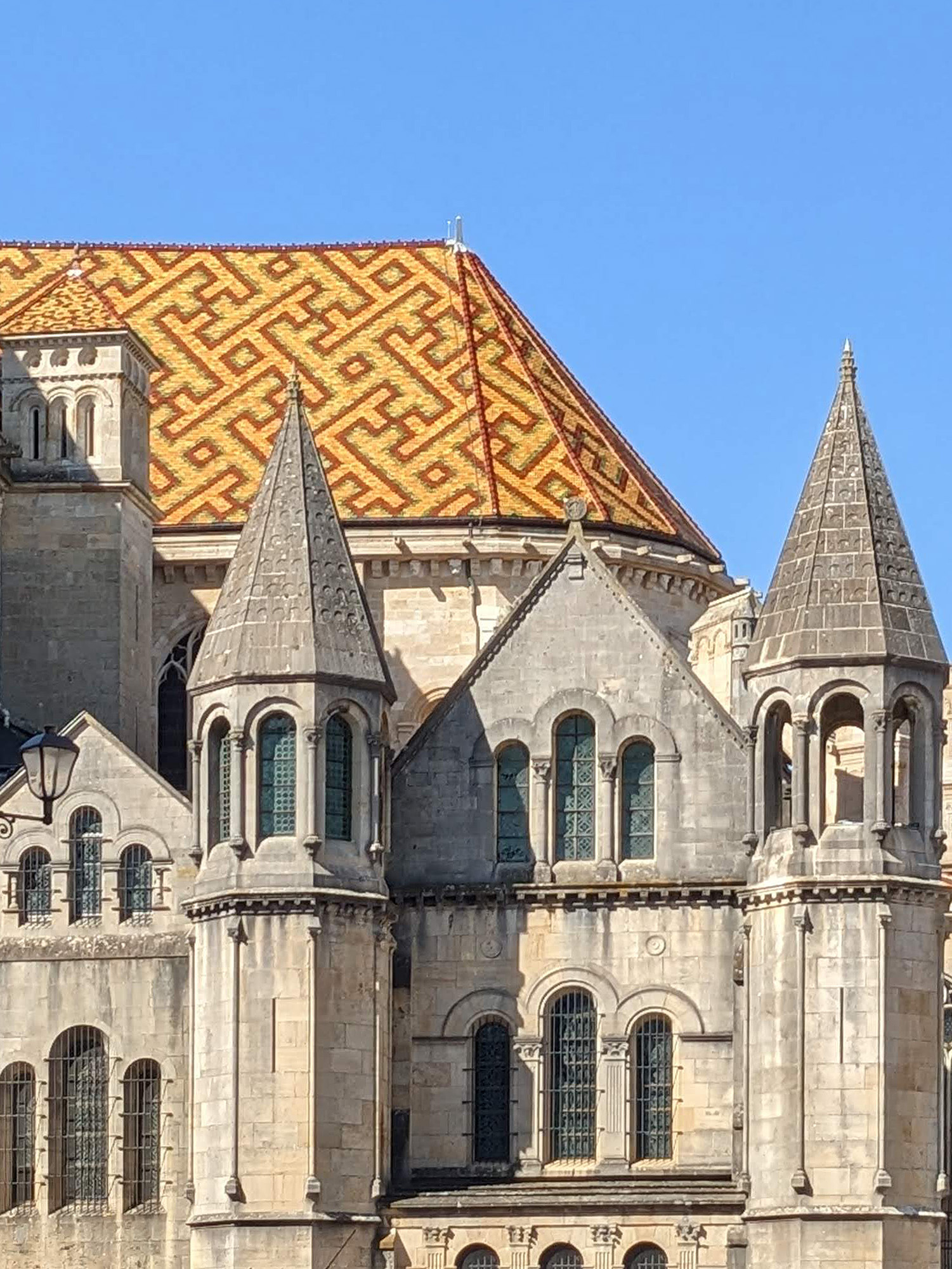
Arrière et toiture de la cathédrale.

##### Prieuré Saint-Amâtre de Langres
- Vestiges de l'église Saint-Amatre, possession de l'abbaye Saint-Bénigne de Dijon, rue de la Comédie.

##### Autres édifices religieux
- Église Saint-Pierre et Saint-Paul au Corlée, 10 rue de l'Église ;
- Église de la Nativité-de-Notre-Dame à Brévoines, 54 route de Buzon ;
- Église Notre-Dame-de-Nazareth, rue Jean Thabourot ;
- Église Saint-Gilles à Saint-Gilles rue de Champagne ;
- Chapelle place Duvet ;
- Chapelle de l'ancien collège des Jésuites [actuel collège Diderot], 17 rue Diderot ;
- Chapelle Sainte-Anne, chemin de la Ferme Sainte-Anne ;
- Chapelle de l'hôpital de la Charité, 10 rue de la Charité ;
- Chapelle du couvent des carmes, 4 rue Chambrulard ;
- Couvent des dominicains, 10 rue de la Charité ;
- Salle du royaume des témoins de jehovah, 153 rue de Champagne ;
- Commanderie de Langres, disparue.

#### Autres édifices remarquables
- Monument à Diderot : œuvre d'Auguste Bartholdi de 1884, restaurée en 2008. Son piédestal recense les principaux collaborateurs du projet encyclopédique[58] ;
- Maison natale de Denis Diderot : une discrète plaque en pierre signale la naissance de Diderot sur la façade du no 6 (au niveau du premier étage) place Diderot (place Chambeau jusqu'à la fin du XIXe siècle). Selon Raymond Trousson[59], l'emplacement ainsi désigné est erroné : le lieu exact est le no 9 de la place, au coin avec la rue du Grand-Cloître ;
- L’hôtel de ville (1776-1783) : don du roi Louis XV, construit à l'emplacement de l'ancienne maison de ville, il fut plusieurs fois ravagé par des incendies, dont le plus grave fut celui de 1892. Le fronton triangulaire supporté par quatre colonnes corinthiennes, dressées au-dessus d'un perron de l'escalier à double volée est sculpté d'un cartouche aux armes de la ville. Réfection en 1893 ;
- L’hôpital de la Charité : l'actuel centre hospitalier de Langres est un établissement public de santé fondé au XIIe siècle, qui a connu au fil du temps de nombreuses restructurations architecturales. Les plus remarquables datent de la fin du XVIIIe siècle (portail et chapelle en 1770) ;
- Château du Mont (XVe siècle) : construction civile la plus importante du Moyen Âge encore visible. Une tour octogonale contient un escalier ; chaque pan est séparé par un contrefort et chaque étage souligné par une moulure et des gargouilles ;
- Poste de garde de l’évêché avec le lac de la Liez en arrière-plan (côté Est de la ville) ;
- Maison Renaissance (10 rue Saint-Didier) : façade à ordre et scandée sur trois étages par des colonnes successivement ioniennes, corinthiennes et composites, frises et gargouilles.la Maison des Lumières Denis Diderot

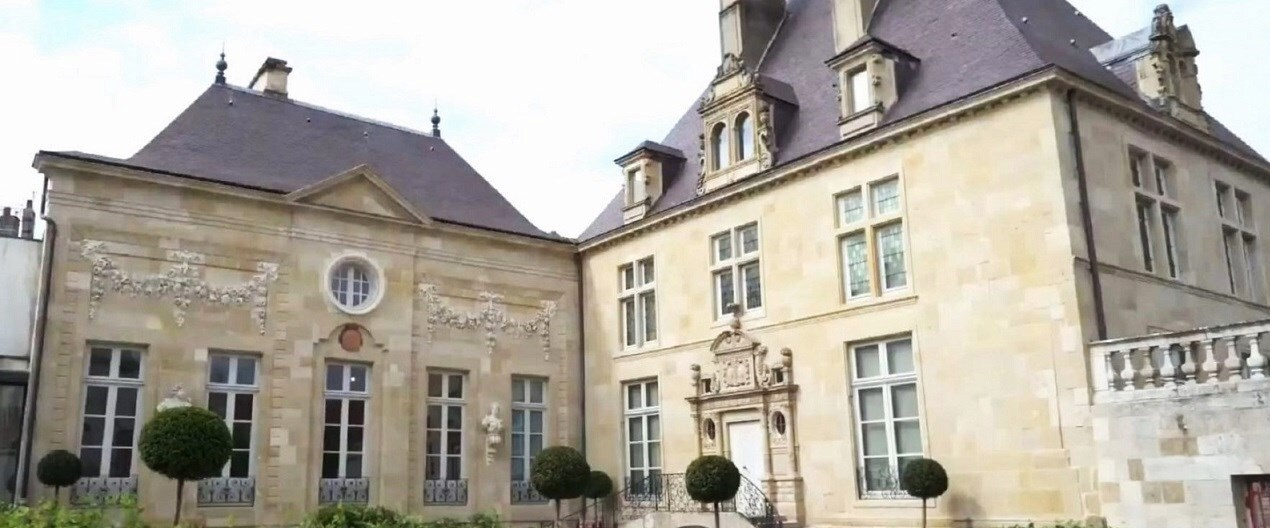
la Maison des Lumières Denis Diderot

- Hôtel du Breuil de Saint-Germain : hôtel particulier construit en 1576 composé de deux ailes perpendiculaires derrière un grand portail. Le décor du corps de logis date du

XVIe siècle. Après deux années de rénovation, il est devenu la Maison des Lumières Denis Diderot le 5 octobre 2013, 300 ans exactement après la naissance de Denis Diderot ;
- Le collège Diderot et sa chapelle : ancien collège des Jésuites où Denis Diderot fit ses études. Le bâtiment est achevé en 1767[61] ;
- Le musée d'Art et d'Histoire de Langres ;
- L'hôtel d’Amboise, dit de Rose[62] date du début du XVIe.

#### Jardins et promenades

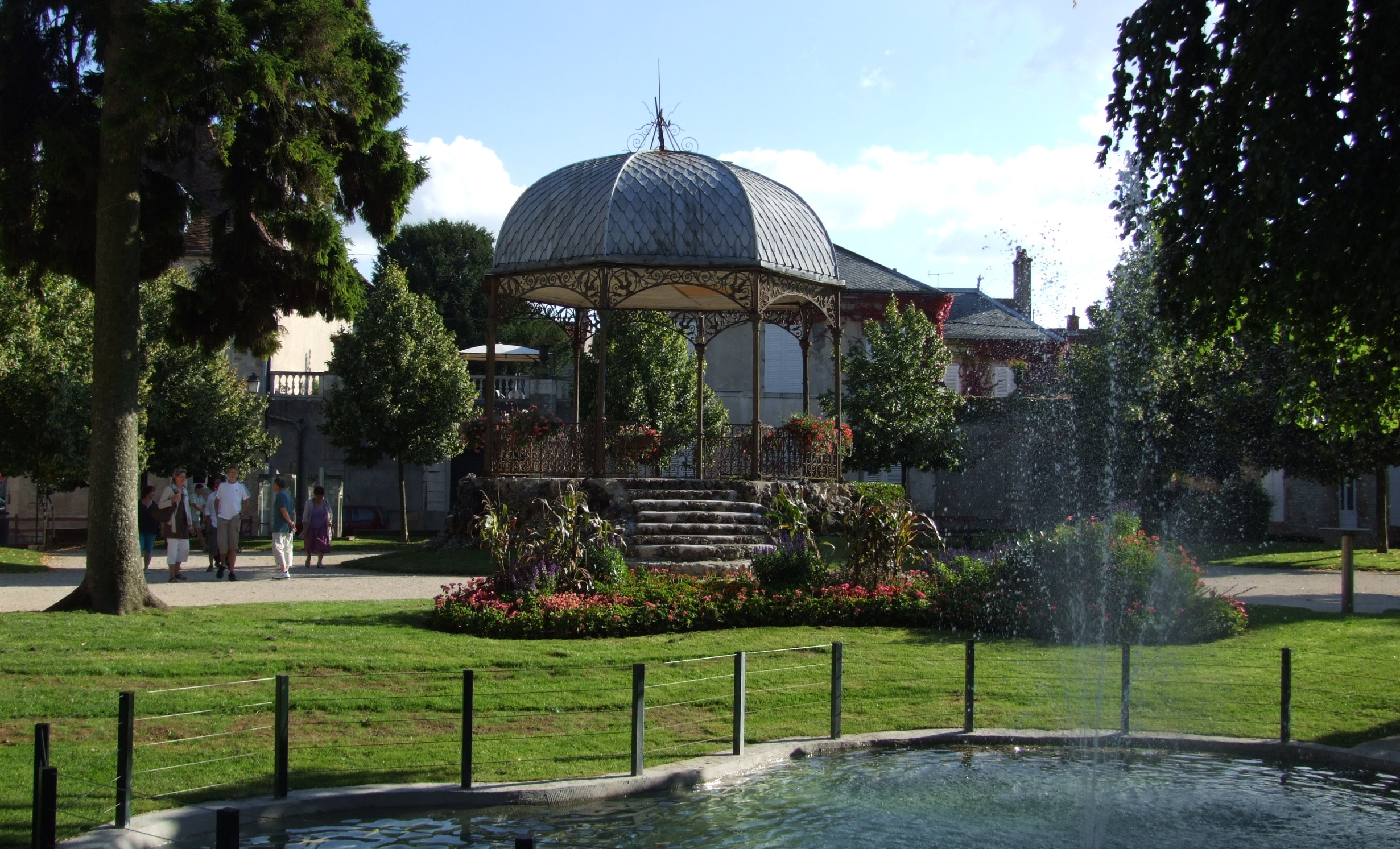
Le square Henriot.

- Square Claude-Henriot : créé en 1830 sur l'emplacement de l'église Saint-Pierre-Saint-Paul, le square fut agrémenté d'un kiosque à musique (1890) et d'une statue de Jeanne Mance par Jean Cardot (1968) ;
- Promenade de Blanchefontaine : plantée sur l'ordre de Sully (ministre d'Henri IV), pour remercier les langrois de leur fidélité au roi pendant la Ligue, la grande allée de Blanchefontaine se compose de trois voies parallèles, de 800 m, bordées d'arbres, qui conduisent le promeneur jusqu'à la fontaine de la Grenouille. Ce cadre inspira Denis Diderot dans plusieurs de ses écrits, en particulier dans sa lettre à Sophie Volland du 3 août 1759[63].

### Personnalités liées à Langres
Voir aussi la catégorie recensant les personnalités nées à Langres.

#### Arts
- Jean Duvet (1485-1570), graveur[64] ;
- Guillaume Flamang, né à Langres, auteur dramatique de la Passion de saint Didier en 10 200 vers jouée en 1482 par 116 acteurs pendant trois jours ;
- Antoine Besançon (Langres 1734-1811), sculpteur ;
- Pier Paolo Ciurlia, luthiste et théorbiste de niveau international, installé à Langres depuis 2016 ;
- Nicolas Couturier (1840-1911), organiste, maître de chapelle de la cathédrale et compositeur ;
- Denis Déchanet (Langres 1737-Barèges 1793), dit Desessarts, célèbre comédien du Théâtre Français, qui a interprété les rôles d'Orgon dans Tartuffe, de Petit Jean dans Les Plaideurs[Note 8] ;
- Edme Gaulle (Langres 1762-1841), sculpteur ;
- Claude Gillot (Langres 1673-Paris 1722), artiste peintre, graveur, décorateur de théâtre et illustrateur ;
- Jules-René Hervé (Langres 1887-1981), peintre impressionniste ;
- Michel Henry (Langres 1928-Paris 2016), artiste peintre ;
- Clément Jayet (Langres 1731-Lyon 1804), sculpteur, fils d'Abel Jayet (1696-1780) et frère de Jean-Baptiste Jayet (1734-1782) également sculpteurs ;
- Thibaud Maitrier (Langres vers 1619-Toulouse 1675), sculpteur ;
- Famille Michelin :
  - Jean I Michelin (Langres, vers 1571-Paris, 1641), peintre ;
  - Girault Michelin, frère du précédent, peintre ;
  - Jean Michelin (Langres 1623-Jersey 1696), fils du précédent, peintre, membre de l'Académie royale de peinture et de sculpture ;
  - Jean Michelin (Langres 1616-Paris 1670), peintre ;
- Pierre Petitot (Langres 1760-Paris 1840), sculpteur ;
- Nicolas Robert (Langres 1614-Paris 1685), miniaturiste et graveur ;
- François Roger (Langres 1776-Paris 1842), dramaturge et homme politique ;
- Famille Tassel :
  - Richard Tassel (Langres, 1580-Langres, 1660), peintre[65] ;
  - Jean Tassel (Langres 1608-Langres 1667), artiste peintre, fils du précédent ;
- Jules-Claude Ziegler (Langres 1804-Paris 1856), artiste peintre, céramiste et sculpteur. Il peignit la coupole de la Madeleine à Paris.

#### Sciences et techniques
- Nicolas Bogueret (Langres (?) 1537-Genève 1602), architecte, mort durant L'Escalade ;
- Beligné, maison de coutellerie depuis 1610 ;
- Félix Biet (Langres 1838-Saint-Cyr-au-Mont-d'Or 1901), missionnaire en Chine et naturaliste ;
- Joseph Boillot, né aux environs de 1546, ingénieur architecte, etc., il répare les remparts de la ville, publie en 1592 Nouveaux portraits et figures de termes, pour l'architecture[66] ;
- Brigitte Boisselier (Langres 1956-), chimiste controversée, membre haut placé de la secte des Raëliens et cofondatrice, avec Raël, de la société Clonaid ;
- Étienne Jean Bouchu (Langres 1714-Arc-en-Barrois 1773), mécanicien-chimiste. Il collabora à l'Encyclopédie de Diderot, en particulier pour les articles sur la fabrication du fer ;
- Didier Diderot (1685-1759), coutelier, père de Denis Diderot ;
- François Ébaudy de Fresne (Langres 1753-Vesoul 1815), économiste ;
- Joseph-Philibert Girault de Prangey (Langres 1804-1892) peut être considéré comme le premier photographe amateur de l’histoire ;
- Charles Joisten (Langres 1936-1981), ethnologue ;
- Jean-Claude Mertrud (Langres 1728-1802), anatomiste et chirurgien, a disséqué le rhinocéros de Louis XV ;
- Jules Violle (Langres 1841-Fixin 1923), physicien, photographe et membre de l'Académie des Sciences ;
- Julien-Joseph Virey (Langres 1775-1846), naturaliste, anthropologue ;
- François Walferdin (1793-1880), physicien[67].

#### Écrivains et philosophes
- Denis Diderot (Langres 1713-1784), écrivain, encyclopédiste et philosophe ;
- Abbé Claude d'Arvisenet (Langres 1755-Gray 1831), chanoine, écrivain ;
- Jean Barbier d'Aucour (Langres 1641-Paris 1694), auteur satirique ;
- François Dagognet (Langres 1924-2015), universitaire, philosophe et historien des sciences ;
- Jean-Baptiste Duvoisin (Langres 1744-1813), théologien et évêque de Nantes ;
- Nicolas Fallet (Langres 1766-Paris 1801), dramaturge et journaliste ;
- Jean-Pierre Gauffre (Langres 1957-), journaliste et humoriste ;
- Henri Suquet (Langres 1902-1980), auteur de romans pour la jeunesse ;
- Jehan Tabourot, appelé généralement par son anagramme, Thoinot Arbeau (Dijon 1520-Langres 1595), auteur de l'Orchésographie (premier ouvrage à noter des pas et des figures de danse), imprimeur à Langres, éditeur du Calendrier des bergers.

#### Hommes politiques
- Grégoire de Langres (446-539), homme politique et évêque ;
- Hugues de Saulieu, bailli de Langres et de Champlitte au XIIIe siècle ;
- Georges de Genuyt (1757-1841), député de la Haute-Marne ;
- Jean-Baptiste Dalmassy, homme politique, député de la Haute-Marne au Corps législatif de 1813 à 1815.
- François Nicolas Madeleine Morlot (Langres 1795-Paris 1862), cardinal et évêque de Paris.
- François Mongin de Montrol (1799-1862), écrivain et homme politique né à Langres, député de la Haute-Marne de 1848 à 1849.

#### Sportifs
- Laurent Agouazi (Langres 1984-), footballeur international algérien ;
- Kévin Bouly (Langres 1981-), haltérophile, huit fois champion de France ;
- Régis Clère (Langres 1956-Dijon 2012), cycliste. Champion de France sur piste en 1981 et sur route en 1982. Vainqueur de quatre étapes du Tour de France et de deux étapes du Tour d'Espagne ;
- Guy Fréquelin (Langres 1945-), pilote de rallye ;
- Sylvain Marchal (Langres 1980-), footballeur puis entraîneur de football ;
- Anaïs Michel (Langres 1988-), haltérophile, championne d’Europe des moins de 48 kg en 2017 ;
- Jérôme Monier (Langres 1971-), footballeur ;
- Stéphanie Morel (Langres 1976-), footballeuse internationale ;
- Stéphane Morisot (Langres 1978-), footballeur.

#### Autres
- Valère de Langres, archidiacre de Langres, arrêté par les Vandales de Crocus, décapité le 22 octobre 411 ;
- Guy Bernard, évêque de Langres de 1453 à 1481 ;
- Michel Boudet (1469-1529), évêque-duc de Langres et pair de France ;
- André Fugier (Langres 1896-Lyon 1976), historien ;
- Jean-Félix-Onésime Luquet (Langres 1810-Rome 1858), architecte, historien, diplomate et prélat catholique. Il a été gérant des Missions étrangères du Vatican et, à ce titre, a contribué à la fondation de clergés en Asie. Dans sa jeunesse langroise, il a contribué à la création du musée d’Art et d’Histoire de la Ville, ainsi que de la Société historique et archéologique de Langres ;
- Jeanne Mance (Langres 1606-Montréal 1673), première infirmière laïque nord-américaine, fondatrice de l'Hôtel-Dieu de Montréal et cofondatrice de la ville de Montréal (Québec, Canada) ;
- Henri Mettrier (Langres 1874-1949), historien, alpiniste et géographe ;
- Nicolas Viton de Saint-Allais (Langres 1773-Paris 1842), archiviste, généalogiste et héraldiste ;
- Fernand Contandin, dit Fernandel (Marseille 1903-Paris 1971), acteur. Fernandel a effectué une partie de son service militaire à Langres. Au sein des anciennes casernes langroises, une salle, désormais aménagée en espace de convivialité et qui accueille l’Harmonie municipale et l’école municipale de musique, a été baptisée de son nom en souvenir de ce passage.

### Gastronomie
La ville a donné son nom à un fromage.

### Héraldique
| Héraldique de Langres                                                          |
| Blasonnement                                                                   |
| D'azur semé de fleurs de lis d'or, au sautoir de gueules brochant sur le tout. |
| ------------------------------------------------------------------------------ |

Les armes de la cité sont en réalité les armoiries du siège épiscopal, dont le titulaire était également duc de Langres et pair de France. Ces armoiries sont très anciennes puisqu'on les trouve déjà dans le sceau de saint Hérulphe, 32e évêque de Langres, de 755 à 774.
L'écu est placé dans un cartouche et timbré d'une couronne murale. On rencontre toutefois encore fréquemment une anomalie héraldique dans le blason officiel de Langres : c'est la couronne ducale, conservée de l'ancien duché-pairie qui, à la place de la couronne murale, timbre les armoiries.
Quant à l'inscription du cartouche Civitas antiqua Lingonum (l'antique cité des Lingons), elle rappelle les origines celtes et le fait qu'elle fut une des premières cités des Gaules à se voir accorder la qualité de peuple allié, puis la citoyenneté romaine.

## Galerie

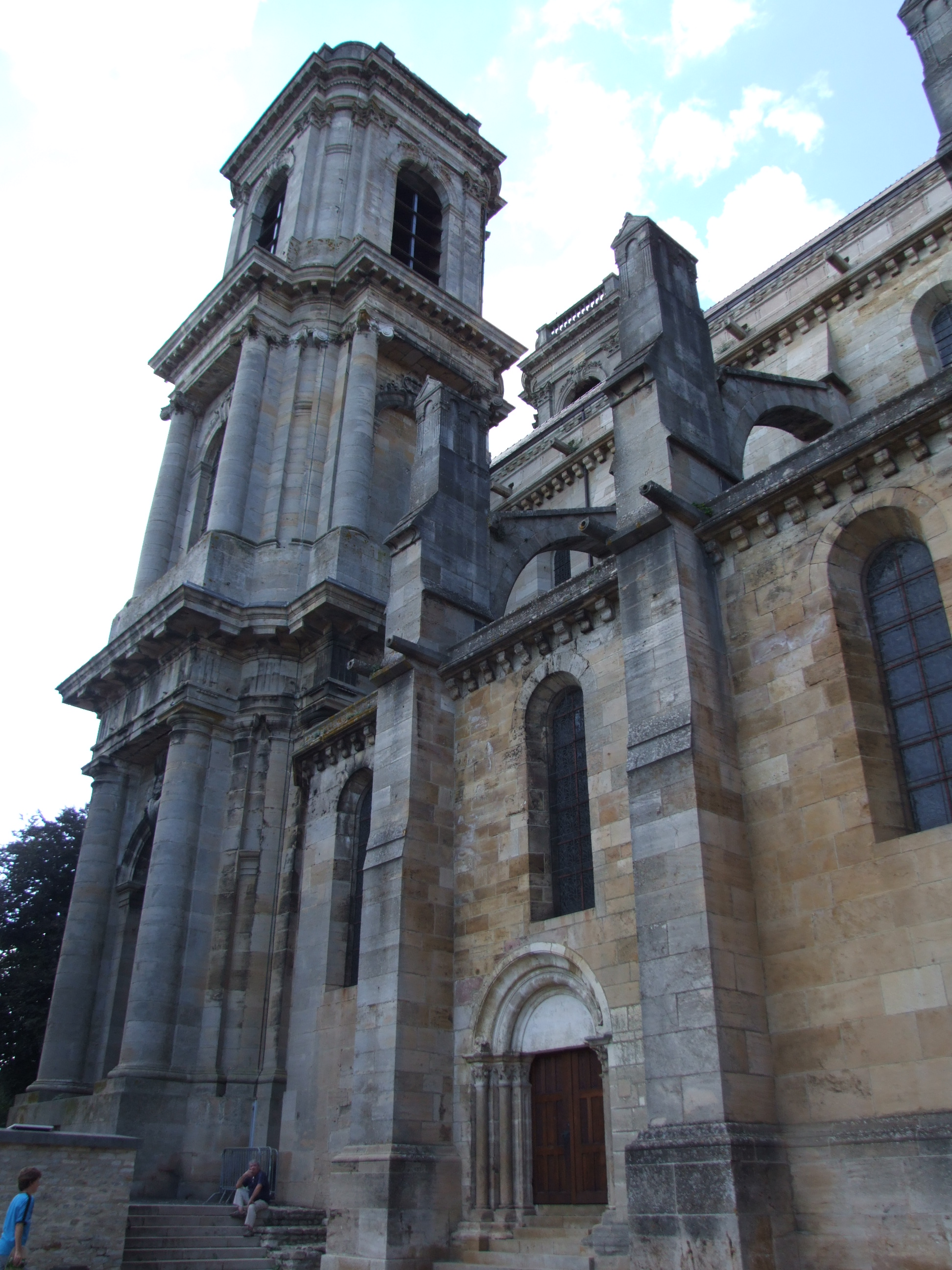
Cathédrale Saint-Mammès.
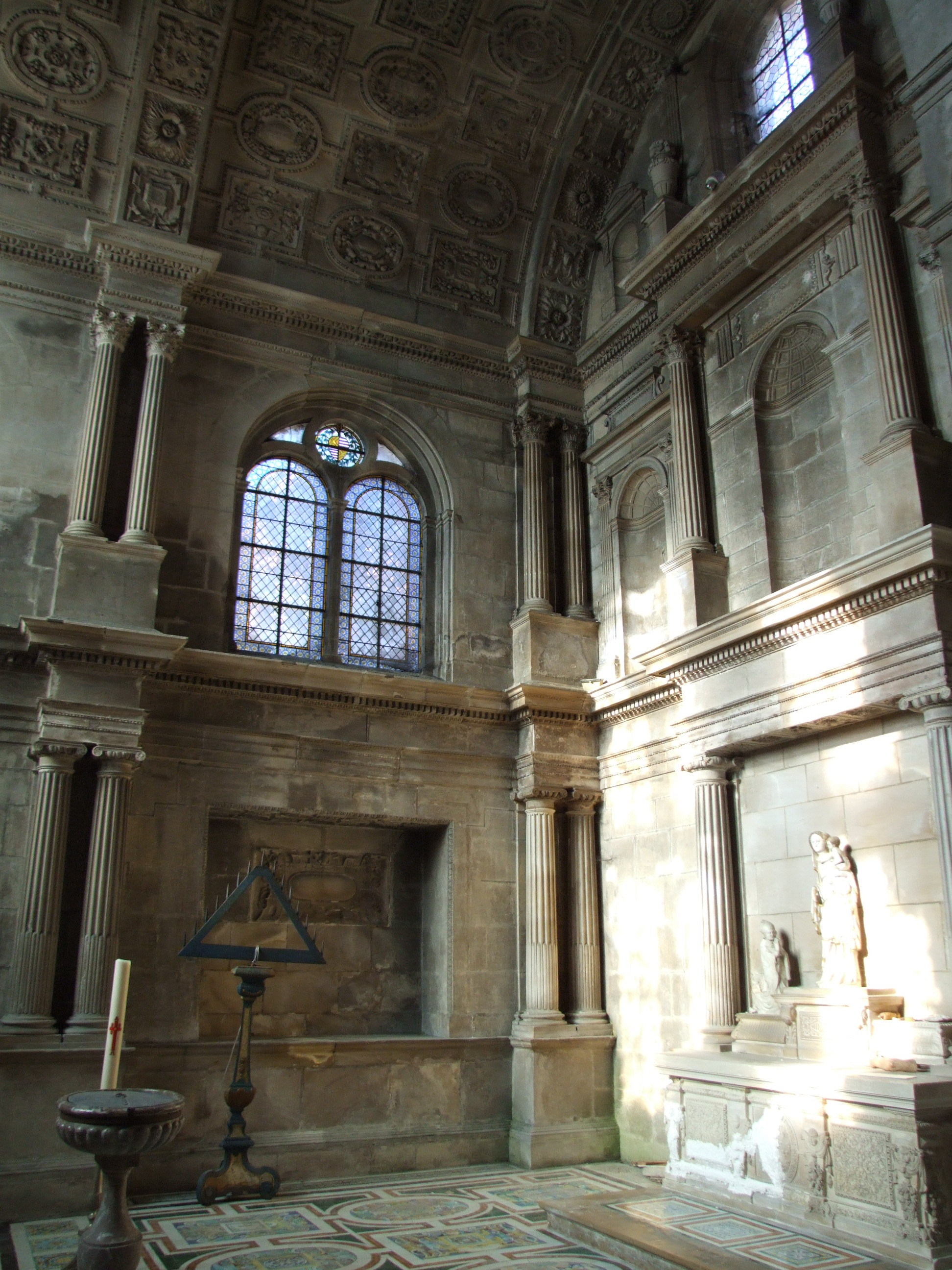
Cathédrale Saint-Mammès.
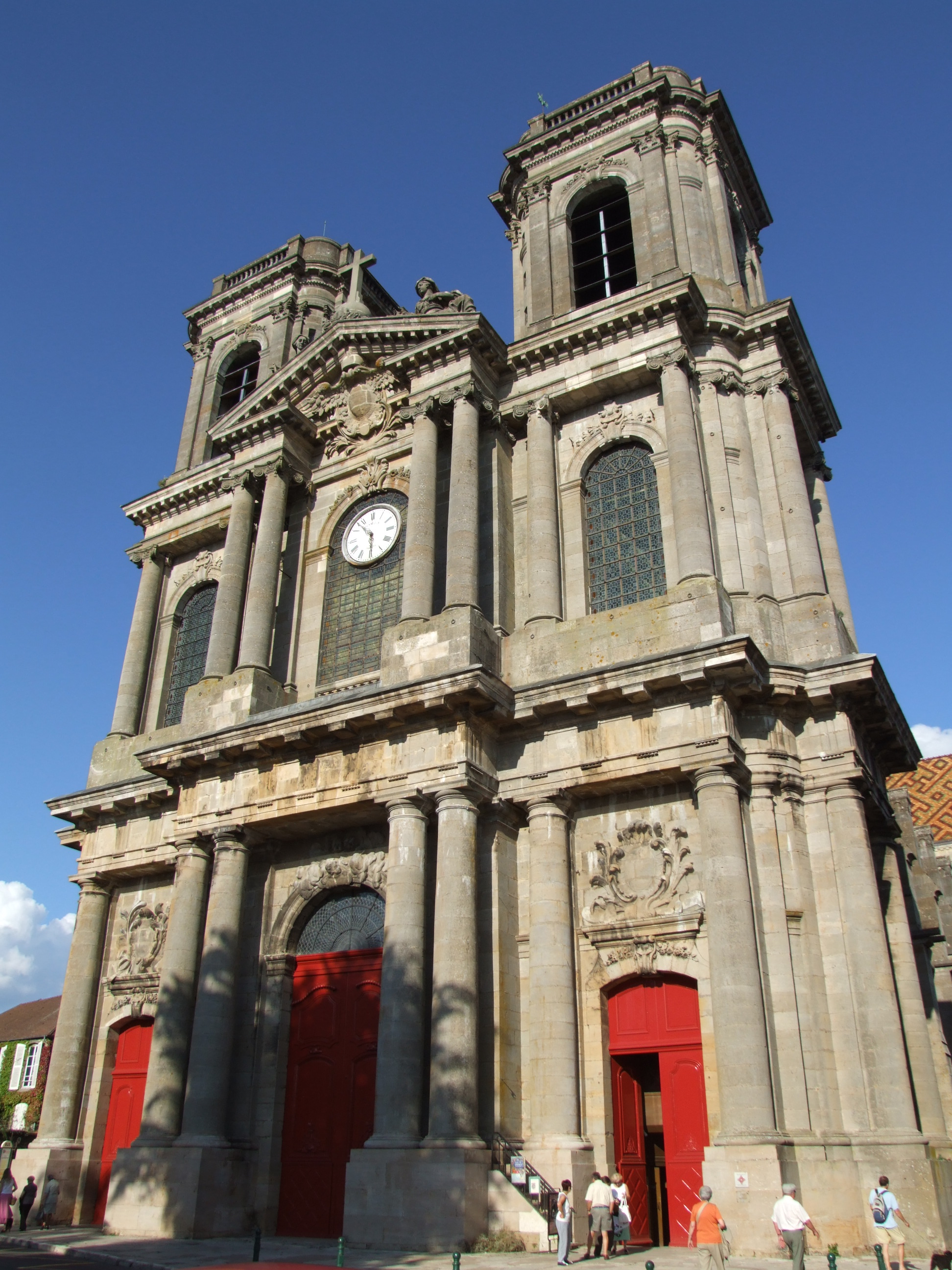
Cathédrale Saint-Mammès.
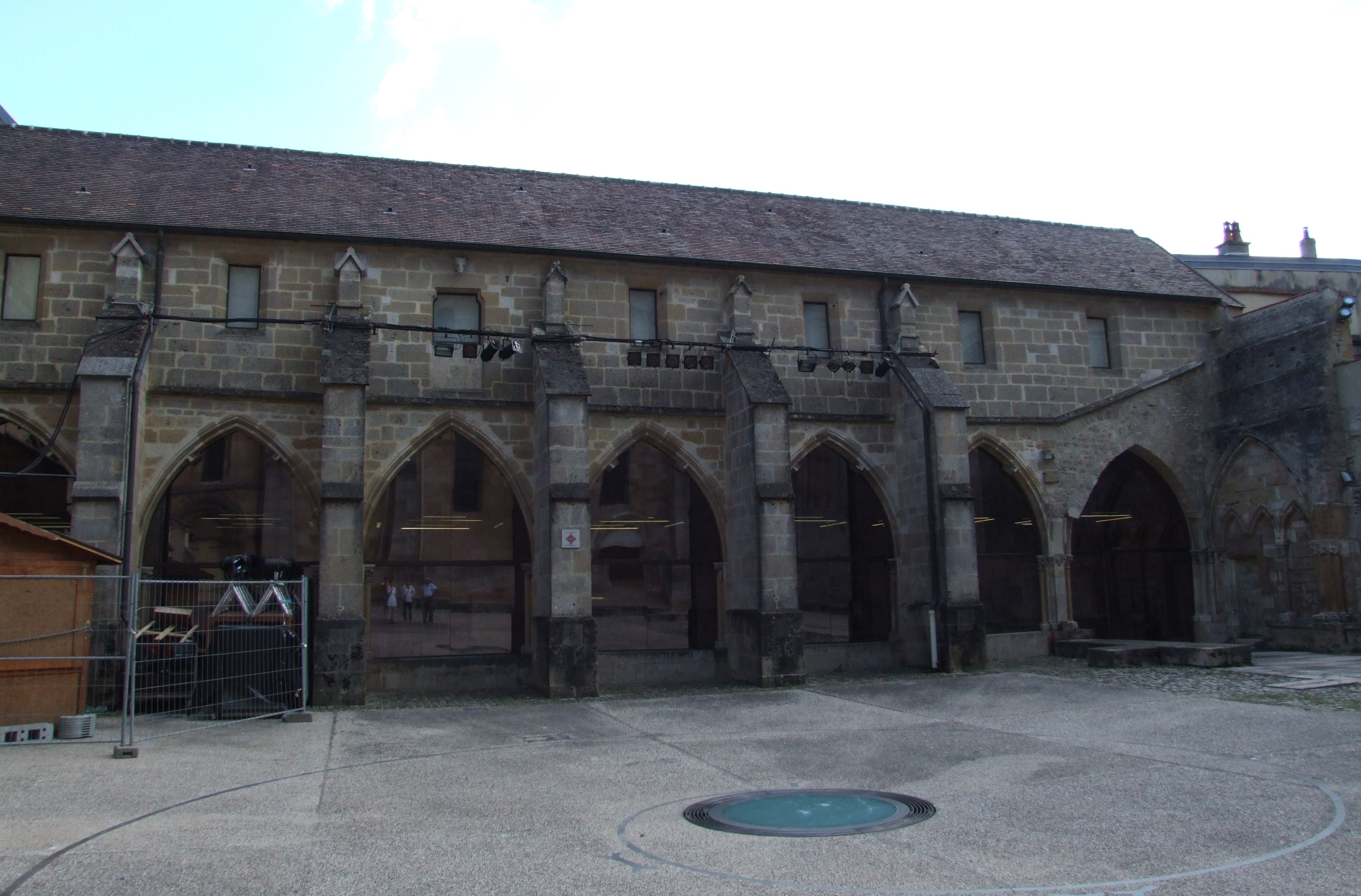
Cathédrale Saint-Mammès, cloitre.
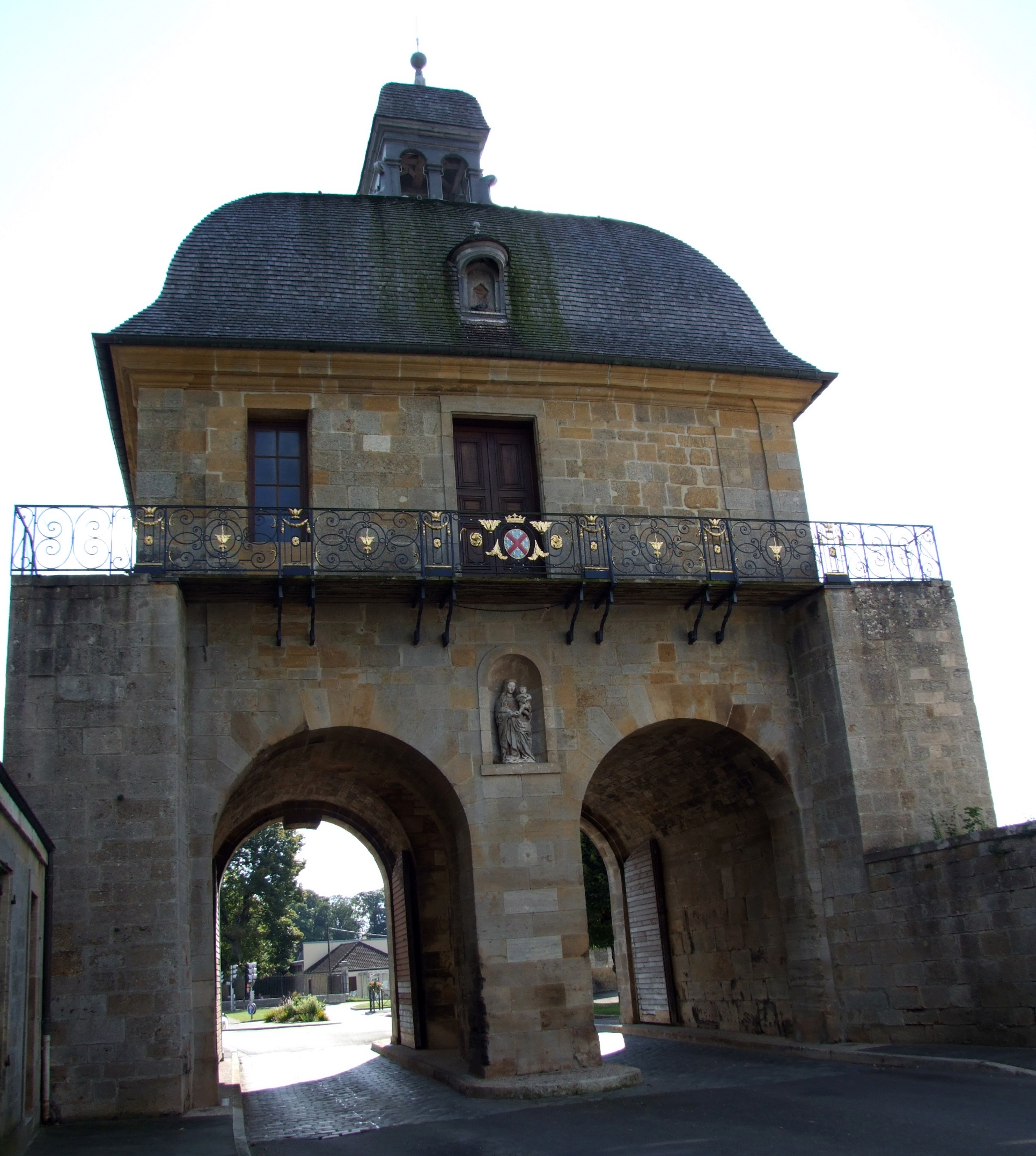
Porte des Moulins.
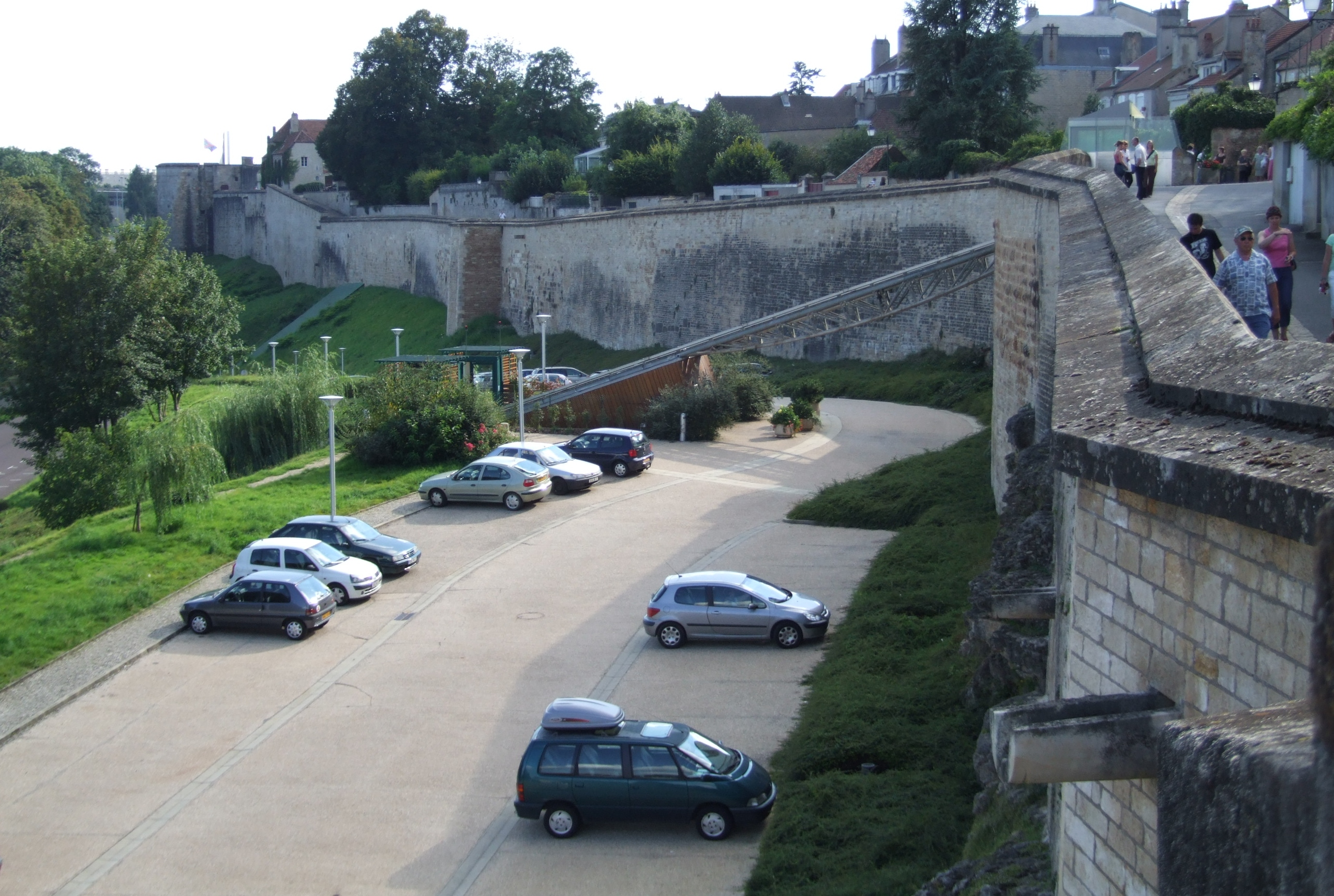
Remparts et Funiculaire.
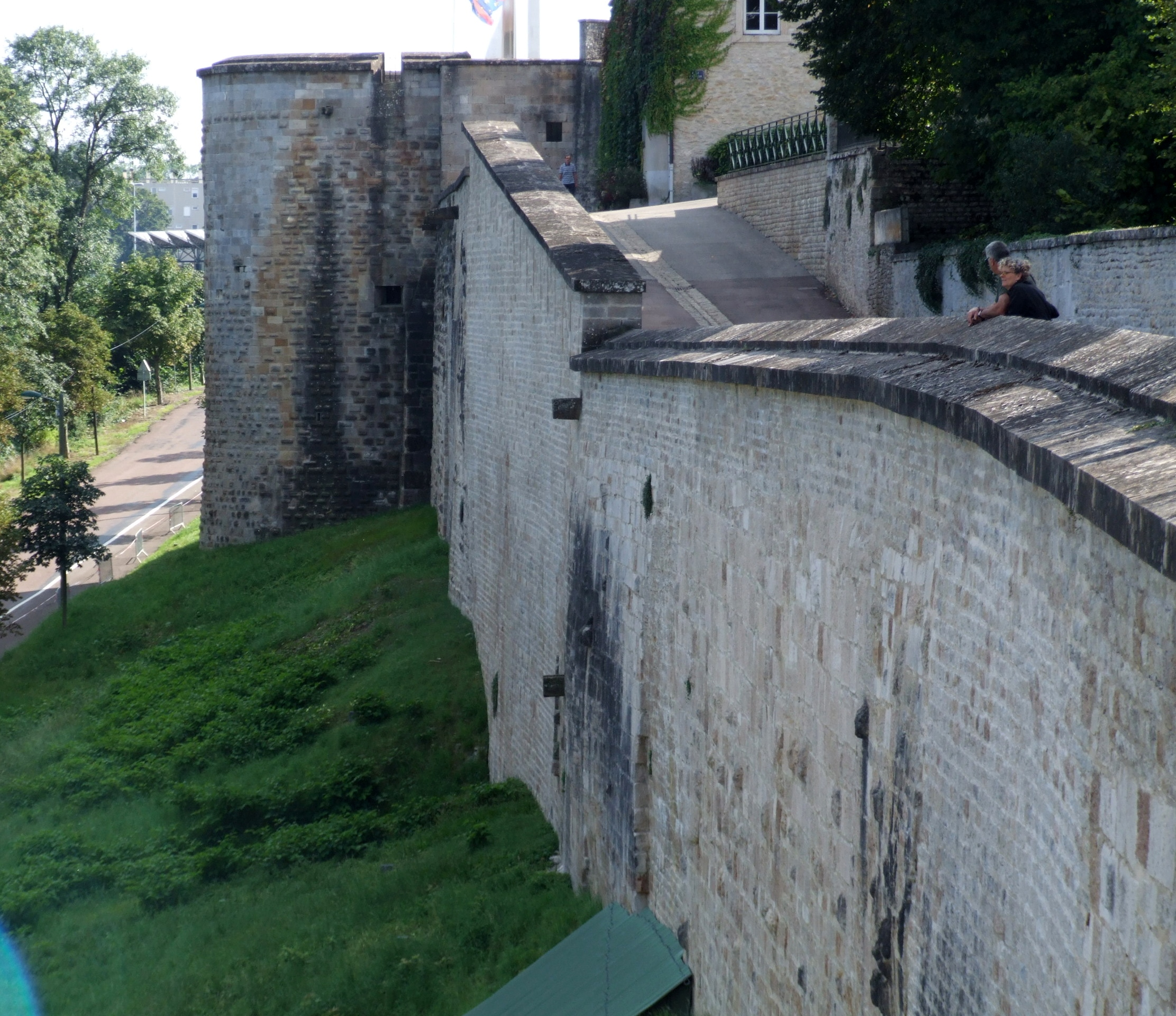
Tour Saint-Ferjeux.
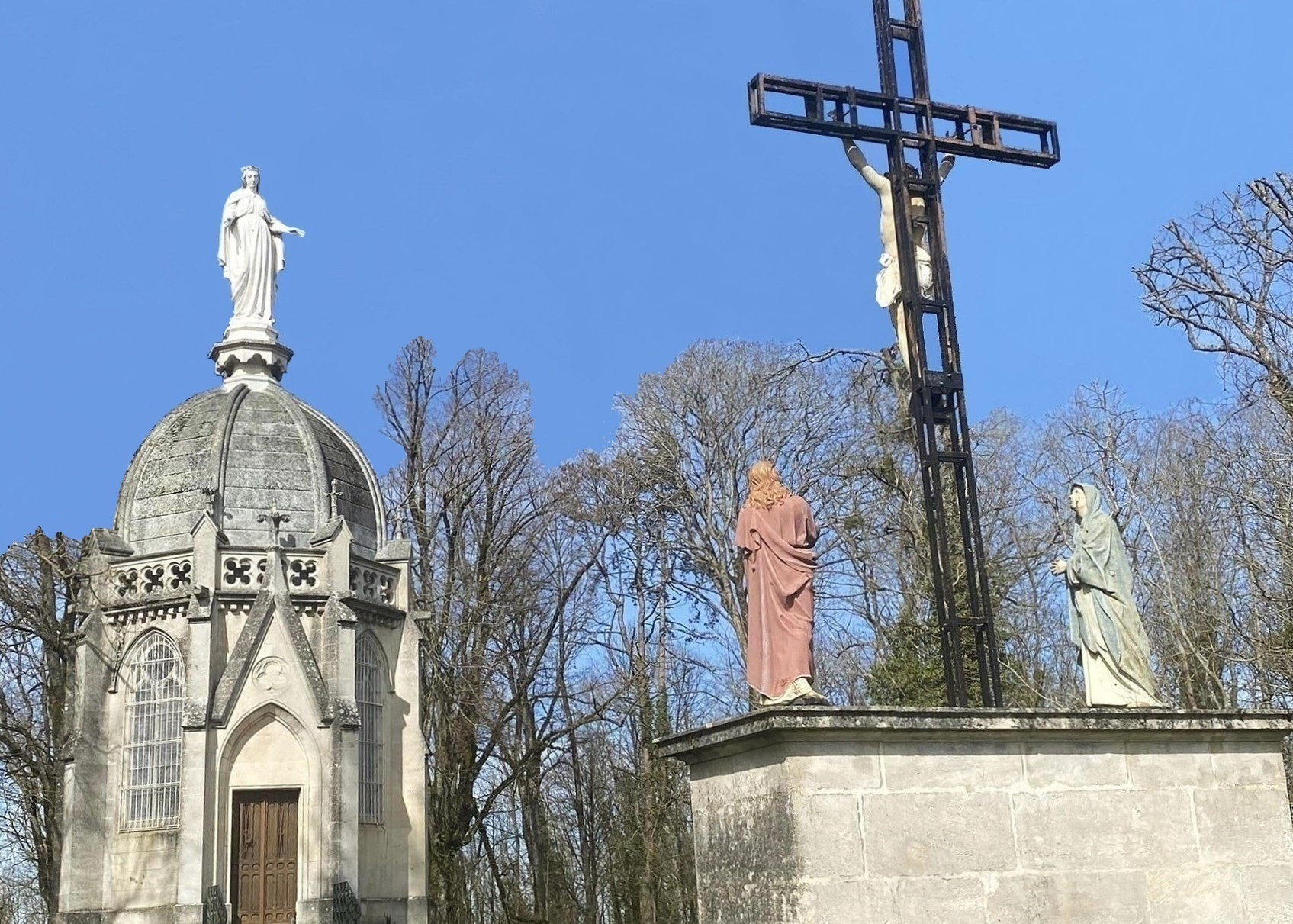
Chapelle Notre-Dame-de-la-Délivrance

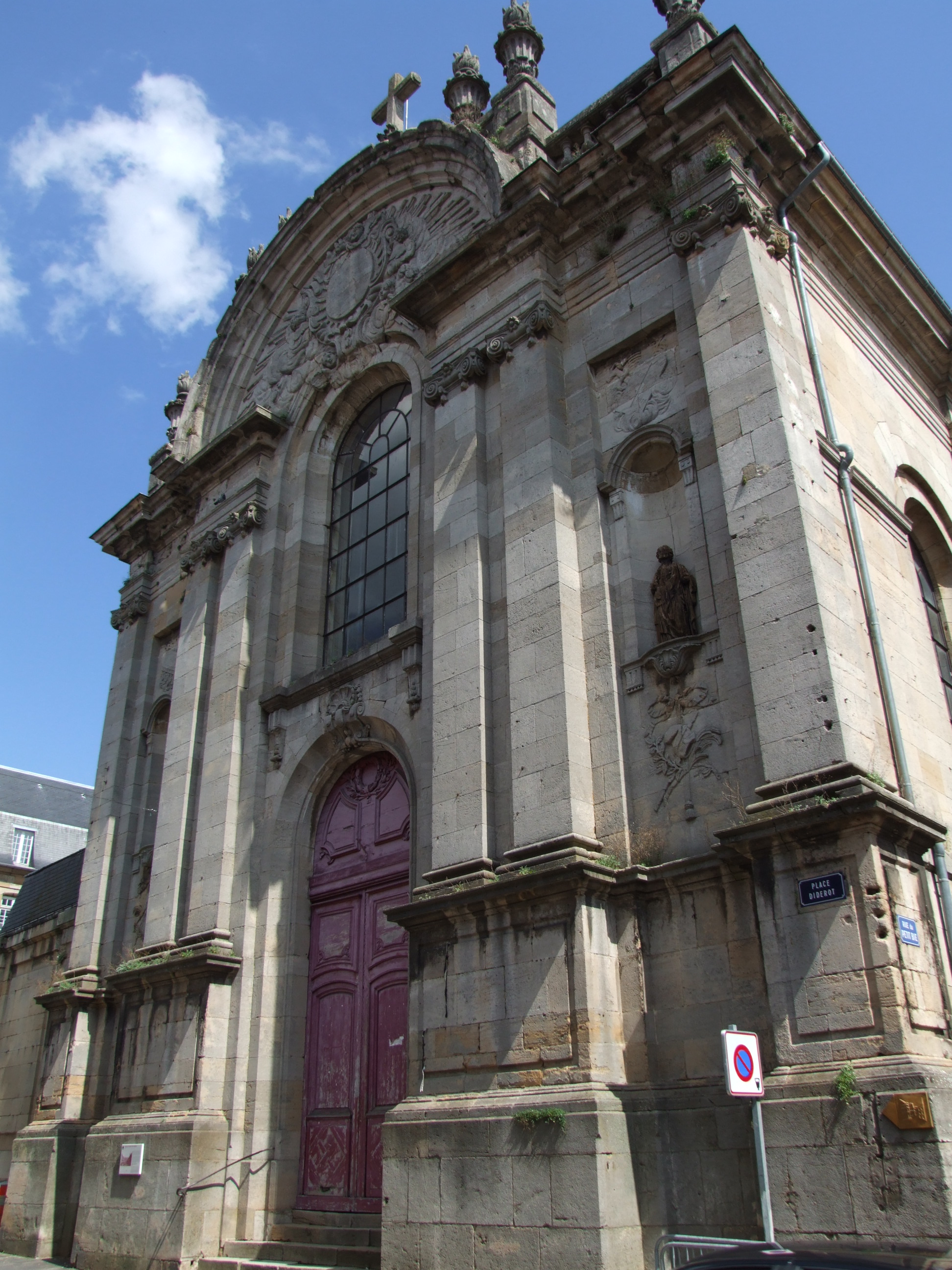
Ancien collège des Jésuites.
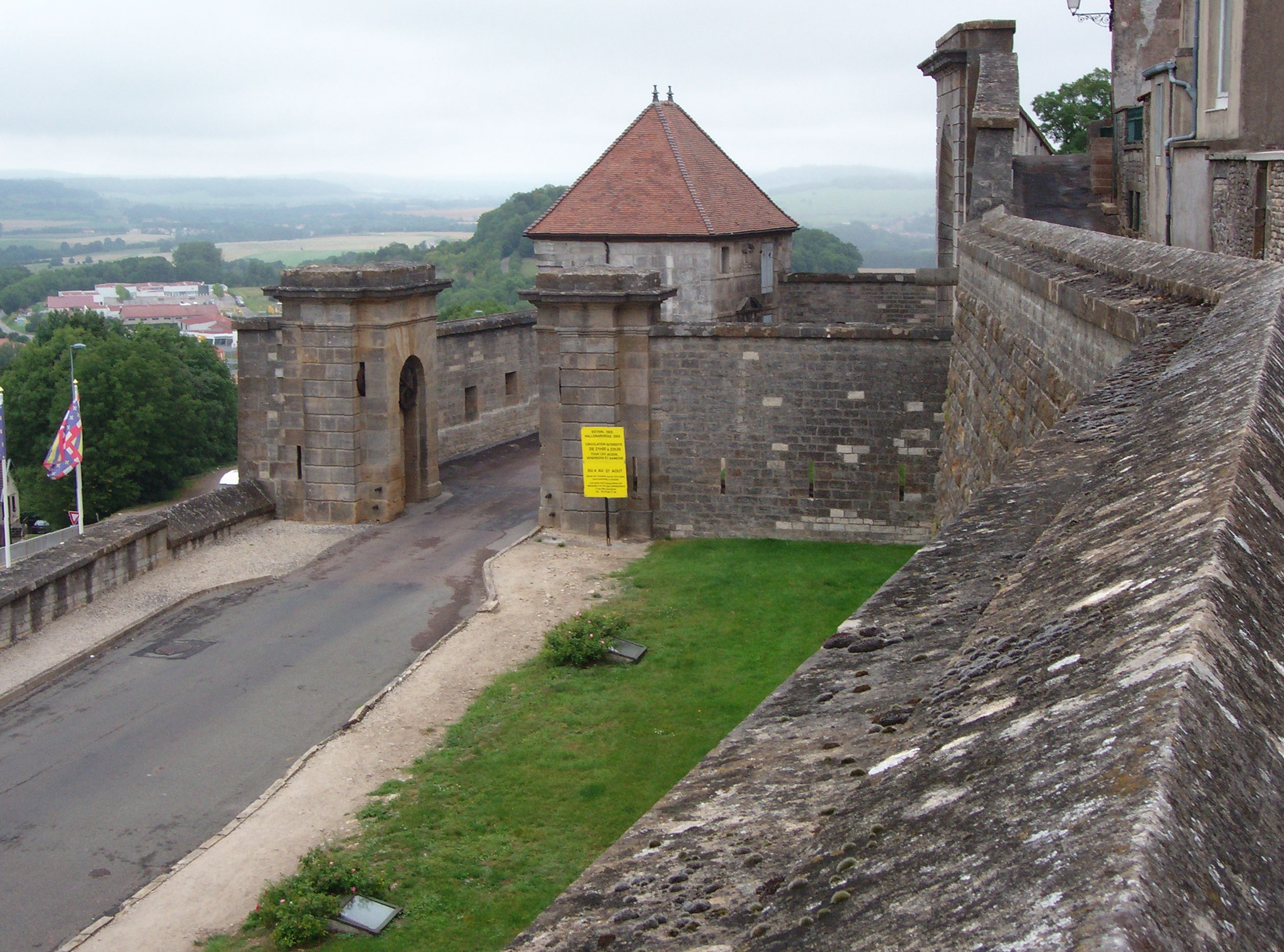
Porte de l'Hôtel de ville.
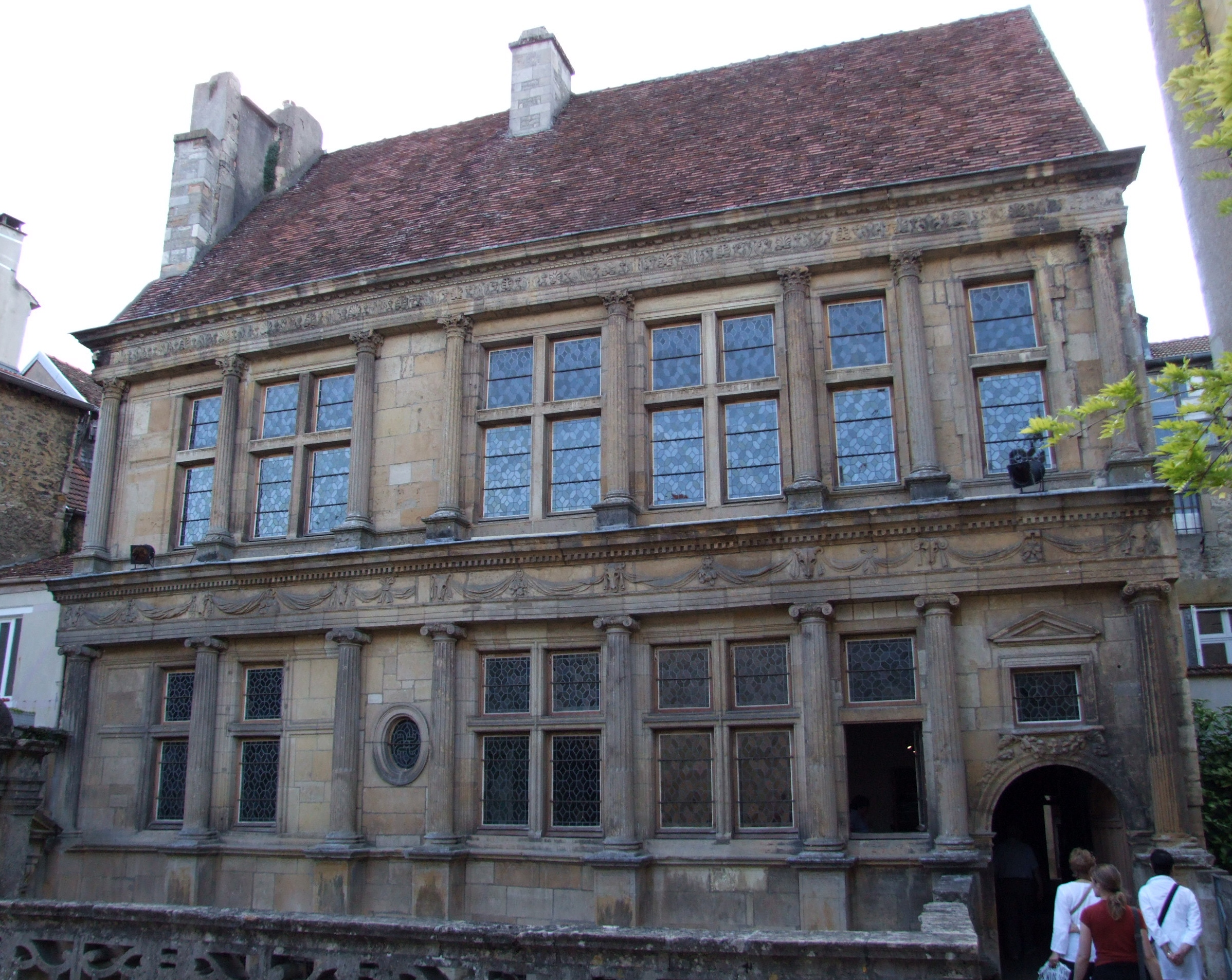
Maison Renaissance (façade arrière).
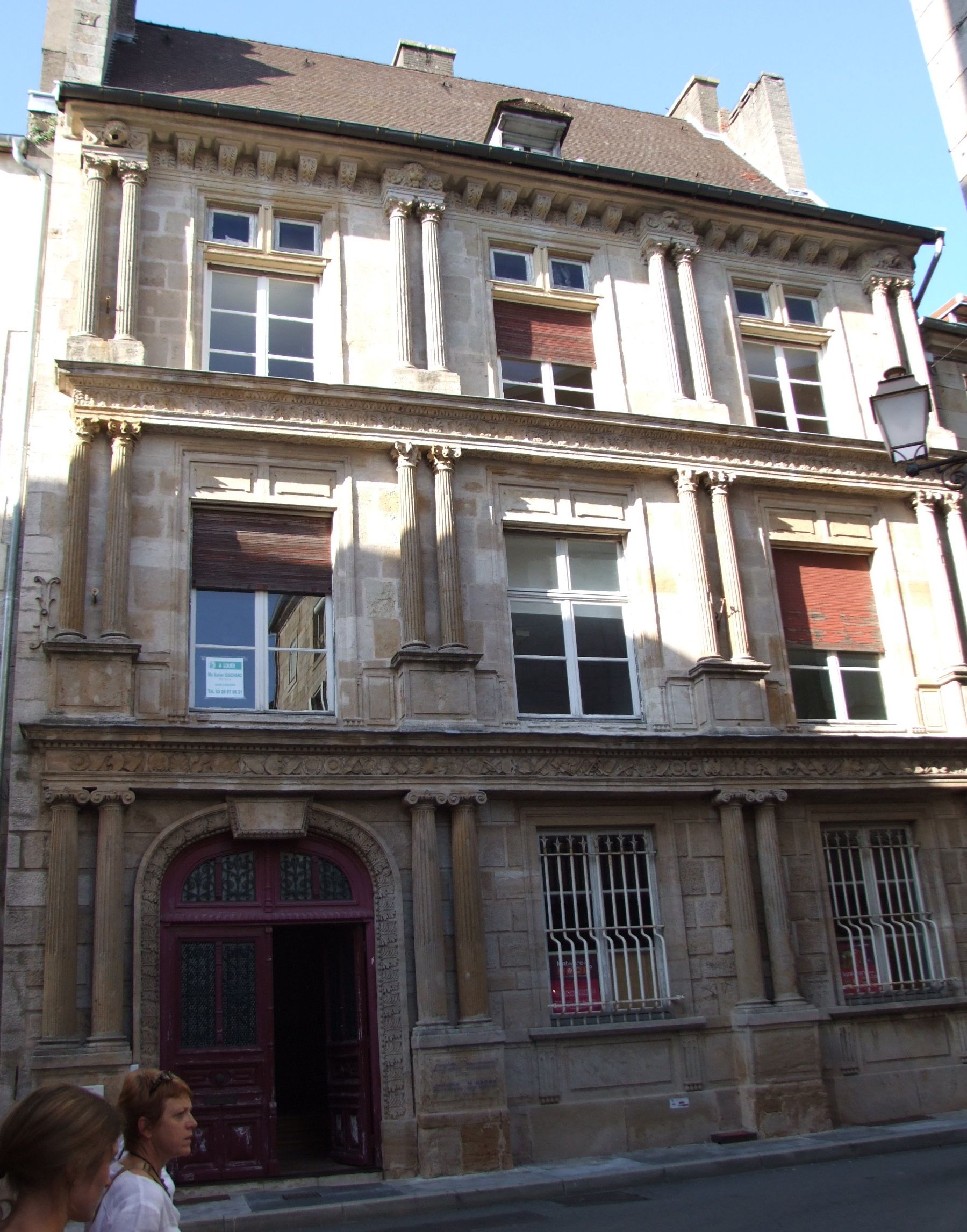
Maison Renaissance (façade avant).
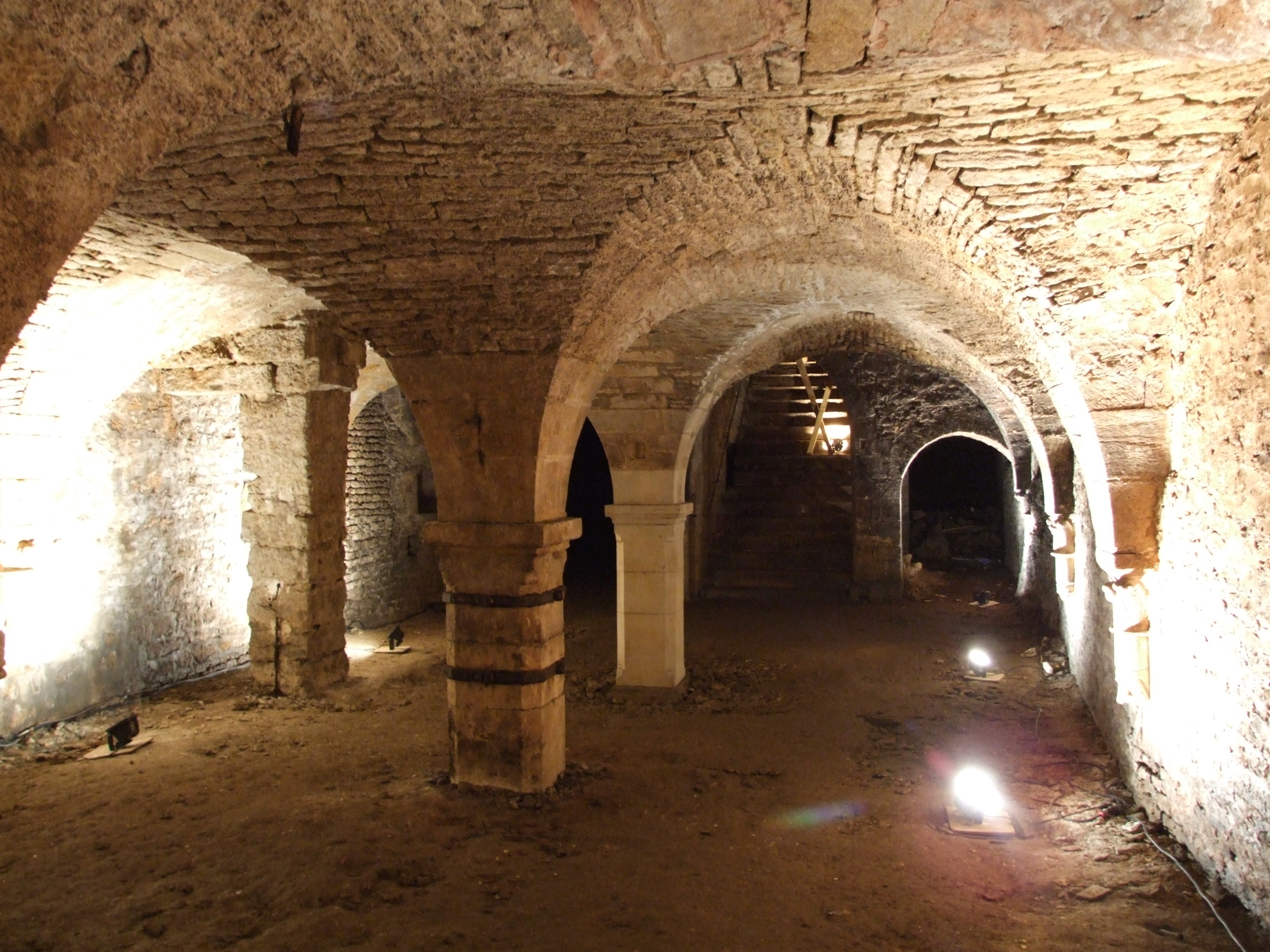
Cave Maison Renaissance.
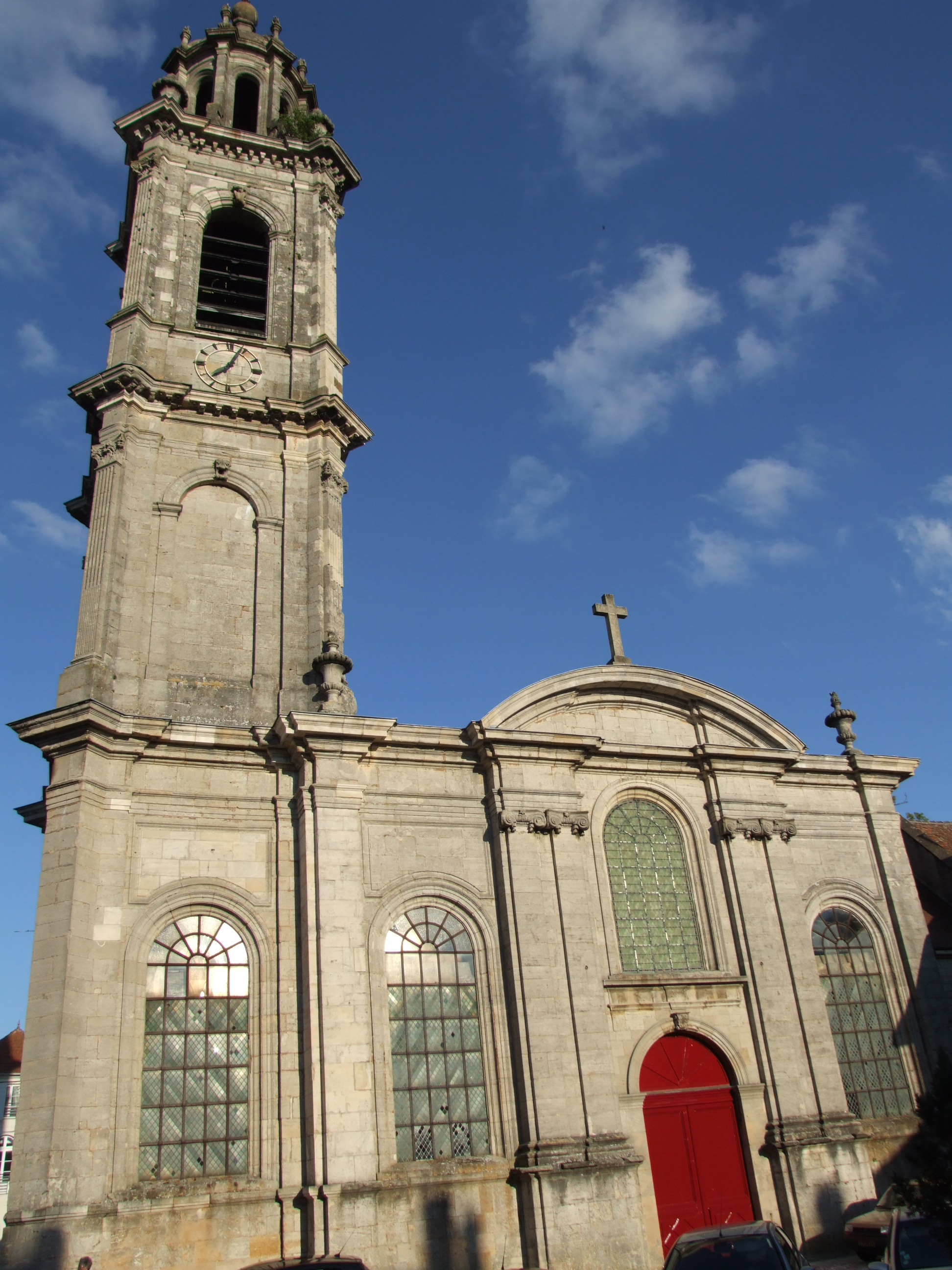
Église Saint-Martin.